# Chartreuse de Molsheim
Vous lisez un « article de qualité » labellisé en 2020.
La chartreuse de Molsheim est un ancien monastère de l'ordre des Chartreux situé au cœur de la ville de Molsheim, dans le Bas-Rhin, en Alsace (région Grand Est, en France).
La chartreuse de Koenigshoffen ayant été détruite en 1591, la communauté cartusienne se réfugie chez les Jésuites de Molsheim. C'est dans cette dernière ville, alors capitale alsacienne de la Contre-Réforme, qu'elle décide de se refonder et de construire un nouveau monastère en 1626. Cette fondation constitue un cas rarissime, voire unique, de monastère cartusien conçu comme intégré au territoire urbain, ce qui implique certains aménagements particuliers de l'espace.
Ce nouveau monastère devient rapidement le principal édifice religieux de la ville aux XVIIe et XVIIIe siècles. Il est en particulier réputé pour la qualité des vitraux qui décorent le grand cloître des pères, ainsi que pour sa riche bibliothèque et surtout le célèbre codex Hortus deliciarum qui y est conservé durant quelques décennies. Les moines sont également connus pour les « boules » à but médicinal qu'ils fabriquent et vendent.
La chartreuse est active jusqu'à la Révolution française, durant laquelle elle est fermée, vendue comme bien national, divisée en plusieurs lots, partiellement détruite et percée d'une voirie urbaine. Durant près de deux siècles, les parties subsistantes de la chartreuse, morcelée entre plusieurs propriétaires, sont réaménagées ou démolies en fonction des besoins. Le mobilier et les vitraux sont dispersés ; une partie est détruite postérieurement, soit en 1870 durant le siège de Strasbourg, soit durant la Seconde Guerre mondiale. L'hôpital local acquiert la quasi-totalité des bâtiments temporels.
Ce n'est qu'en 1981 qu'une prise de conscience de la valeur patrimoniale des bâtiments restants émerge. À partir de cette date, la commune rachète certaines parties de l'édifice ; des bénévoles commencent la restauration des bâtiments et du terrain. Dès 1985, le musée historique de la ville de Molsheim, précédemment situé à la Metzig, s'installe dans l'ancien logis du prieur. En 1986, la fondation Bugatti met également en place une salle d'exposition dans les anciennes cuisines du monastère.
L'édifice fait l'objet d'un classement au titre des monuments historiques depuis le 23 décembre 1998.

## Localisation
Le monastère occupe la partie nord-ouest du centre-ville historique de Molsheim, entre la rue des Étudiants au sud, la rue de la Chartreuse au nord, la place du Marché à l'est et l'hôpital local à l'ouest. La ville de Molsheim est elle-même située en Alsace, sur le piémont des Vosges, au sortir de la Vallée de la Bruche et sur la rive gauche de cette dernière.

## Histoire

### Fondation

#### La chartreuse de Koenigshoffen

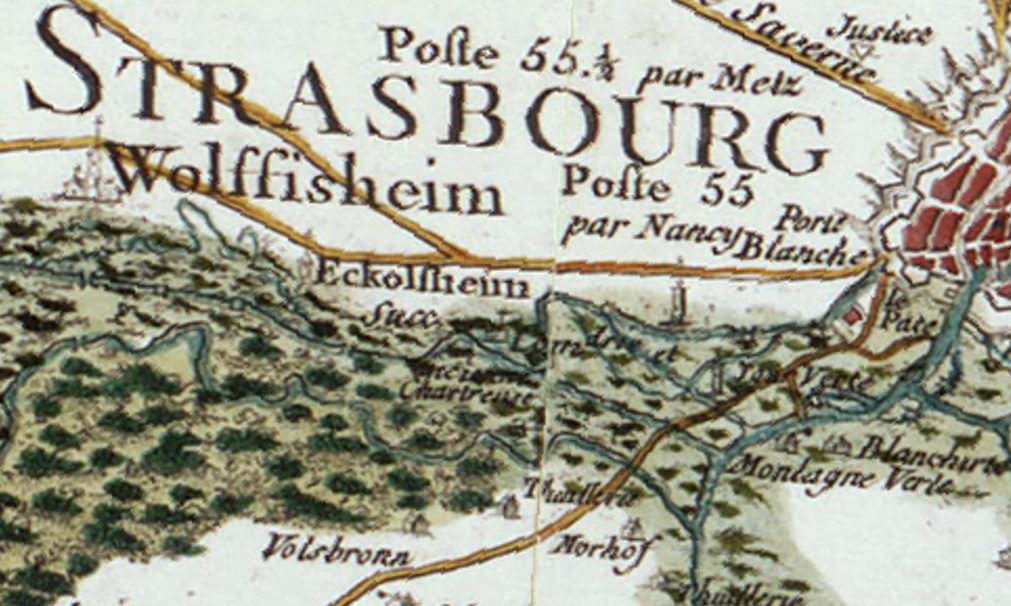
Extrait de la carte de Cassini, sur laquelle l'« ancienne chartreuse » de Koenigshoffen est visible au centre de la carte, entre la Bruche et le canal de la Bruche.

La chartreuse située à Koenigshoffen — aujourd'hui faubourg de Strasbourg — et dite « Mont-Sainte-Marie » (« Marienbühl ») est fondée en 1335 au bord de la Bruche par trois moines, sur des terres données par Berthold II de Bucheck, évêque de Strasbourg. Fécond sur le plan spirituel, le monastère comporte dix-huit cellules, et envoie des religieux conforter notamment les chartreuses de Hildesheim et de Bâle. En 1418 le monastère compte seize pères et douze frères ; un siècle plus tard, en 1521, restent encore quinze pères, neuf convers et quatre donnés. En revanche, l'introduction de la Réforme à Strasbourg trois ans plus tard entraîne le départ de la moitié des vingt-huit religieux.
Quand la guerre des Paysans éclate en 1525, le monastère pense éviter les pillages en se mettant sous la protection de la Ville, alors passée au protestantisme. En retour, le Conseil des XV exige tout d'abord la gestion du patrimoine cartusien par des laïcs, puis interdit la tenue d'offices liturgiques, enfin l'entrée de novices, ce qui condamnait la communauté à moyen terme. La maison-mère de la Grande Chartreuse envisage en conséquence le transfert de la communauté, mais rien n'est effectué dans un premier temps.
Au début des années 1590, Henri IV, qui avait emprunté à la ville de Strasbourg quarante-deux mille florins, décide de rembourser la ville en lui offrant le couvent. Le 8 août 1591, alors qu'il ne reste plus dans le couvent que le prieur Jean Schustein, trois pères et un frère donné, le Sénat strasbourgeois envoie trois cents maçons et charpentiers démanteler l'intégralité du monastère, « sous les acclamations et dans l'allégresse » de la population, qui récupère tous les matériaux au point que rien ne subsiste de la chartreuse à la fin du mois d'août. La bibliothèque et les ornements liturgiques sont répartis entre d'autres couvents strasbourgeois, et les moines retenus de force jusqu'en mai 1592 dans leur maison dite « Kartäuserhof » (cour des Chartreux) située près de Saint-Thomas, à l'exception du prieur, autorisé à se réfugier à la chartreuse de Mayence.

#### Le transfert à Molsheim

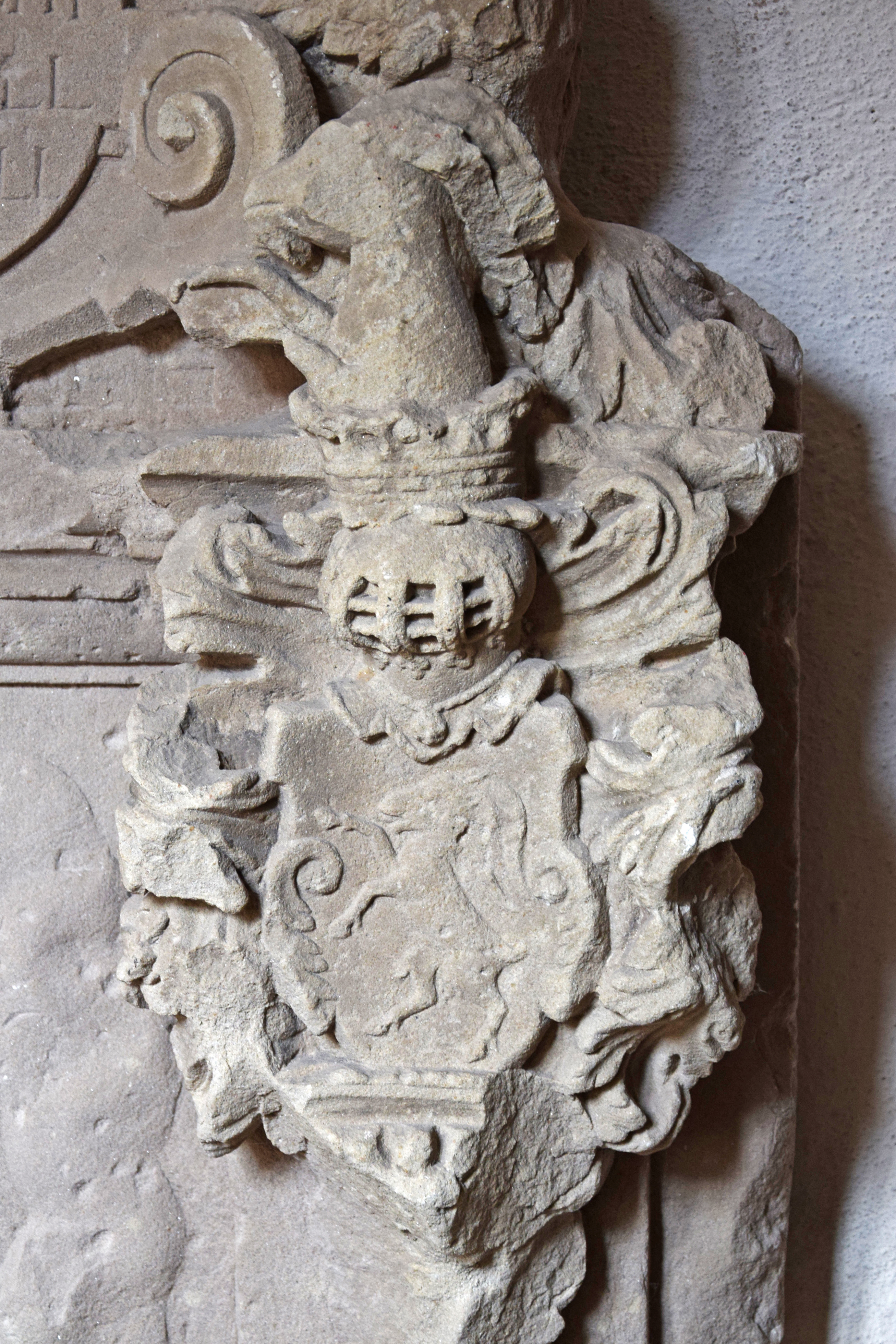
Armes des Böcklin von Böcklinsau, propriétaires de la maison vendue aux chartreux pour l'établissement de leur monastère molshémien.

Depuis ce dernier refuge, l'ancien prieur, assisté de son supérieur provincial, tente en vain de rejoindre sa communauté. Il fait appel aux évêques de Cologne, Mayence et Trèves (respectivement Ernest de Bavière, Wolfgang de Dalberg et Jean de Schönenberg), qui déposent une supplique en ce sens auprès de Rodolphe II. Ce dernier promulgue l'édit du 5 mars 1594, enjoignant aux Strasbourgeois de rétablir le monastère et de rendre leurs biens aux moines. Dans l'attente de ce retour, Jean Schustein est hébergé à Molsheim, chez les Jésuites, à partir d'octobre 1594. En 1597, il est rejoint par trois pères et deux frères chartreux. En 1598, le supérieur provincial accepte la fondation d'une nouvelle chartreuse à Molsheim, tandis que l'empereur réitère son injonction de restitution aux Strasbourgeois.
La communauté achète pour cinq mille florins à Barbe de Schauenbourg, veuve d'un Böcklin von Böcklinsau, la maison dite « Böcklerhof » ; en parallèle, le 21 août 1598, un traité est signé entre Henri IV et les chartreux, ces derniers obtenant une compensation de 7 500 livres tournois annuelles pour leurs pertes strasbourgeoises. En parallèle, la ville de Strasbourg accepte enfin de procéder à une compensation ; le prieur et le magistrat de Molsheim sont accueillis à Strasbourg par le Magistrat ; celui-ci propose un échange aux religieux : les terres et biens confisqués par la municipalité protestante sont conservées par cette dernière, mais des titres de propriété dans quarante-sept localités catholiques sont accordées en échange. De surcroît, les clefs du local où sont conservés livres et ornements liturgiques saisis à Koenigshoffen leur sont remises.

#### La fondation du nouveau couvent

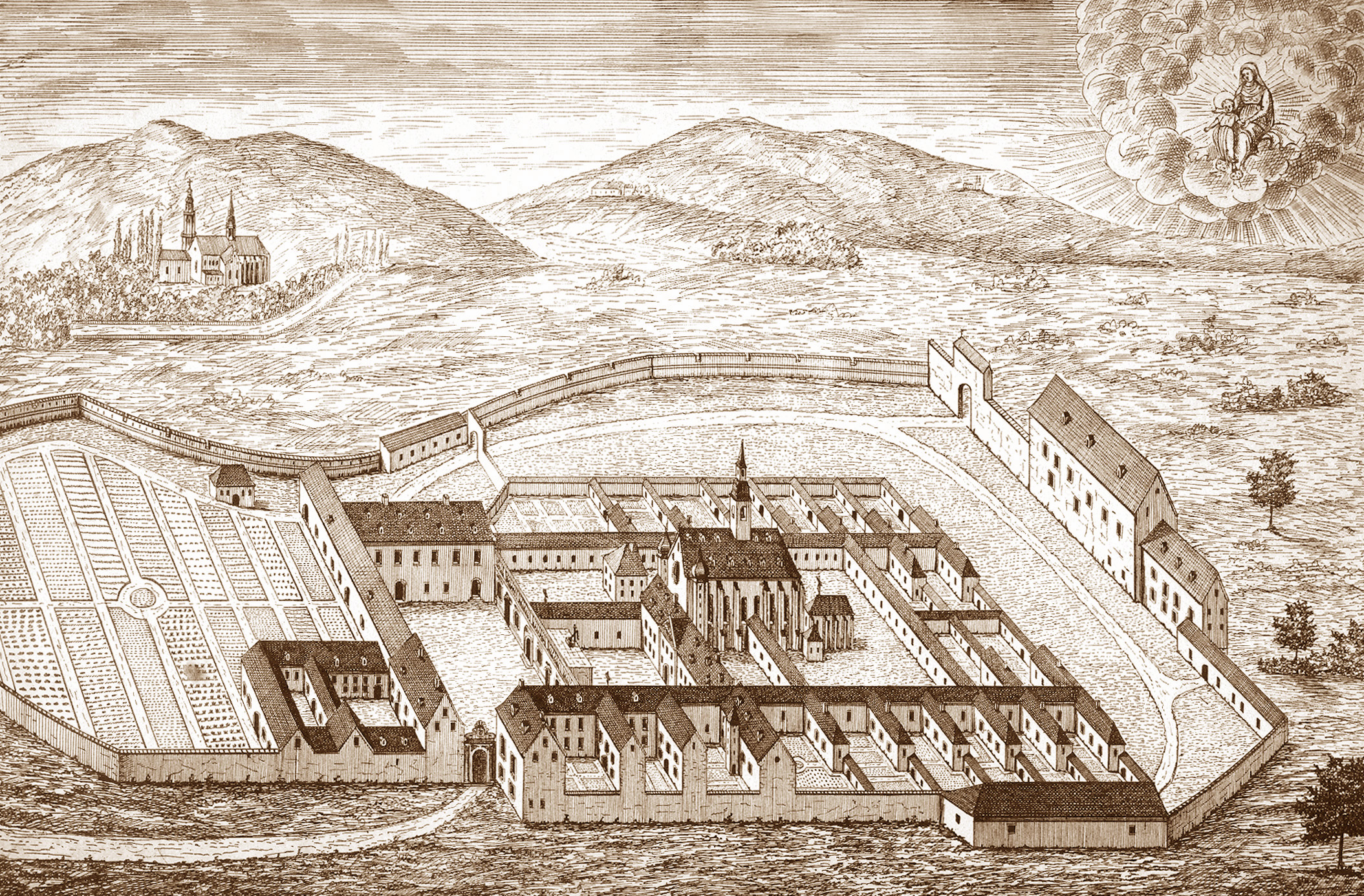
Gravure montrant la chartreuse au XVIIIe siècle.

La communauté cartusienne molshémienne s'enrichit de moines venus de Coblence, Cologne, Mayence et Rettel près de Thionville. Les moines, au nombre de six en 1600, reçoivent leur premier profès l'année suivante, Georges Schoen, venant de Sélestat. En 1602, Charles de Lorraine, archevêque de Strasbourg, accorde officiellement aux chartreux l'autorisation de refonder un monastère. Les travaux d'aménagement du Böcklerhof commencent donc, avec la mise en place des cellules et un premier oratoire, consacré le 16 avril 1606, dédié à la Trinité, à saint Sébastien, saint Henri le Confesseur et sainte Catherine.
Henri Topffer, prieur de 1602 à 1612, célèbre la première messe dans l'église conventuelle le 25 mars 1610 ; toutefois l'édifice n'est officiellement dédicacé que le 3 août 1614, ce qui le place sous le vocable de la Trinité, de Marie, de Jean-Baptiste et de tous les saints
De nombreux dons permettent au monastère de croître rapidement. Le chantier du cloître est lancé en 1614. En 1619, trois religieux supplémentaires arrivent des chartreuses de Mayence et de Trèves. En 1620, c'est le premier donné de la chartreuse qui fait ses vœux. La même année, le prieur Jean Leuken, originaire de Trèves, est assassiné devant sa cellule le 14 février 1619, et retrouvé par les moines le crâne fendu à coups de hache. Le meurtrier a ensuite fui la ville en escaladant les remparts, mais y a perdu des objets. Les soldats envoyés à sa recherche retrouvent six jours plus tard à Harthouse, près de Haguenau, un certain Thomas Roettel, « proche parent » (probablement neveu) du défunt. Celui-ci était venu deux années auparavant suivre des études au collège des Jésuites, et fréquentait régulièrement la chartreuse sous prétexte de rendre visite à son oncle, mais en réalité pour puiser dans la caisse de la communauté. Il avait été surpris par le prieur lors de son dernier larcin et l'avait frappé avant de s'enfuir. Le procès est instruit par la municipalité, plus précisément par la cour des maléfices (« Malefizgericht ») qui condamne Thomas à mort avec de nombreux supplices préalables.

La chartreuse est reconnue canoniquement in statu perfecto en 1662.

### Vie de la chartreuse

#### L'accroissement de la communauté
| Date | Nombre                        |
| ---- | ----------------------------- |
| 1617 | 17 pères                      |
| 1633 | 14 pères                      |
| 1666 | 17 pères et 6 donnés          |
| 1721 | Total de 20, dont 14 Français |
| 1792 | 17 pères et 6 frères.         |

Entre 1623 et 1626, plusieurs moines supplémentaires viennent grossir la communauté, qui s'accroît également de cinq novices, dont un premier habitant de Molsheim, Jean-Jacques Fourmann. La guerre de Trente Ans montre la pertinence de l'établissement dans une ville catholique. Les chartreux n'y sont effectivement pas inquiétés par les ravages dus aux combats et aux pillages. Par mesure de sécurité, les archives et divers biens précieux sont tout de même mis à l'abri à Benfeld puis dans les Vosges jusqu'en 1641. Le 9 mai 1623, la première pierre de la salle capitulaire est posée par les maîtres maçons Lucas Vieph et Christophe Wambser ; deux années plus tard, le 26 octobre 1625, l'édifice est terminé et consacré.
Louis Pergener est prieur de 1651 à 1660 et développe fortement le monastère, acquérant la « Berggasse » et plusieurs terrains contigus pour les intégrer au monastère. Son successeur Martin Malburg dirige le monastère jusqu'en 1665 ; c'est le premier prieur élu canoniquement par les moines et non nommé par la province. La chartreuse de Molsheim reste malgré tout une communauté relativement réduite, ce qu'imposait la taille exiguë du monastère, enserré dans un espace urbain contraint. Le nombre de vingt-cinq moines semble ne jamais avoir été dépassé.
Le recrutement des moines montre une très large influence du monastère. Seuls 31 des 152 pères ayant vécu à la chartreuse durant ses deux siècles d’existence sont alsaciens, la plus grande majorité des autres moines sont originaires de la vallée du Rhin. En ce qui concerne les frères, moins nombreux, ils sont un petit peu plus issus du terroir, avec 13 Alsaciens, principalement de Molsheim et des environs, sur 47 frères. Les cellules sont généralement attribuées à vie aux pères chartreux, et cette habitude est en tout cas vue d'un bon œil par la communauté. Toutefois, pour raisons de santé ou doléances diverses, il est possible que des transferts de cellule aient lieu ; à Molsheim, le père Nicolas Scheckler déménagea plusieurs fois avant de mourir dans la cellule L en 1695. À l'inverse, Nicolas Baustert ne quitta la cellule H dans laquelle il était entré en 1661 que très malade, peu avant sa mort en 1692.
Durant le printemps 1683, la ville de Molsheim, dont la chartreuse, reçoit la visite de Louis XIV et de son épouse Marie-Thérèse. Celle-ci, accompagnée de quelques princesses de sa suite, reçoit l'autorisation exceptionnelle d'entrer dans l'église, le cloître et même quelques cellules monastiques ; les coutumes cartusiennes interdisant l'entrée d'un monastère masculin aux femmes, ces quelques privilégiées restent uniques dans l'histoire du couvent molshémien.

#### Prieurs de la chartreuse
| Dates     | Nom                           | Mort              | Autres détails                            |
| --------- | ----------------------------- | ----------------- | ----------------------------------------- |
| 1594-1602 | Johannes Schustein            | 5 octobre 1603    | Enterré dans l'église des Jésuites        |
| 1602-1612 | Henricus Topffer              | 6 mai 1612        | Enterré dans l'église de la chartreuse    |
| 1613-1619 | Joannes Leucken               | 14 février 1619   | Assassiné dans sa cellule                 |
| 1619-1622 | Joannes Udalricus Repff       | 3 août 1645       | Mort à la chartreuse de Gdańsk            |
| 1622-1636 | Michael Arnoldi               | 25 août 1659      | Mort à la chartreuse de Trèves            |
| 1637-1651 | Wilhelmus Hackstein           | 3 août 1653       | Mort à la chartreuse de Cologne           |
| 1651-1660 | Franciscus Ludovicus Pergener | 25 juin 1660      | Enterré au cimetière des chartreux        |
| 1660-1665 | Martinus Malburg              | 1er décembre 1665 | Enterré au cimetière des chartreux        |
| 1666-1672 | Vincentius Gretzinger         | 9 mars 1672       | Enterré au cimetière des chartreux        |
| 1672-1679 | Petrus Gubel                  | 29 avril 1679     | Enterré au cimetière des chartreux        |
| 1689-1684 | Gerardus Poeyn                | 2 février 1684    | Enterré au cimetière des chartreux        |
| 1684-1692 | Conrad Odendal                | 8 juillet 1692    | Mort des suites d'une chute dans l'église |
| 1692-1715 | Philippus Zell                | 1716              |                                           |
| 1715-1716 | Petrus Horst                  | 4 février 1716    | Auteur des Annales cartusiæ molshemensis  |
| 1716-1727 | Raphaël Schaub                | 1727              |                                           |
| 1727-1766 | Bruno Fortin                  | 1766              | Natif de Molsheim                         |
| 1766-1771 | Gabriel Landonnet             | 1771              |                                           |
| 1771-1782 | Lucas Ryss                    | 1782              | Natif de Sélestat                         |
| 1782-1792 | Jean-Baptiste Beck            | 3 juin 1794       | Natif de Ribeauvillé, où il est enterré.  |

C'est sous le priorat de Conrad Odendal qu'est construite la maison du prieur, dite abusivement par la suite « prieuré de la Chartreuse ». Le 7 novembre 1684, l'autel de la chapelle de ce bâtiment est consacré, en l'honneur de la Trinité et de la sainte Famille. Peu après, en 1698, le bâtiment originel du « Böcklerhof » est détruit pour aménager devant le nouveau logis une vaste cour, dite « cour des Chartreux » ou « cour d'honneur », entourée à l'ouest des bâtiments temporels, et à l'est de l'église et du logis prioral.

#### Patrimoine du monastère
Le premier patrimoine foncier de la chartreuse de Molsheim est constitué des propriétés données en compensation par la Ville de Strasbourg dans quarante-sept villes et villages catholiques : ces biens sont répartis depuis Sélestat jusqu'à Wissembourg, soit sur l'étendue de l'actuel Bas-Rhin. À ces biens initiaux s'ajoutent de nombreux dons provenant de nobles, de bourgeois ou d'ecclésiastiques. Cette propriété était en constante évolution due à des échanges et des remaniements. Bien que l'état des propriétés n'ai donc jamais été figé, une estimation au milieu du XVIIIe siècle montre que la chartreuse de Molsheim possédait des terres dans près d'une centaine de localités : dans le vignoble du piémont des Vosges (de Dambach-la-Ville à Marlenheim), dans les plaines humides du Ried, entre Benfeld et Erstein, dans les terres céréalières du Kochersberg, principalement au nord de Truchtersheim, autour de la forêt de Haguenau, principalement à Soufflenheim, Bischwiller et Betschdorf, enfin Outre-Forêt, près de Niederbronn. Quelques rares possessions sont situées dans de lointaines régions rhénanes, à Trèves, Mayence, Baden et Durlach.
Ces possessions sont situées principalement (42 % à cette date) dans des terres sous la souveraineté de l'archevêque de Strasbourg, essentiellement celles situées autour de Dachstein, Benfeld, Schirmeck et dans le Kochersberg. 11 % sont situées dans des terres dépendant de la seigneurie de Choiseul-Stainville, surtout près d'Haguenau ; 11 % également se rattachent au comté de Hanau-Lichtenberg, alors sous tutelle du landgraviat de Hesse-Darmstadt ; 11 % encore relèvent de divers nobles de Basse-Alsace. Le quart restant dépend, soit de la ville impériale libre de Strasbourg, soit des villes de la Décapole, soit enfin d'abbayes ou de chapitres de la région. Environ les trois quarts sont situées dans des localités catholiques, mais près d'un quart dans des bailliages protestants ; ce n'était évidemment pas le cas lors de l'échange de 1598. Ces propriétés en terres protestantes sont majoritairement celles situées dans l'Outre-Forêt, à Barr, Berstett, Wasselonne et Oberbronn.
Plus précisément, à Molsheim, le monastère possède 250 Acker (cinquante à soixante hectares), qui se répartissent en 63 % de champs, 19 % de vignes et 18 % de prés. Ces derniers sont situés sur les terres les plus ingrates, principalement dans le lit majeur de la Bruche. Les déviations de la rivière menées par Vauban font d'ailleurs prendre à la communauté une partie notable de la surface en prés qu'elle possédait. Les prés, quant à eux, généralement découpés en parcelles longues et étroites, se trouvent dans la plaine, en direction de Dorlisheim au sud, Altrof au sud-est et Avolsheim au nord. Le vignoble, enfin, était réparti en trois groupes de parcelles, sur les pentes du Bruderthal.

Les possessions de la chartreuse de Molsheim
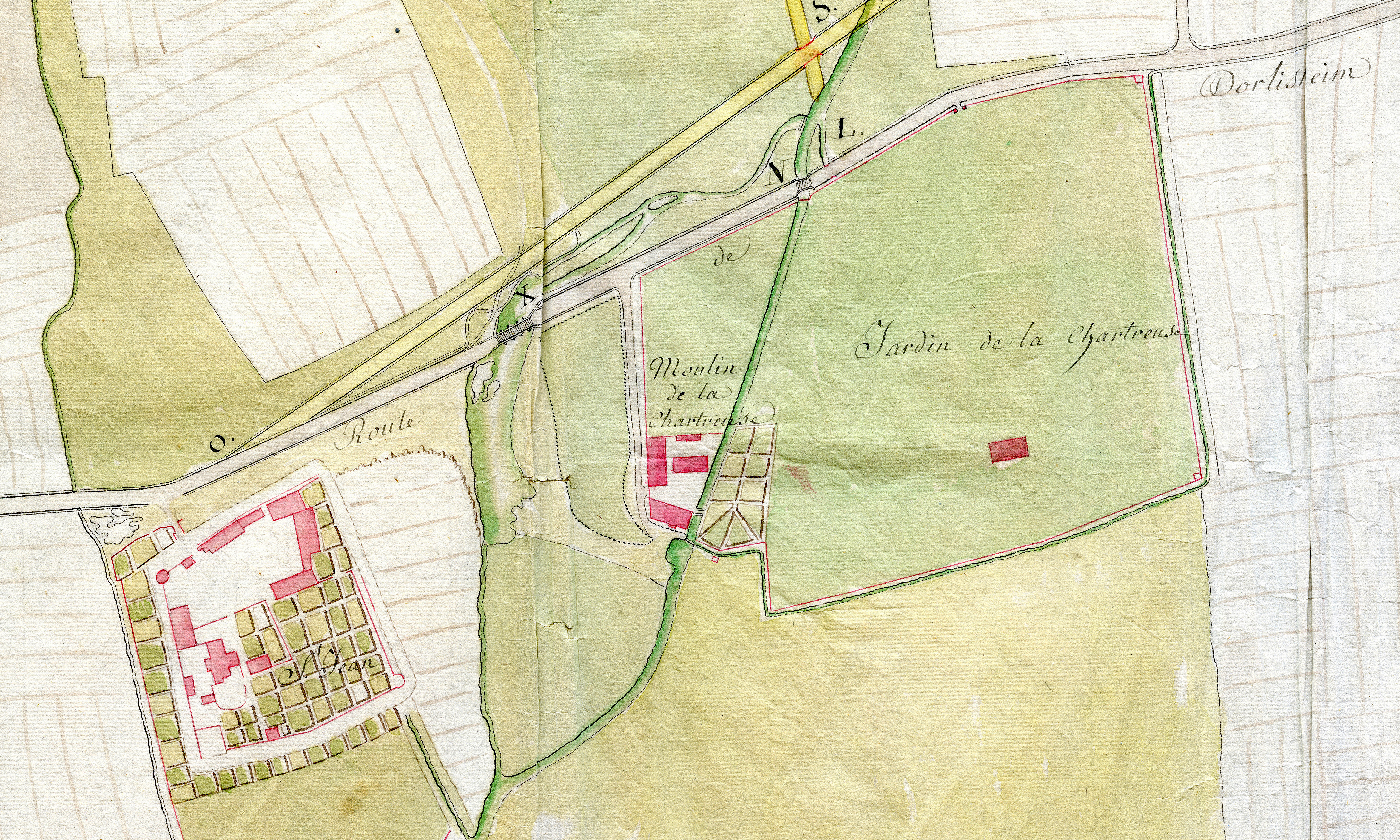
Plan du moulin des Chartreux à Dorlisheim à la fin du XVIIIe siècle, à l'emplacement de la future usine Bugatti.
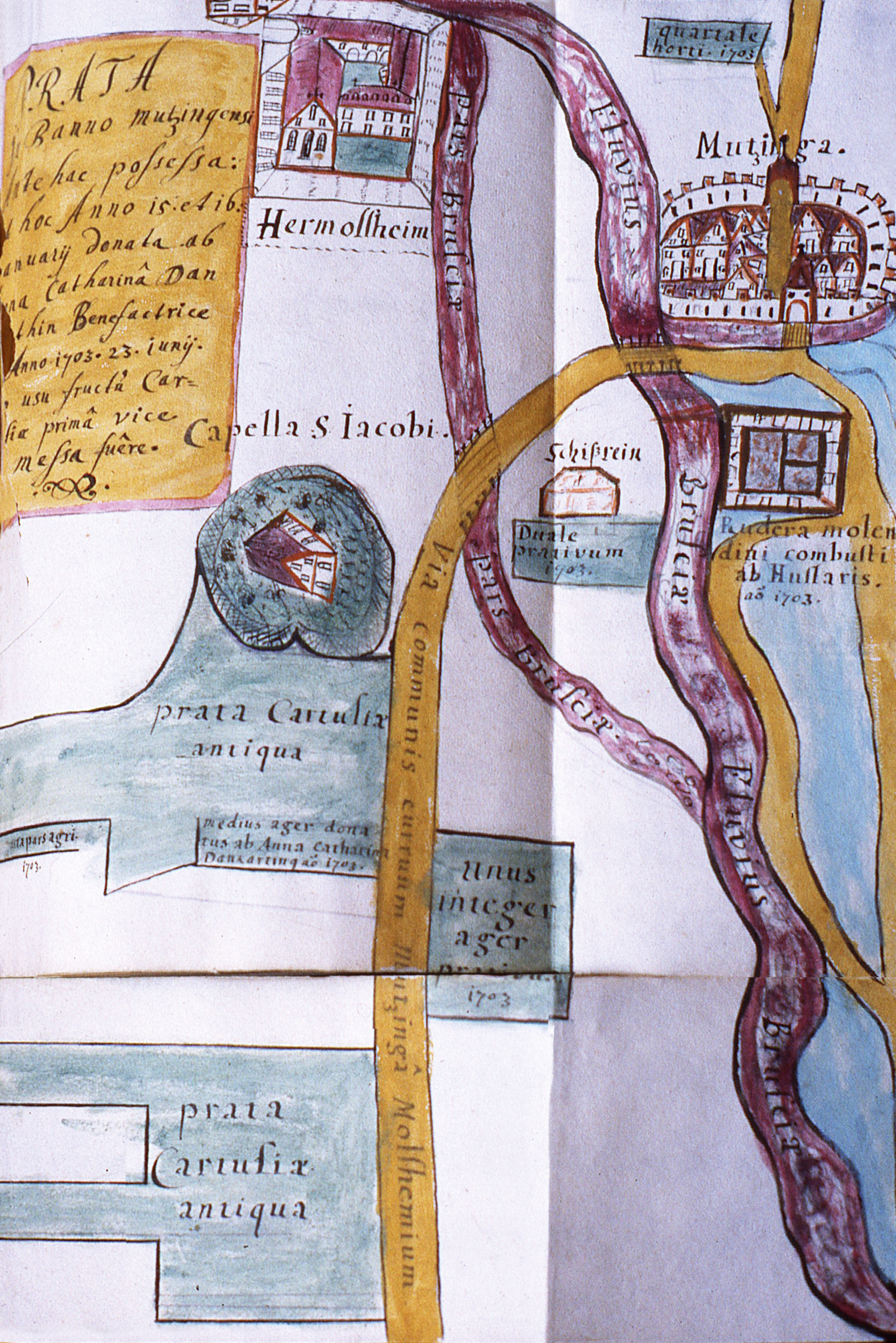
Possessions de la Chartreuse de Molsheim sur le ban de Mutzig en 1702
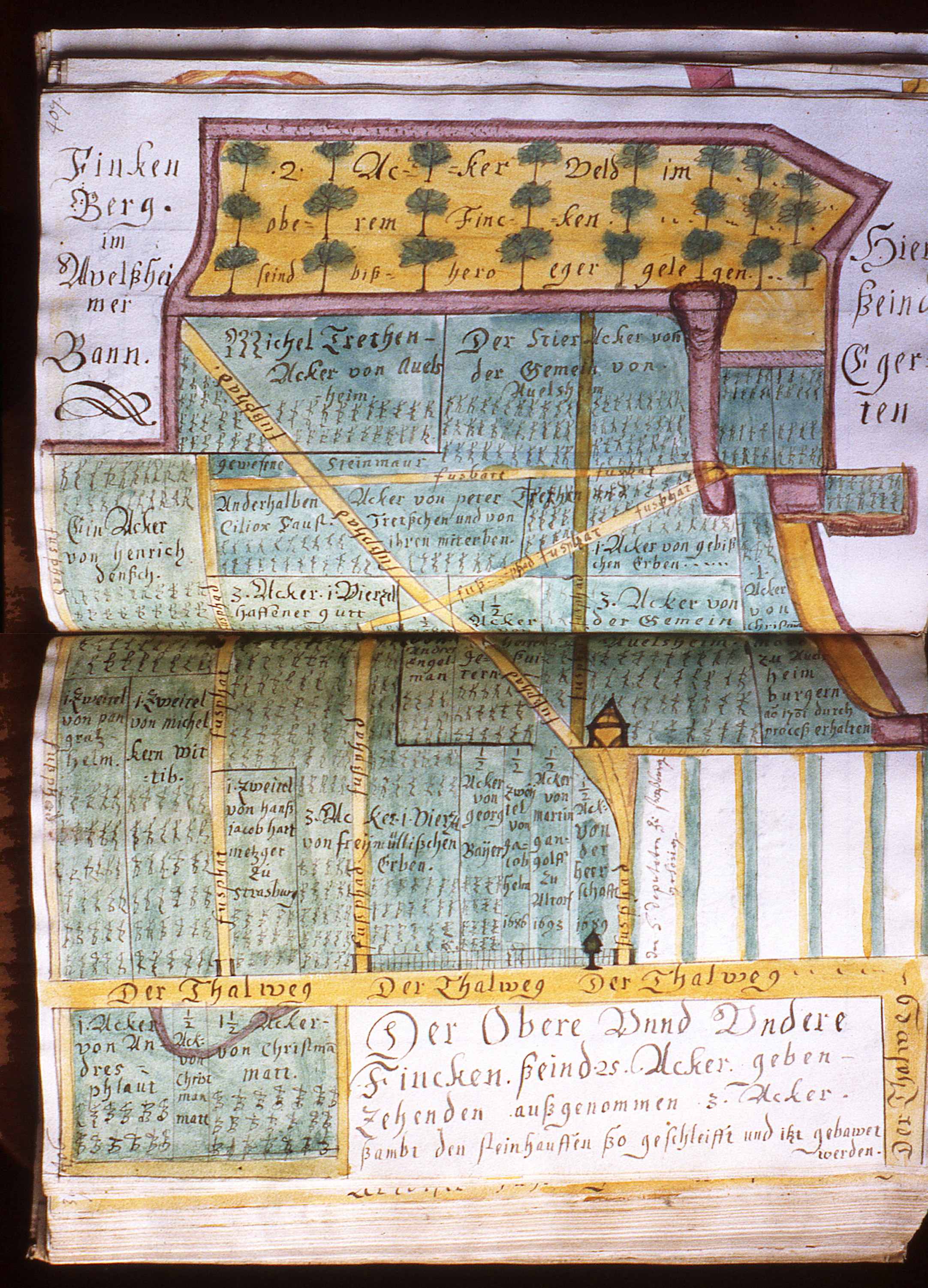
Carte des possessions de la chartreuse de Molsheim au Finkenberg (bans des communes d'Avolsheim et de Molsheim) en 1702.
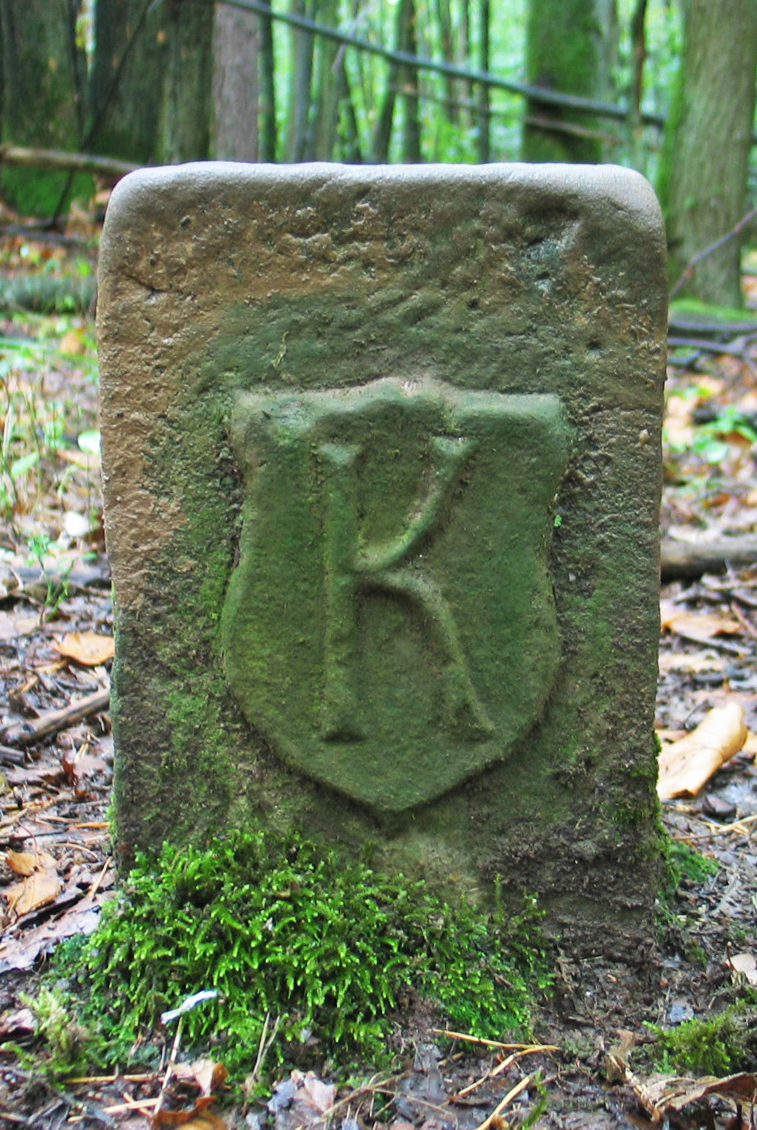
Borne délimitant les biens de la chartreuse (« Karthäuse » en allemand) de Molsheim dans la forêt de Boersch, au lieu-dit Gemsberg.
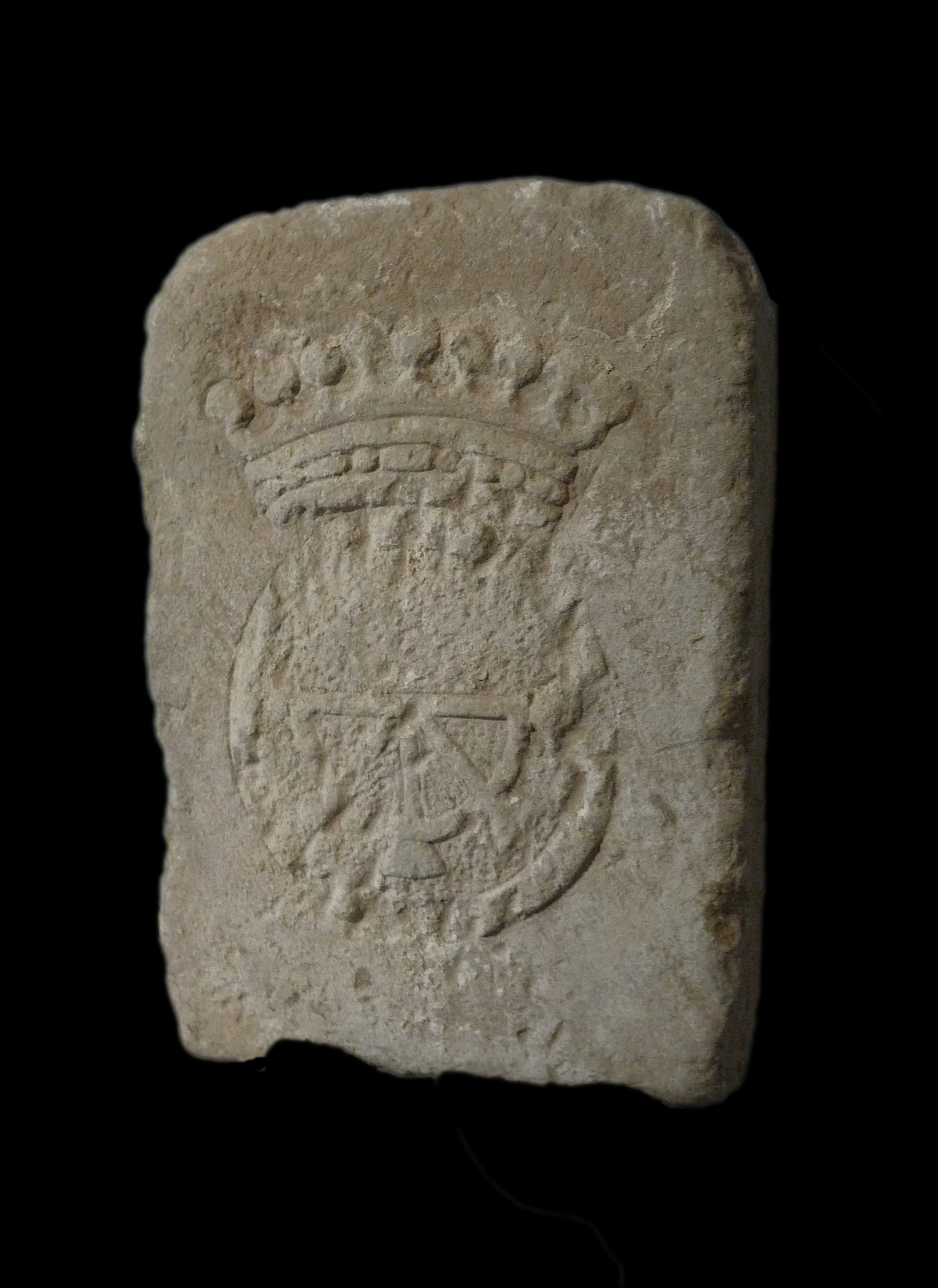
Borne limite du ban d'Avolsheim, où se trouvaient la ferme du Finkenhof et le vignoble des moines chartreux.

#### Productions artisanales des chartreux
Au XVIIIe siècle, les chartreux de Molsheim sont connus dans la région pour la fabrication de leurs « boules » à but médicinal. La composition exacte en est inconnue, mais certains éléments du moins sont avérés. Les boules étaient au moins composées de bitartrate de potassium, de fer, d'encens, de myrrhe et de mastic résineux. Ces substances, pilées au mortier et mélangées, formaient alors une pâte qu'il fallait presser dans un moule. Les boules résultantes pesaient d'« une once à une once et demi » (soit trente à cinquante grammes). Elles étaient enfin séchées et badigeonnées d'une solution de gomme et de quelques gouttes d'une teinture de noix de galle, afin de les rendre noires et brillantes.
Les boules étaient réputées efficaces contre la chlorose (anémie hypochrome), le rachitisme, la leucorrhée (écoulements vaginaux non sanglants), et plus généralement contre l'anémie et l'asthénie. La médication était extrêmement simple : tremper la boule dans l'eau jusqu'à ce que celle-ci acquière une couleur ambrée, puis boire le remède. Après usage, la boule était simplement mise à sécher à l'air ou à l'ombre. Les boules étaient également utilisées en compresse pour traiter contusions, blessures et foulures.

Les boules métalliques des chartreux
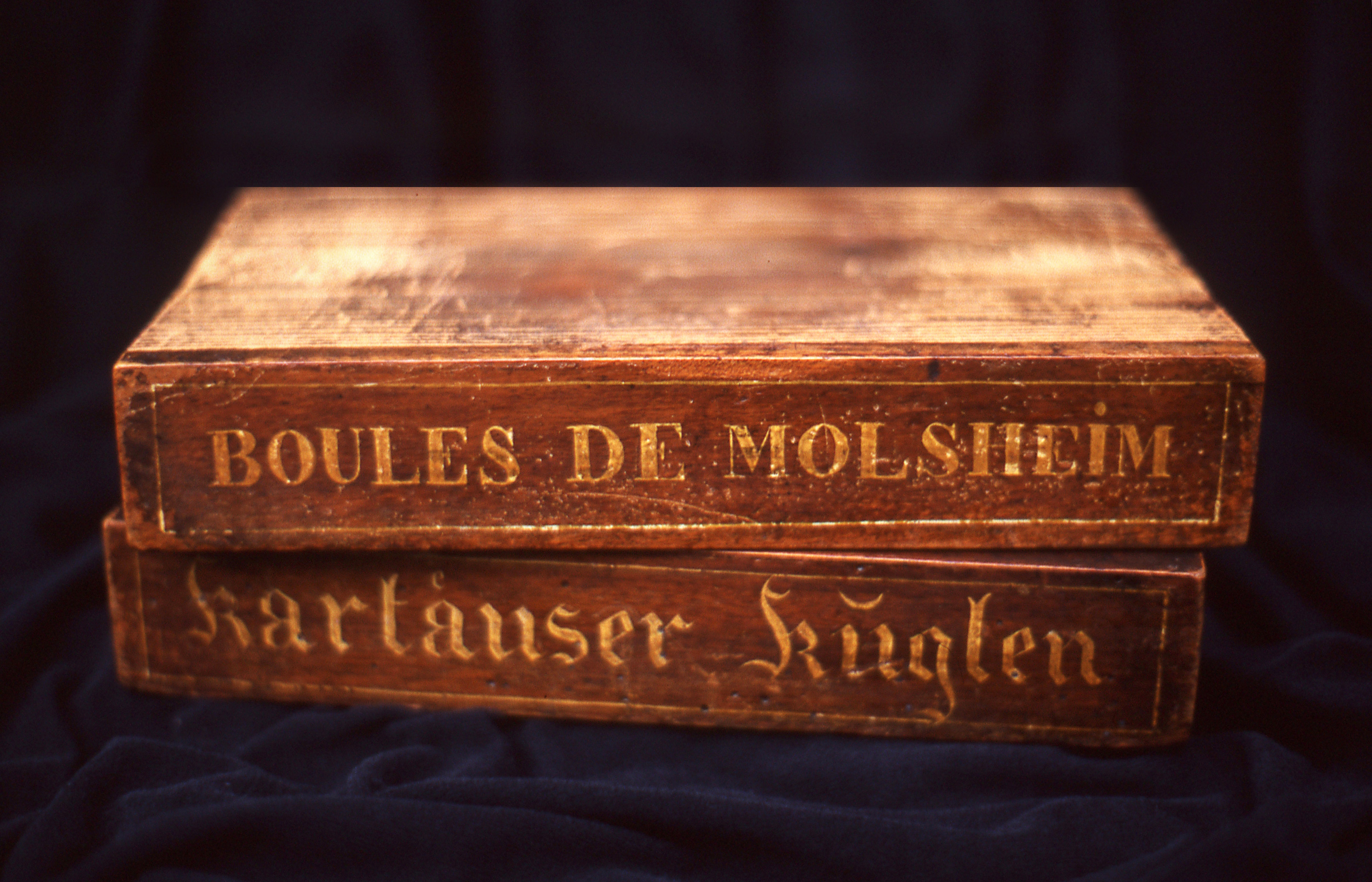
Présentoirs de boules de Molsheim.
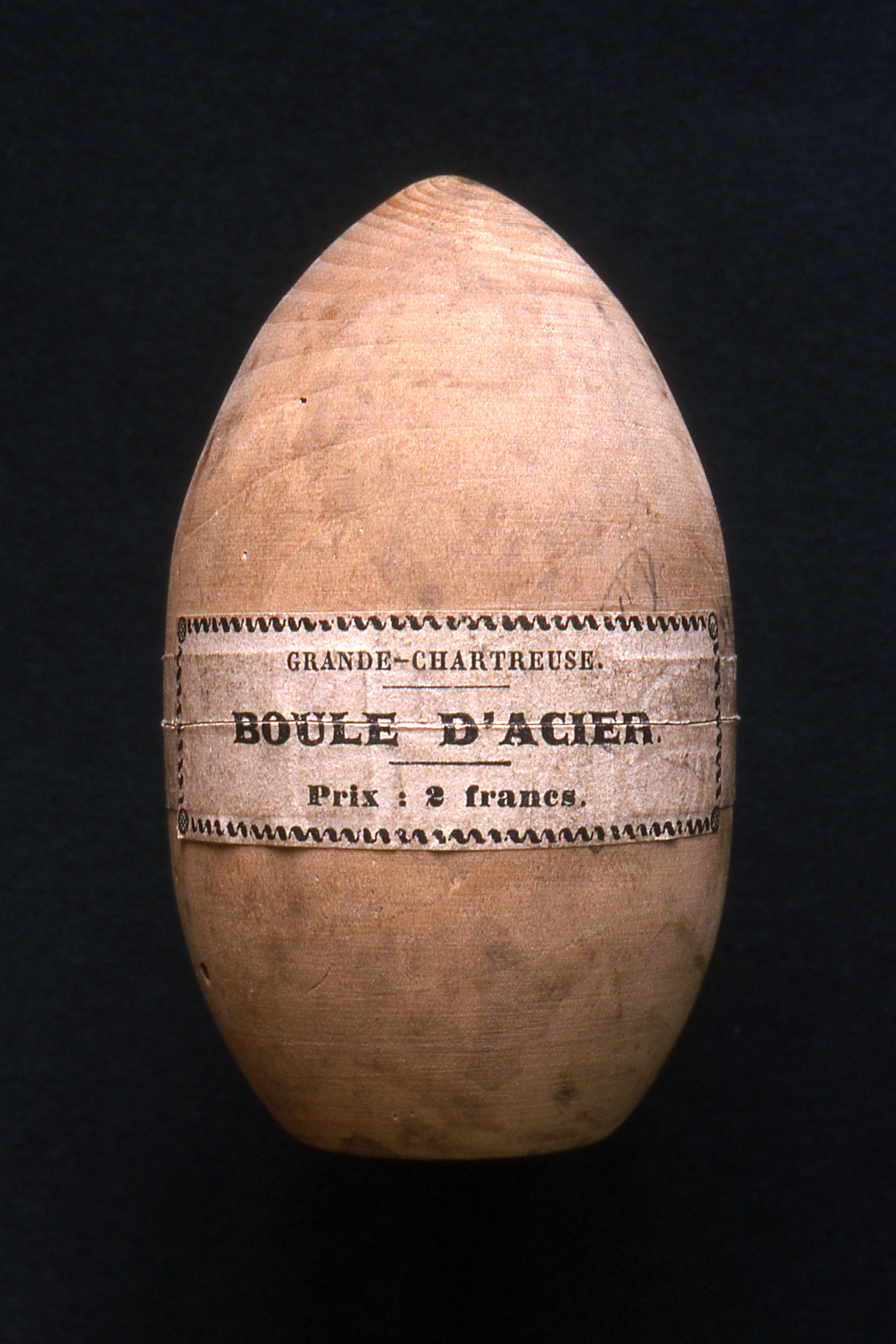
Étui en bois d'une boule fabriqué à la Grande Chartreuse d'après le modèle molshémien.
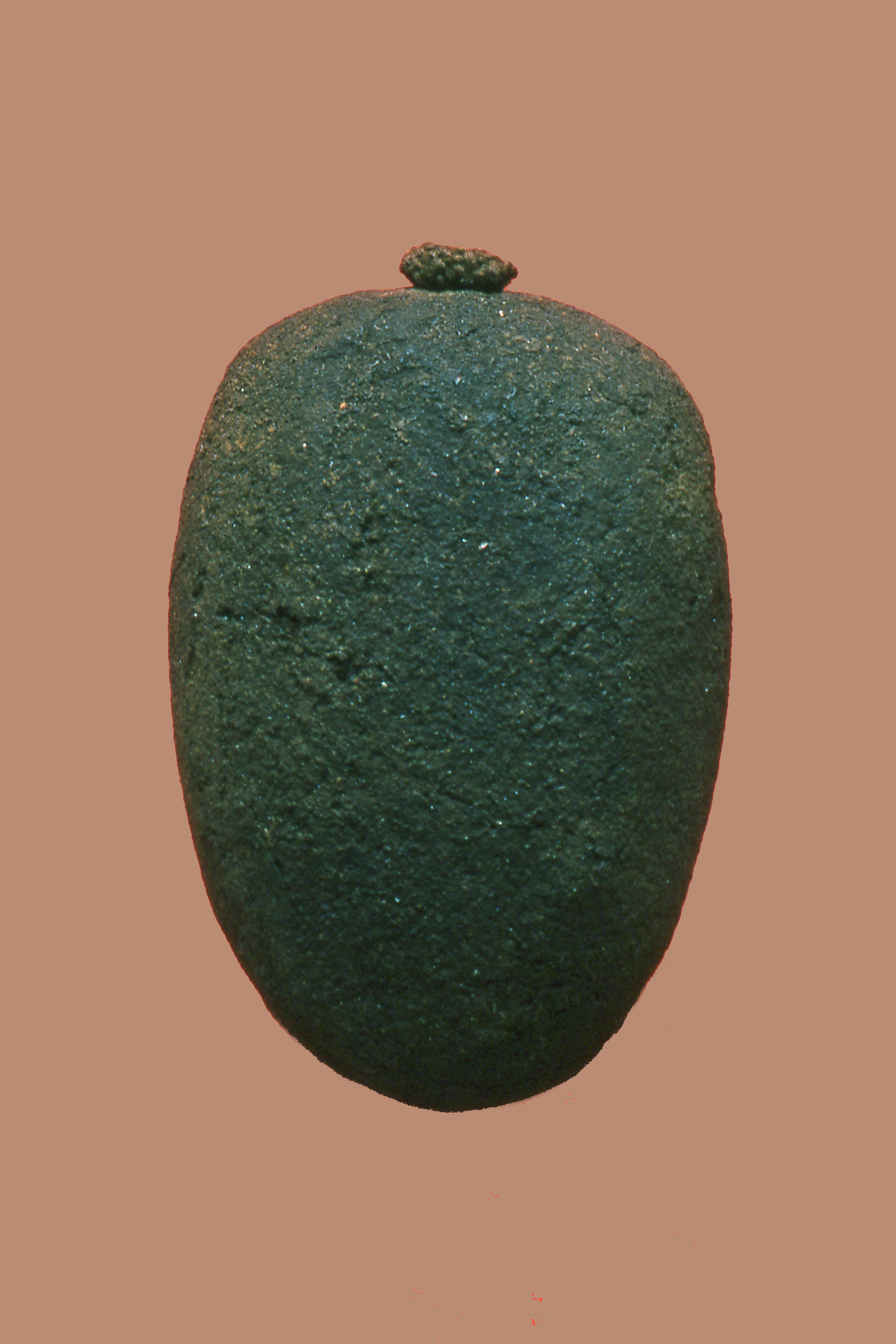
Une boule dite « de Nancy » fabriquée suivant le procédé molshémien à la chartreuse de Bosserville.

Outre les boules, les pères chartreux fabriquaient également un « vin médicinal », dont les effets allégués étaient diurétiques et stomachiques. Un certain nombre de substances, principalement d'origine végétale, mais aussi du bitartrate de potassium à très faible dose, étaient réunies, enfermées dans un sachet que les moines laissaient infuser vingt-quatre heures dans du vin blanc chaud. Ce remède avait été conçu par l'un des moines de Koenigshoffen, Otto Brunfels (1488-1534).

#### La bibliothèque et les ouvrages de la chartreuse
La bibliothèque de la chartreuse de Koenigshoffen était particulièrement riche en manuscrits, manuscrits que la ville de Strasbourg s'approprie en 1591. Jean Pappus en fait un recensement incomplet qui dénombre 265 volumes, 342 manuscrits et 83 imprimés. De ces ouvrages, les chartreux essaient de réclamer en 1596 les « livres de chœur » (utilisés pour la liturgie) ainsi que des copies d'ouvrages de la bibliothèque. En 1600, leur requête est partiellement entendue et les 83 imprimés sont restitués, ce qui constitue l'ébauche de la future bibliothèque cartusienne molshémienne. Celle-ci est initialement située dans le « Böcklerhof », dans la cour d'honneur. Ce dernier bâtiment étant démoli, la bibliothèque est transférée à une date inconnue, mais postérieure à 1744, dans l'ancienne cellule T, qui est surélevée d'un étage pour accueillir l'ensemble de la collection. Le dernier étage de ce bâtiment est alors desservi par une « galerie », probablement une mezzanine, facilitant l'accès aux ouvrages. La cellule T étant située au droit du passage joignant l'église au cloître méridional, la bibliothèque se prolongeait au-dessus de ce dernier passage.
Durant la Révolution, l'inventaire effectué le 13 juillet 1790 montre que la bibliothèque de la chartreuse compte 4 133 ouvrages, 486 manuscrits et 184 liasses d'archives, la bibliothèque n'ayant eu à souffrir ni de la guerre de Trente ans ni d'autres déprédations ; les comptes du monastère ne permettent cependant pas une analyse fine de la politique d'acquisition. En revanche, jusqu'en 1688, la chartreuse fait relier ses ouvrages à l'extérieur. À partir de cette dernière date, ce sont les chartreux eux-mêmes qui effectuent la reliure, ce qui explique les achats de cuirs et de peaux. Les ouvrages de la bibliothèque de Molsheim portent une marque de propriété : soit inscription manuscrite sur la page de titre, soit marquage de la reliure, avec un numéro de cote. Le numéro de cote indiquait une lettre capitale qui précisait le thème, puis un numéro de colonne et un numéro de rangée.
Le Hortus deliciarum (« jardin des délices ») est de loin la pièce la plus réputée de la bibliothèque. Il s'agit d'un codex, créé par Herrade de Landsberg pour l'instruction religieuse de ses sœurs du Mont-Saint-Odile, et datant du XIIe siècle ; il était considéré comme le plus précieux manuscrit conservé en Alsace. Comptant 342 folios, il comportait 336 miniatures rassemblant près de sept mille personnages, qui présentaient des sujets très divers, tels que théologie, philosophie, histoire, astronomie, physique, géographie ou mythologie. Le texte, pour sa part, était une anthologie chrétienne divisée en quatre sections : Ancien et Nouveau Testament, vie religieuse et salut.
Par miracle, il échappe à l'incendie qui frappe le monastère bénédictin en 1546 ; Érasme de Strasbourg le fait alors transférer à Saverne en 1609. À une date inconnue, il passe à la chartreuse de Molsheim, sans que les raisons, les circonstances ni les conditions de ce transfert ne soient connues. Les chartreux en réalisent une copie entre 1693 et 1695, mais gardent le secret sur cette possession, qu'ils ne montrent ni aux savants, ni aux religieux de passage, encore moins aux visiteurs. En 1790, c'est le dernier prieur qui le remet en mains propres au commissaire du District, le citoyen Widenloecher,.
En 1792, l'ensemble des volumes est transporté à Strasbourg et intégré à la bibliothèque municipale, comme tous les livres confisqués dans les institutions religieuses bas-rhinoises. Cela scelle le sort de la plus grande part de ces ouvrages, puisque l'incendie provoqué par le bombardement des Prussiens lors du siège de Strasbourg en 1870 détruit la quasi-totalité des œuvres entreposées dans le bâtiment. Les ouvrages rescapés sont ceux restitués à l'Église par la bibliothèque en 1827 et confiés au grand séminaire de Strasbourg, ce dernier bâtiment n'étant pas touché par l'incendie de 1870. Les ouvrages préservés de la bibliothèque cartusienne de Molsheim y sont au nombre de 169, qui se répartissent en deux incunables, quarante-et-un du XVIe siècle, 123 du XVIIe et trois du XVIIIe. Outre ce fonds, quelques très rares ouvrages ont été conservés ailleurs, au Mont-Sainte-Odile (sept ouvrages), au couvent du Bischenberg (un ouvrage), dans l'actuel musée de la Chartreuse à Molsheim (trois ouvrages), à la bibliothèque nationale et universitaire (un ouvrage) et au couvent des sœurs de la Divine Providence de Ribeauvillé (un ouvrage),.

Les ouvrages de la bibliothèque
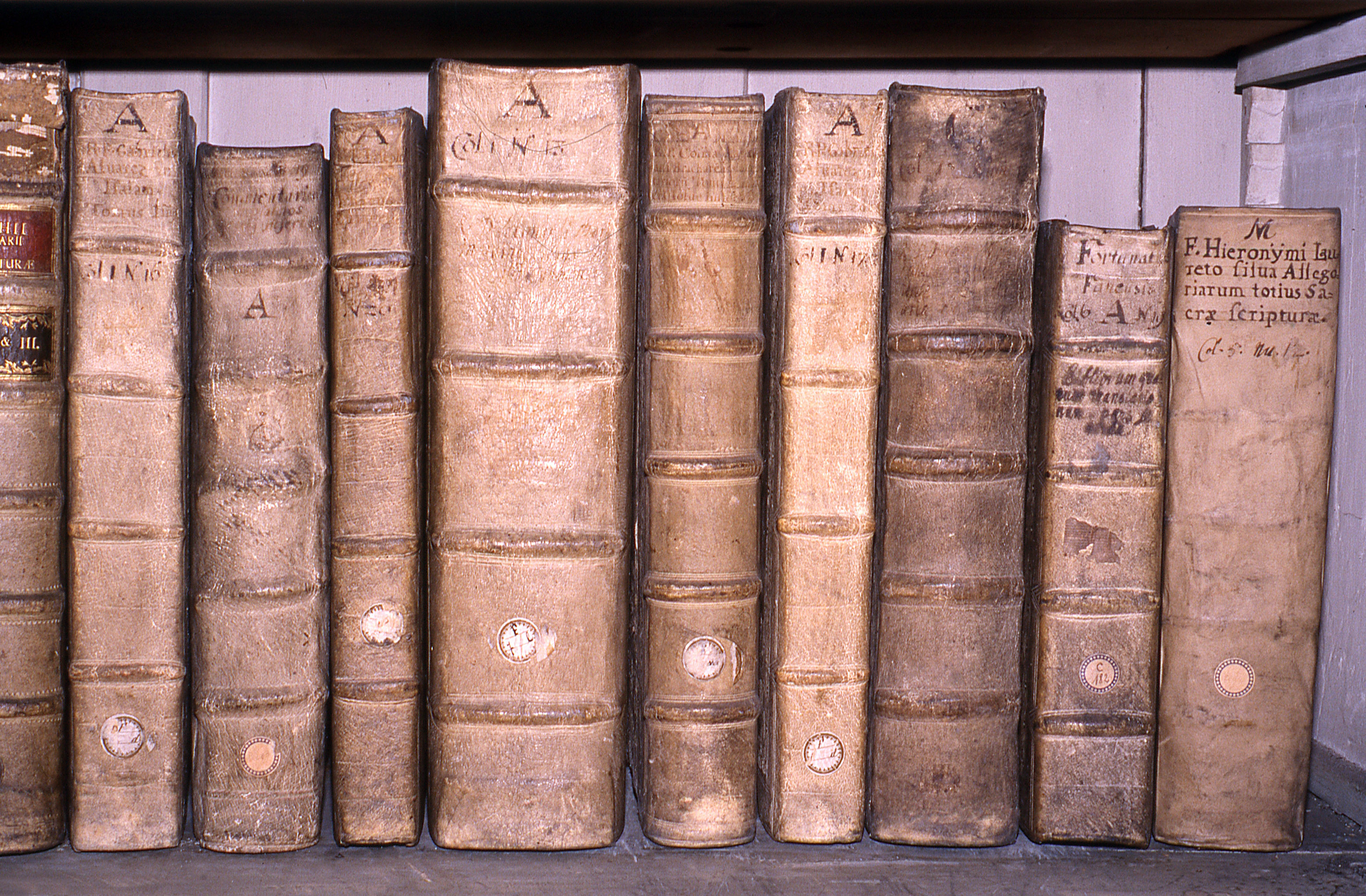
Ouvrages de la bibliothèque du Grand Séminaire de Strasbourg, reliés à la chartreuse de Molsheim au XVIIe siècle.
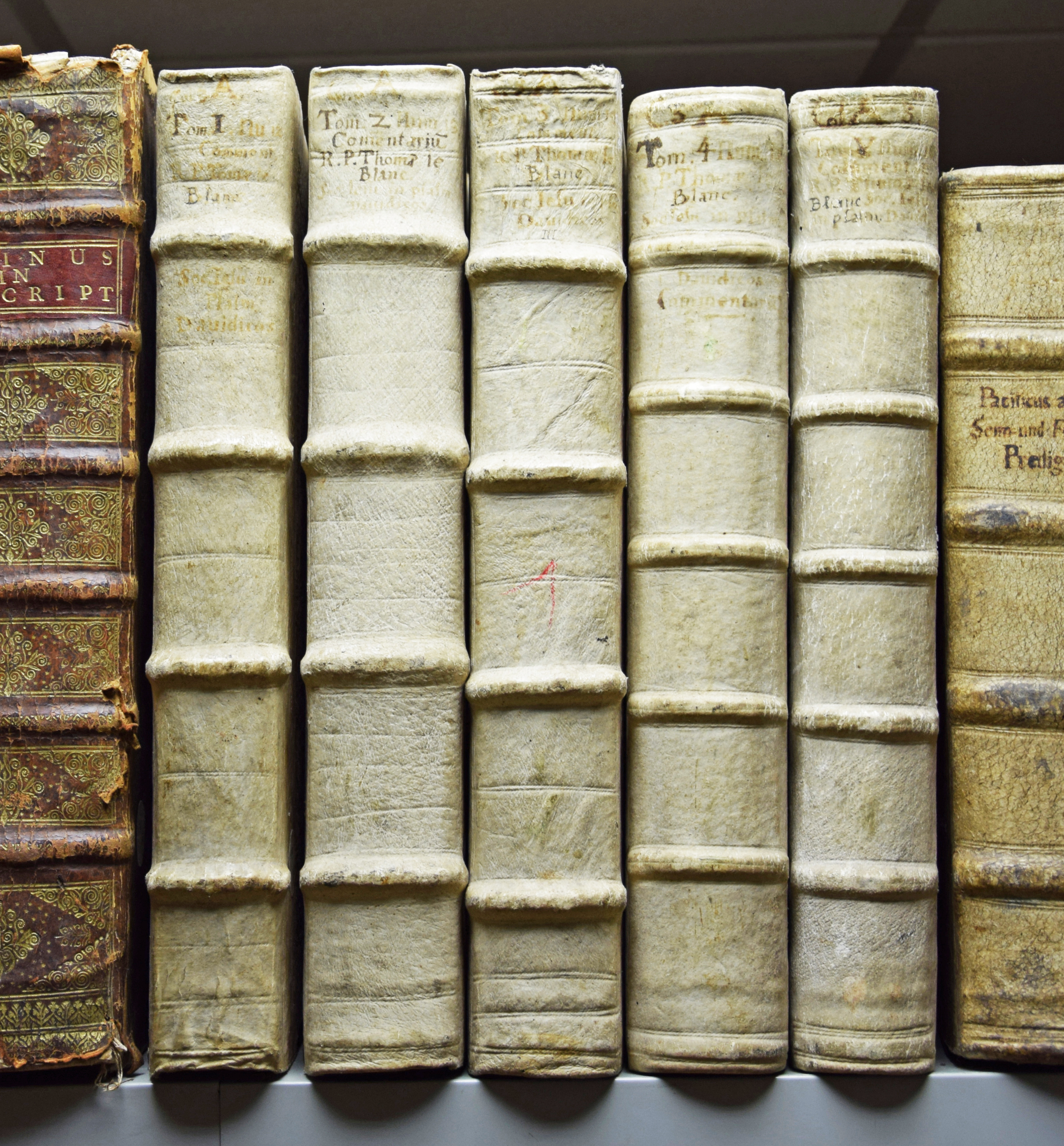
Ouvrages provenant de la bibliothèque du couvent des rédemptoristes de Bischenberg et acquis par le musée de la Chartreuse (commentaires des Psaumes de David par Thomas Le Blanc (1599-1669).
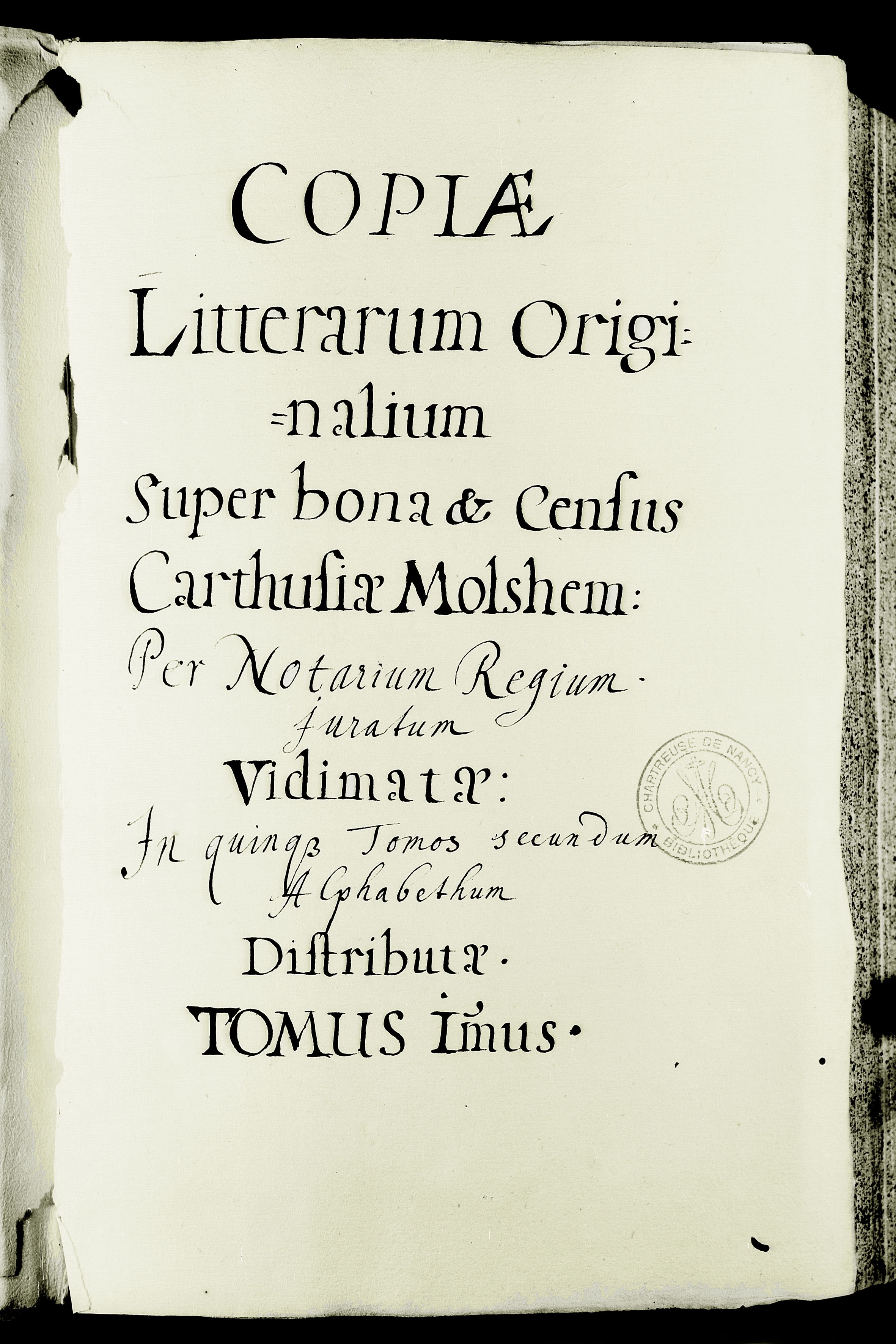
Ouvrage de la chartreuse de Molsheim, désormais conservé à celle de Pleterje en Slovénie.
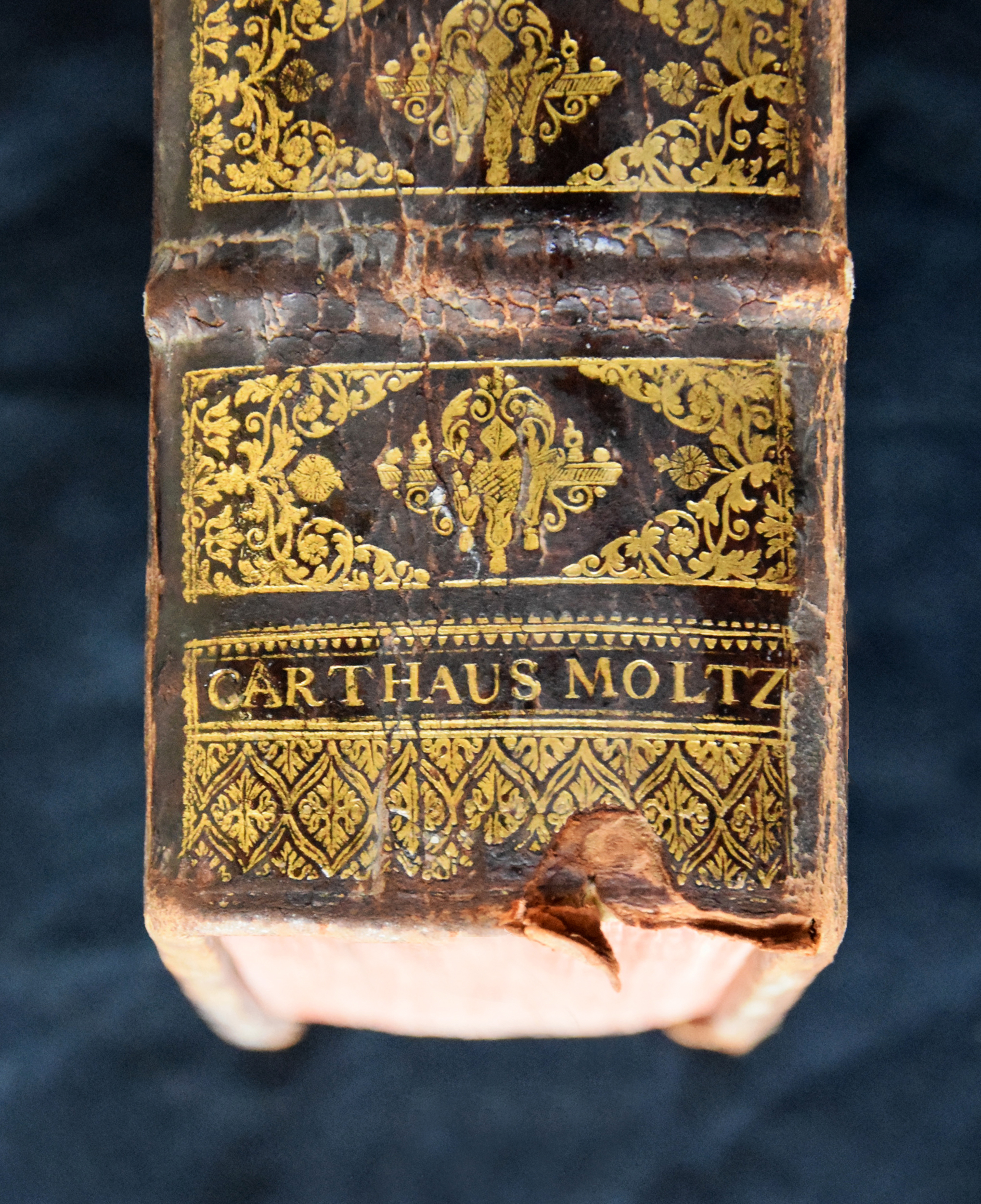
Dos orné d'un ouvrage de Jacques Tirin (1723) portant la mention « carthaus moltz » (« Chartreuse de Molsheim »), désormais conservé au musée.
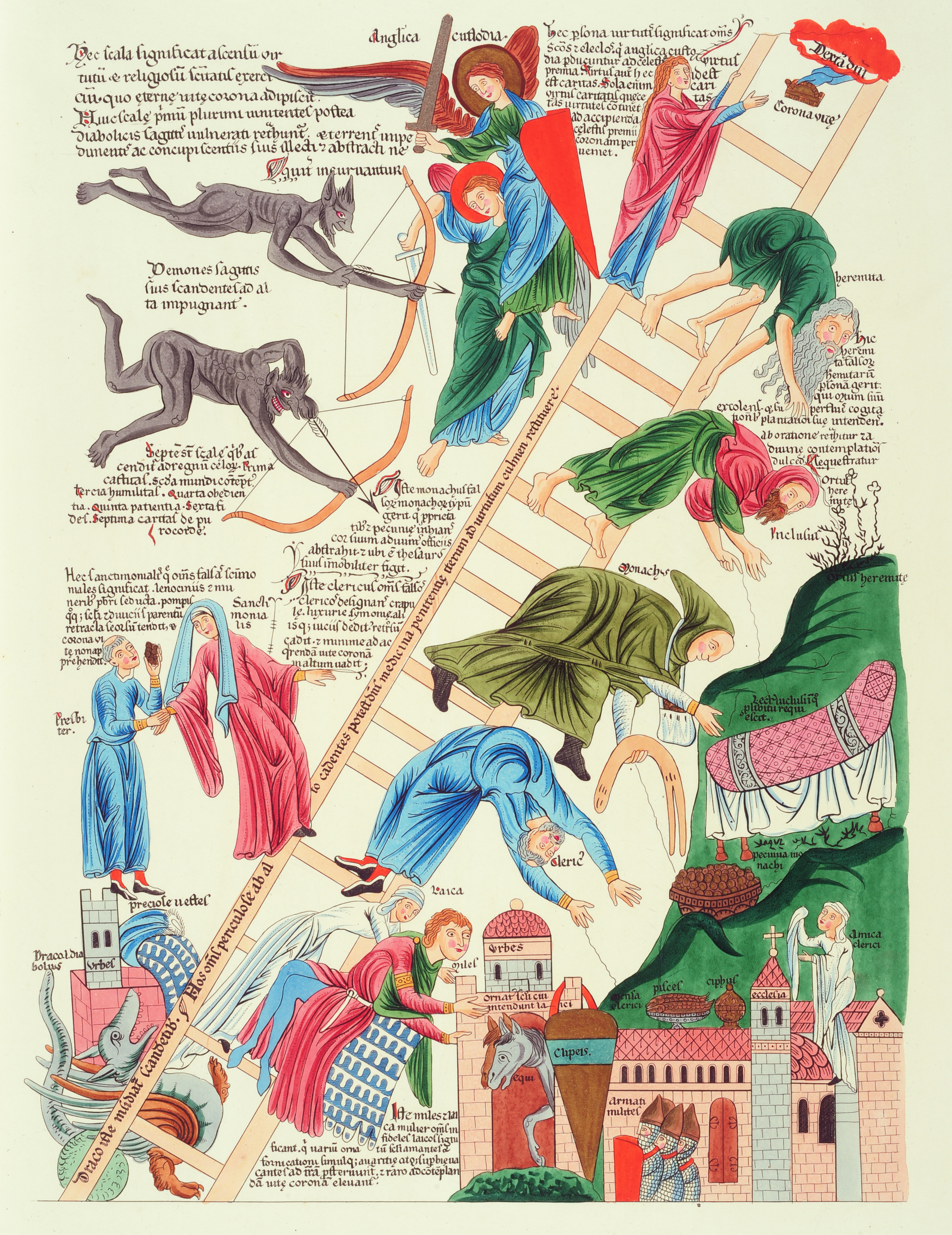
Planche N° IX du Hortus deliciarum, copie de Christian Moritz Engelhardt réalisée en 1818 et provenant du musée.

### La fin du monastère

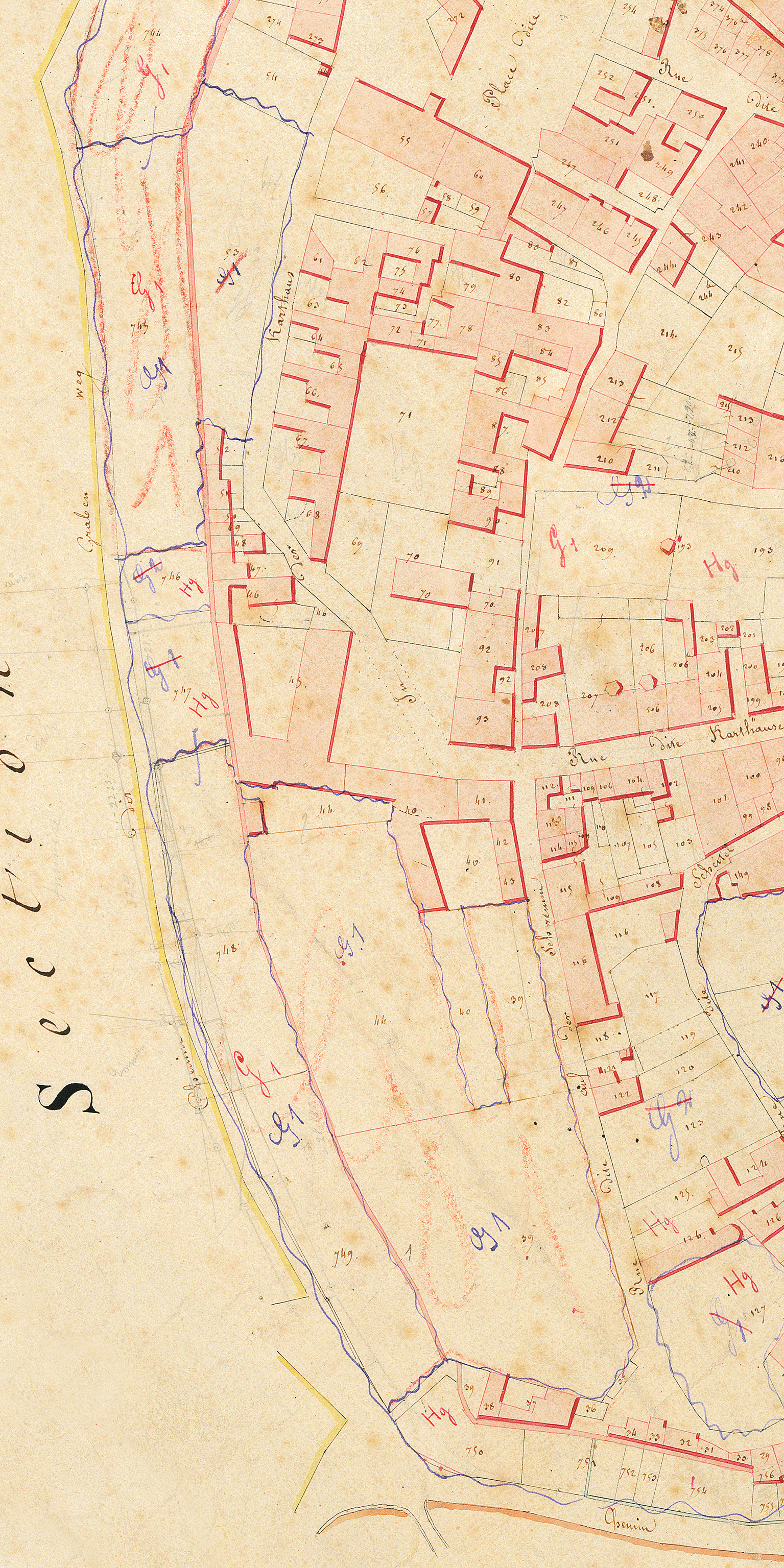
Extrait de la section F du cadastre napoléonien de Molsheim : l'église a déjà totalement disparu, la nouvelle rue de la Chartreuse a éventré la partie nord des cellules (à gauche).

Le 13 juillet 1790, le procureur-syndic de la commune de Molsheim enjoint le maire Jean-Jacques Belling, plutôt en faveur des moines, d'aller procéder à l'inventaire du monastère. Ce dernier s'exécute accompagné de deux agents municipaux. Cette visite n'est pas immédiatement suivie d'effets ; le 23 décembre de la même année, la commission municipale interroge les chartreux sur leur désir de poursuivre la vie religieuse dans leur monastère. Ceux-ci sont unanimes pour rester et refusent un mélange avec d'autres ordres monastiques qui leur est également proposé. Le 11 mars suivant, la commune de Dorlisheim est autorisée à prendre possession du moulin de la Chartreuse (cent vingt ans plus tard, ce moulin est racheté par Ettore Bugatti, qui y construit son usine). Onze jours après cette confiscation, Ambroise Müller est le dernier frère inhumé au cimetière du monastère. Les premiers départs ont lieu dans la foulée, cinq pères et un frère quittant le couvent. Le 12 juillet 1791, l'ordre d'obliger les moines au départ est intimé à la municipalité. Le 17 août, tout l'or et l'argent du monastère sont confisqués pour être fondus en monnaie. Le 12 septembre, un « ami de la Constitution », Joseph Klein, dénonce violemment le maire trop proche des religieux à son goût et suggère, non seulement l'expulsion des chartreux, la location des cellules et la vente des vitraux, mais la transformation du cloître en galerie marchande.
La nuit du 23 novembre 1791 est le théâtre d'un incendie manifestement volontaire qui touche les toitures de l'église, de la bibliothèque et de huit cellules. Les détracteurs du monastère accusent les chartreux d'avoir provoqué le sinistre et font saisir un premier chargement de huit caisses de livres et de vitraux, emportés à Strasbourg. Le 21 mars de l'année suivante, les religieux jettent l'éponge et renoncent à la vie commune. Le 1er mai 1792, la chartreuse est supprimée, les moines se dispersent et retournent pour la plupart dans leur ville d'origine. Les bâtiments sont déclarés bien national et servent de prison à des détenus politiques en 1794. Le 15 juin 1793 (27 prairial an I), « cinq autels, deux grillages en fer, 96 pièces de miroir formant un vitrage dans le chœur, les stalles prie Dieu et autres boiseries » sont vendus et dispersés, ainsi que les arbres exotiques de l'orangerie.
Le maître-autel de 1672 est vendu le 21 mai 1793 (2 prairial an I) à la municipalité d'Obernai, qui l'installe dans son église paroissiale. Cette dernière est rasée en 1867 pour faire place à l'actuelle église Saints-Pierre-et-Paul ; le maître-autel de la chartreuse est détruit à cette occasion. De même, les quatre grandes statues de Bruno, Jean-Baptiste, Pierre et Paul sont acquises par Obernai pour l’embellissement du hall d'entrée de son hôtel de ville. Deux des autels rococo de 1769 connaissent le même destin, tandis que les deux autres sont déplacés à l'église Saint-Antoine de Bernardvillé. Les reliquaires sont intégralement dépouillés de leur couverture de métal précieux. Les deux autels de la sacristie sont déplacés à l'église Saint-Maurice de Bitschhoffen, où ils disparaissent durant la seconde Guerre mondiale.
Le 14 juillet 1796 (26 messidor an IV), les bâtiments sont estimés à 50 400 livres, mais déjà dans un état de « délabrement considérable », au point d'avoir perdu un tiers de leur valeur. Le meunier molshémien Jean Geoffroy Augst, le receveur molshémien Alexis Foccart, le négociant strasbourgeois Louis Quinon et le notaire André Bremsinger signent chez ce dernier l'acte de vente de la chartreuse le 18 du même mois. Dès le 5 fructidor (22 août), le notaire cède son quart à Augst. Au terme de cet échange, Quinon est propriétaire de la partie occidentale : recette, étables, écurie et la plus grande partie du jardin. Foccart possède le centre : hôtellerie, serre, reste du jardin. Enfin, Augst acquiert l'est, comprenant église, cellules, logis du prieur, aile de la cuisine. L'église est très rapidement utilisée comme carrière de pierres, et les cellules vendues comme maisons individuelles à des particuliers de l'an VI à l'an VIII (1798-1800).

### Le devenir de l'ancien monastère
Au début du XIXe siècle, les deux cellules I et S sont ruinées. Le 21 décembre 1807, Augst vend les anciennes cuisines à Léonard Rubé, cafetier, pour 5 472 francs. Dans les trois mois qui suivent, la galerie d'entrée de l'église, dite atrium, le cloître des frères et réfectoire des pères sont démolis. En 1809, la maison du prieur, résidence probable de Jean Geoffroy Augst, est dégagée, et la rue de la Chartreuse percée à la place des anciens bâtiments conventuels. Le 8 janvier 1830, Alexis Foccart acquiert la part de Louis Quinon, qu'il revend huit ans plus tard aux époux Muckensturm. L'ensemble est acquis le 1er octobre 1842 par la ville de Molsheim, qui en fait un hospice (devenu hôpital local). Le frère d'Alexis Foccart, Louis Éloi (1772-1855), loge sa nombreuse famille (six enfants) dans l'ancienne hôtellerie. Claudine Foccart, descendante de Louis Éloi, utilisait « un gros paquet de parchemins s'échelonnant du XIVe au XVIIIe siècle, reliquat des archives des chartreux [comme] tablier ou pour recouvrir les pots de confiture ». Les Foccart vendent leur propriété aux enchères en 1853. L'immeuble situé en face est acheté par la veuve Jenner le 21 août 1867 pour loger les bénéficiaires de sa fondation, c'est-à-dire des veuves sans ressources.
En juillet 1836, le poète polonais Joseph Bohdan Zaleski, venu s'établir à Strasbourg quelque temps auparavant, déménage dans une des anciennes cellules de la chartreuse, où il trouve plus de calme pour son inspiration ; il occupe un appartement de quatre pièces pour un loyer de 25 francs par mois et projette d'y rester jusqu'à l'achèvement de toutes les œuvres qu'il a ébauchées, et en particulier le recueil Złota Duma. Toutefois le lieu cesse d'être adapté, car Zaleski choisit de le quitter le 31 décembre de la même année pour se diriger vers l'Italie, sans avoir achevé l'œuvre projetée. Outre ses travaux poétiques, Zaleski traduit également des chansons serbes, pour s'acquitter d'une promesse faite à son ami Kazimierz Brodziński.

La chartreuse avant les campagnes de restauration
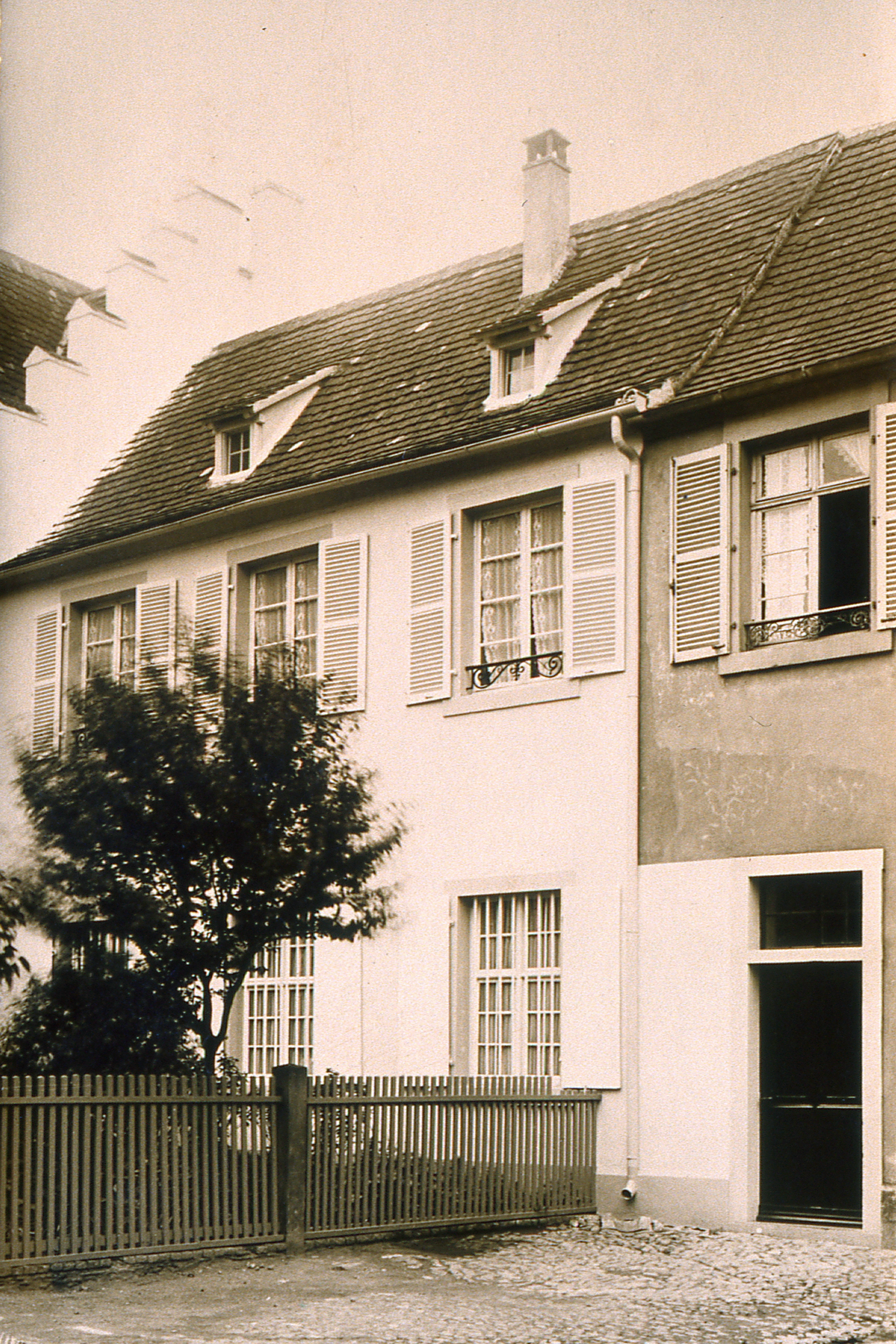
L'aile de la cuisine au début du XXe siècle.
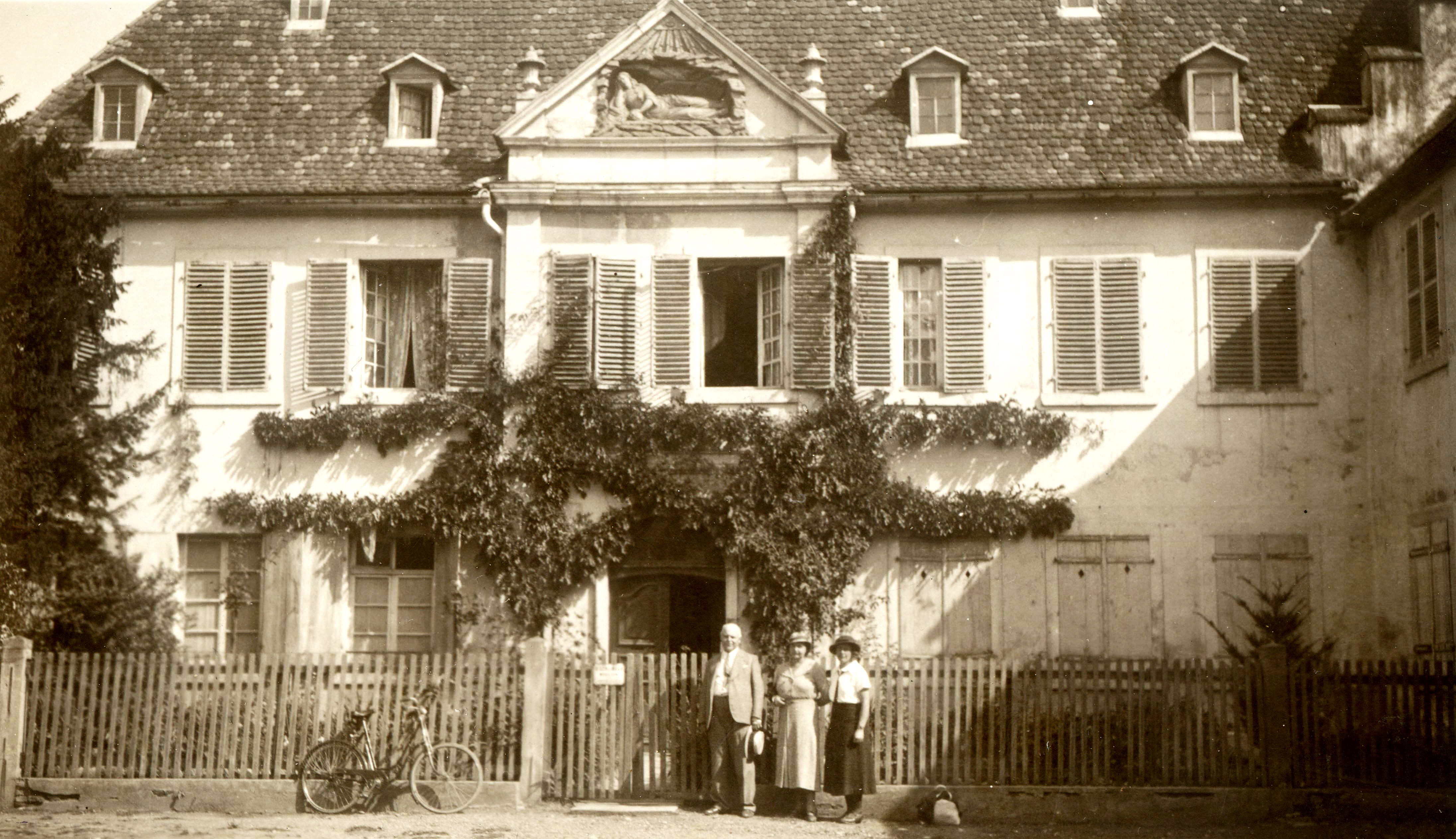
Le logis du prieur, alors propriété de la famille Gerlinger, en 1934.
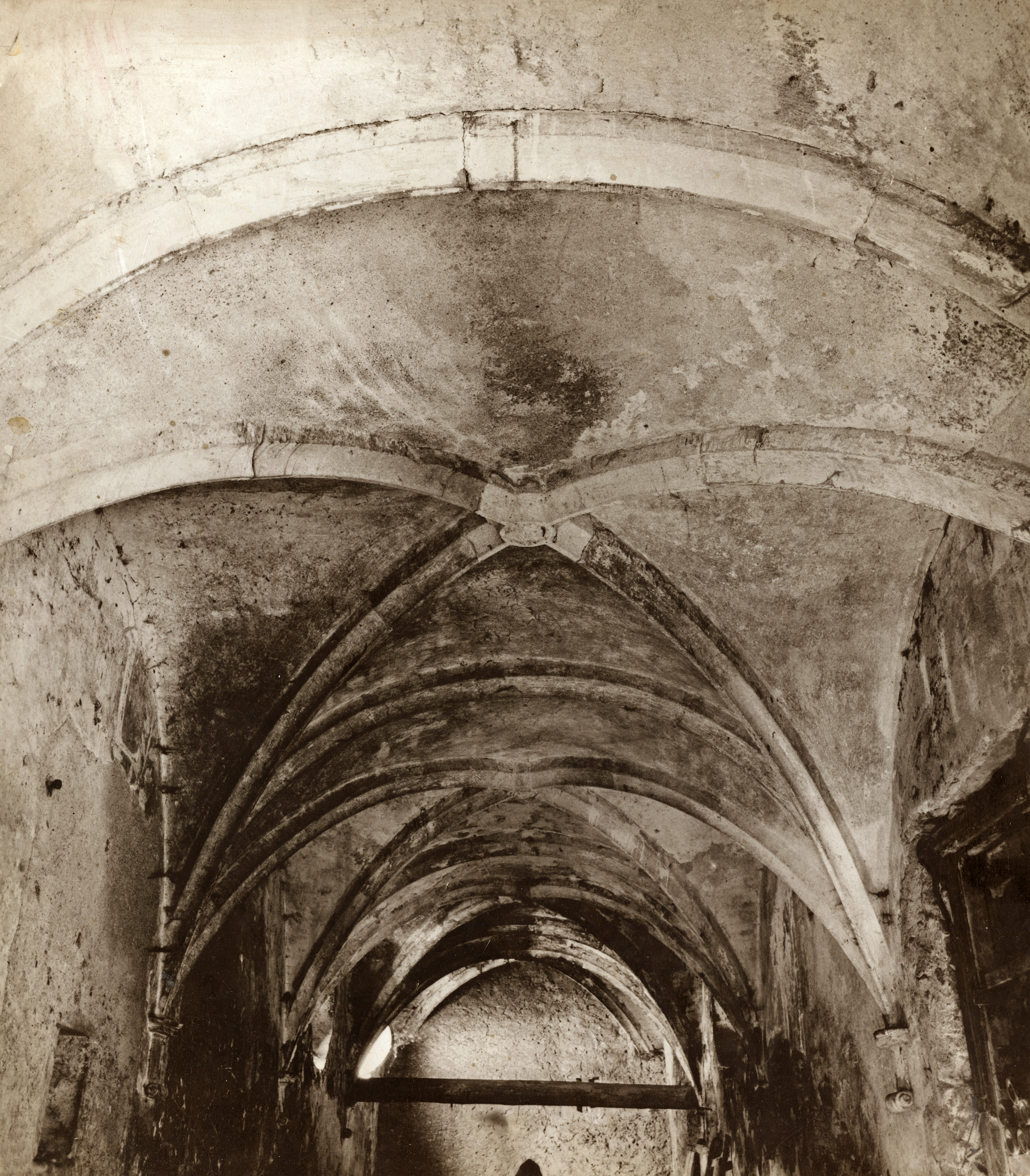
Les voûtes du cloître, côté nord, en 1972.

### La réhabilitation et le classement
En 1980, la ville de Molsheim commence à s'intéresser au patrimoine que représente la chartreuse. Par le vote du conseil municipal du 12 décembre de cette année, un premier achat est décidé, avec l'acquisition de la maison Gerlinger, c'est-à-dire l'ancienne maison du prieur, qui constitue avec ses dépendances un ensemble de 2 779 mètres carrés de terrain. Il est suivi de quinze autres rachats entre 1981 et 2009, le total des seize achats permettant de réunir d'un seul tenant 7 097 mètres carrés.
À partir de 1987, le sculpteur molshémien Raymond Keller lance un programme de réhabilitation mené par des bénévoles. Quarante-huit personnes se succèdent sur le chantier, consacrant un total estimé de 75 000 heures de travail. Le bilan de ce chantier est la réhabilitation de six cellules, de trois jardins, des ailes nord et sud du cloître.
Le monastère, après une première inscription à l'inventaire supplémentaire le 9 juin 1989, est classé monument historique le 23 mars 1998. Les parties classées sont pour partie propriété communale, le reste appartenant à l'hôpital local ; les éléments protégés sont tous les vestiges et les sols. En 2005, le congrès international des Analecta Cartusiana a lieu à la chartreuse de Molsheim.

## Architecture

### Du temps des moines
- bâtiments dits « érémitiques » (cellules et cloître)
- bâtiments communautaires (église, prieuré, réfectoire, cuisine, etc.)
- bâtiments temporels (recette, hôtellerie, ferme, etc.)

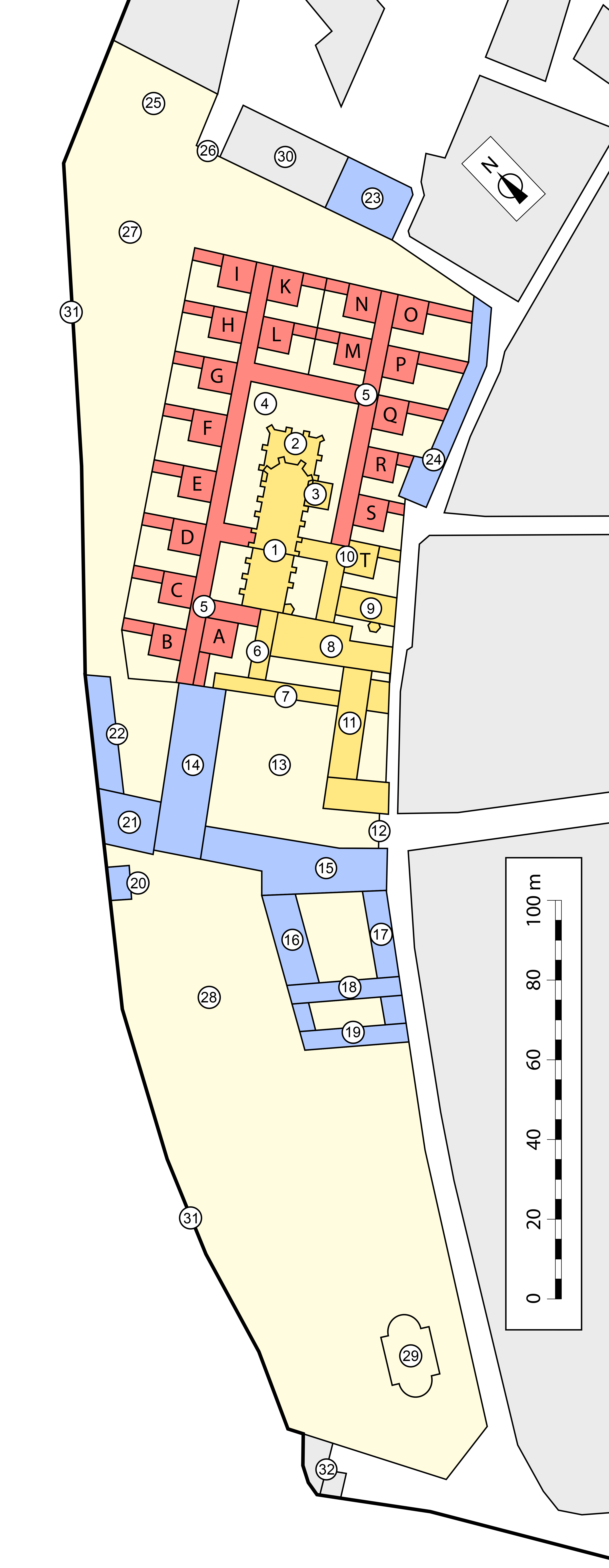
Plan général de la chartreuse.
bâtiments dits « érémitiques » (cellules et cloître)
bâtiments communautaires (église, prieuré, réfectoire, cuisine, etc.)
bâtiments temporels (recette, hôtellerie, ferme, etc.)
1. Église du couvent (1608-1609). 2. Sacristie. 3. Salle capitulaire (1623-1626). 4. Cimetière et grande croix. 5. Cloître des pères (1614-1626). 6. Atrium (1700-1701). 7. Cloître des frères (1700-1701). 8. Maison du prieur, dit « prieuré de la Chartreuse » (début XVIIIe siècle. 9. Réfectoire des pères (1614.) 10. Rasure et bibliothèque, ancienne cellule T. 11. Aile de la cuisine et chambres des frères (début XVIIIe siècle). 12. Entrée principale. 13. Cour d'honneur, dite « des Chartreux ». 14. Cellier et hôtellerie (1699-1701. 15. Aile de la recette (1701). 16. Menuiserie, forge, serrurerie et aile des domestiques. 17. Écuries. 18. Étables. 19 Remises. 20. Serre (XVIIe siècle). 21. Pressoir (début XVIIIe siècle). 22. Distillerie et vinaigrerie. 23. Cave de derrière (début XVIIIe siècle). 24. Hangar et communs. 25. Mont des Oliviers. 26. Porte cochère. 27. Verger. 28. Jardins et potager. 29. Vivier à poissons. [Hors couvent] 30. Maison dimière du Grand Chapitre. 31. Mur d'enceinte de la ville. 32. Tour aux poudres (Pulverturm).

Entre 1598 et 1792, la chartreuse occupe à Molsheim une surface de onze arpents et 742 pieds carrés, soit, avec un pied de 29,3 centimètres et un arpent de 24 000 pieds carrés, une surface en mesure moderne de 22 700 mètres carrés environ. Le couvent occupait donc à peu près 8 % de l'espace urbain de Molsheim. La chartreuse était divisée en deux parties. La partie située au sud-ouest, à l'emplacement de l'hôpital local moderne, rassemblait les bâtiments et espaces temporels : exploitation agricole, recette et hôtellerie. Au nord-est se trouvait l'église, entourée des deux cloîtres des pères et des frères, eux-mêmes entourés des cellules des moines. Autour de l'actuelle « Cour des Chartreux », des côtés est et sud, sont groupés les lieux de la vie collective, église, bibliothèque, réfectoire, cuisine. L'aspect communautaire reste cependant relatif, les pères et les frères y ayant des accès différents.

#### L'église conventuelle
La disposition de l'église au cœur du préau est assez inhabituelle et tranche avec les pratiques cartusiennes de « grand cloître » (des pères) et de « petit cloître » (des frères).
Une église cartusienne est généralement un édifice relativement sobre et de dimensions assez restreintes. Celle de Molsheim dérogeait à la règle. Longue d'environ trente-cinq mètres et large de huit, elle était de surcroît richement décorée, l'ornementation initiale étant constamment complétée et enrichie jusqu'à la Révolution. Le 2 septembre 1606, Adam Peetz, évêque auxiliaire de Strasbourg durant l'administration laïque de Léopold V d'Autriche-Tyrol, en pose la première pierre, à l'emplacement du maître autel. La construction d'une église en ce lieu nécessite un gros travail de consolidation des sols, un radier de pilotis en bois étant nécessaire. C'est l'abbé d'Altorf qui offre les arbres nécessaires à cette consolidation, « autant qu'il est nécessaire ».

##### Extérieur

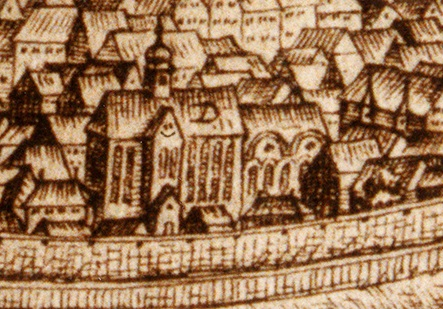
L'église conventuelle en 1644, extrait du dessin de Jean-Jacques Arhardt.

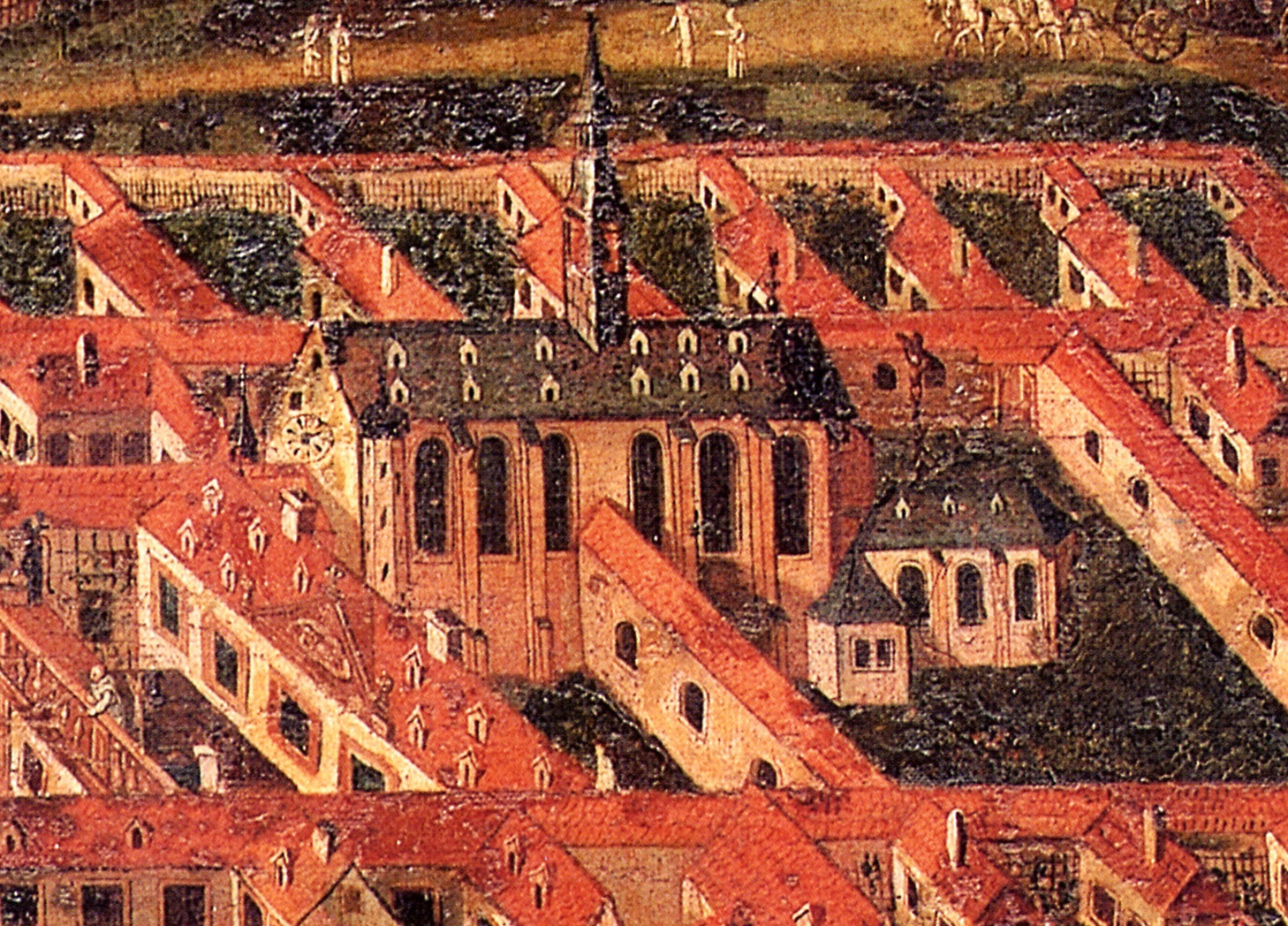
L'église conventuelle, détail de la peinture anonyme de 1744.

Après son achèvement, l'église, à nef unique, comporte un plan très inhabituel. La nef, relativement courte et destinée aux frères, ne compte que quatre travées, soit douze mètres de longueur et une superficie d'environ 95 mètres carrés, alors que le chœur de cinq travées et l'abside représentent, avec une longueur de vingt-et-un mètres surface d'environ cent soixante mètres carrés, les deux tiers du sanctuaire. Entre les deux, un haut jubé partage l'église en deux. La porte principale, à deux vantaux, percée dans la façade ouest, était celle des frères. Les pères, de leur côté, disposaient de deux petites portes de part et d'autre du chœur, leur permettant de rejoindre directement leurs cellules après les offices, en empruntant les galeries nord et sud du cloître.
En ce qui concerne l'élévation, quoique bien plus ramassée, l'église de la chartreuse n'était pas sans rappeler l'aspect général de l'église des Jésuites. Assez haute de silhouette, elle était éclairée par des vastes verrières, et, peut-être, par une rosace sur la façade sud-ouest. Contrairement aux toitures du reste du monastère, en tuiles, celle de l'église était couverte en ardoise grise. Un haut pignon surmontait en 1644 chaque galerie d'accès au chœur, de chaque côté de ce dernier. Ces deux pignons disparaissent à la fin du XVIIe siècle ou au début du XVIIIe.
Entre la façade méridionale de l'église et la façade orientale du logis du prieur, une tourelle pentagonale recouverte d'un clocher à bulbe permettait l'accès à la tribune ainsi qu'aux combles. Au-dessus du chœur était situé un clocheton de plan hexagonal, également à bulbe si l'on en croit la gravure de 1644. En revanche, les œuvres de 1744 représentent le clocher doté d'un dôme peu bombé surmonté d'un clocheton plus fin et terminé par une flèche. Sur la façade principale, une statue de la Vierge est mise en place ; en 1659, elle est remplacée par une statue en bois représentant saint Michel ; à son tour, détériorée par les intempéries, cette dernière est remplacée en 1701.

##### Décoration intérieure
L'église est ornée dès 1609 de cinq autels que les moines ont réussi à rapatrier depuis leur première chartreuse. Un retable gothique datant de 1460-1475 est également recouvré et installé dans l'église conventuelle ; il est enrichi d'une représentation polychrome de la Passion du Christ.
Deux autels supplémentaires sont placés dans le chœur des frères et consacrés le 10 août 1614, l'un à saint Jean au nord et l'autre à saint Étienne au sud ; ils proviennent aussi de Koenigshoffen, et sont installés sous le jubé, encadrant la porte qui permet l'accès au chœur des pères. Entre les autels est placée une statue d'argent de Vierge à l'Enfant. Au-dessus des deux autels sont placés, sur le jubé même, deux autels des Vierges, au nord, et de sainte Anne, au sud. Dans le chœur des pères sont mises en place en 1619 deux rangées de stalles sculptées, chacune interrompue par un pupitre. En 1624, un lutrin est acquis et placé dans le chœur. Les verrières de l'abside sont placées en 1635, ornées de vitraux figuratifs réalisés par le frère Martin, moine à la chartreuse de Freiburg.
Les traités de Westphalie en 1648 mettent fin à la guerre de Trente Ans ; la fin des hostilités marque une remise en route des programmes de décoration de l'église. Les stalles des frères sont à leur tour réalisées en 1652 par le sculpteur protestant Samuel Klock ; celles-ci sont ornées de peintures représentant la Passion du Christ. Les dernières stalles, destinées aux visiteurs, sont réalisées par le même artisan en 1653 et peintes par le père Werner Hammacher ou Hammenmacher qui est moine à la chartreuse de 1640 à 1686. Une grille de fer est de plus ajoutée en 1652, réalisée par le maître-serrurier de la Ville de Strasbourg pour séparer la nef entre « chœur des frères » et « bancs des séculiers », ces derniers ouverts au reste des habitants du monastère. En 1664, un sixième autel, consacré aux trois rois, est consacrée sur le jubé, entre les autels installés en 1614. 
Le legs du père Matthieu Reis, mort le 9 mars 1672, permet la commande d'un nouveau maître-autel auprès de Jean-Christophe Feinlein, ébéniste à Waldshut en amont de Bâle sur le Rhin. Cet ouvrage coûte aux religieux 2 500 florins et nécessite seize mois de travail de juillet 1672 à novembre de l'année suivante. Son transport s'effectue par bateau puis par chariot avant son installation et sa consécration le 11 décembre 1673. Une grande toile est donnée au monastère par François-Egon de Fürstenberg, évêque de Strasbourg, afin d'orner ce maître-autel. Elle représente une Vierge à l'Enfant et a été réalisée à Cologne. La peinture est encadrée par quatre colonnes corinthiennes, qui supportent un baldaquin comparable à celui présent dans l'abbatiale d'Ebersmunster. En 1672 également, quatre grandes statues représentant les saints Bruno, Jean-Baptiste, Pierre et Paul sont installées autour de cet autel. Le baldaquin est modifié par le prieur Philippe Zell entre 1692 et 1715 ; celui-ci ajoute deux colonnes, déplace les statues de Pierre et Paul et achève six reliquaires pyramidaux.
Le prieur Conrad Odendal fait installer entre 1686 et 1692 un lambris pour couvrir la partie supérieure du mur au-dessus des stalles, ce qui nécessite le travail de deux sculpteurs de quatre menuisiers. Cette utilisation de lambris est très prisé dans les églises alsaciennes à cette époque. Après cette dernière campagne de décoration, l'église de la chartreuse compte vingt-quatre toiles, vingt-trois statues de bois et vingt-six groupes de deux colonnes. Les consoles soutenant ces paires de colonnes sont sculptées à l'imitation de têtes de chérubins ; au-dessus des peintures étaient placés des anges aux ailes déployées. C'est également Conrad Odendal qui remplace le lutrin d'origine par un nouveau, représentant un ange portant le pupitre.
Les toiles situées dans la nef, soit le chœur des frères, représentaient les mystères de l'Incarnation et de l'enfance de Jésus, ainsi que les débuts de l'ordre des Chartreux. Les toiles situées au-delà du jubé traitaient de la Passion du Christ, et les statues figuraient les évangélistes et les apôtres. Le moine bénédictin Thierry Ruinart juge en 1696 l'église « décorée avec beaucoup de goût, de tableaux très-précieux et d'autres ornements ». Postérieurement, quelques ultimes modifications ont lieu au XVIIIe siècle, avec l'installation de quatre nouveaux autels rococo en 1769 ; une grille en fer forgé, œuvre de Jean-Baptiste Pertois, est mise en place à l'entrée du chœur.

Éléments provenant de l'ancienne église conventuelle de la chartreuse
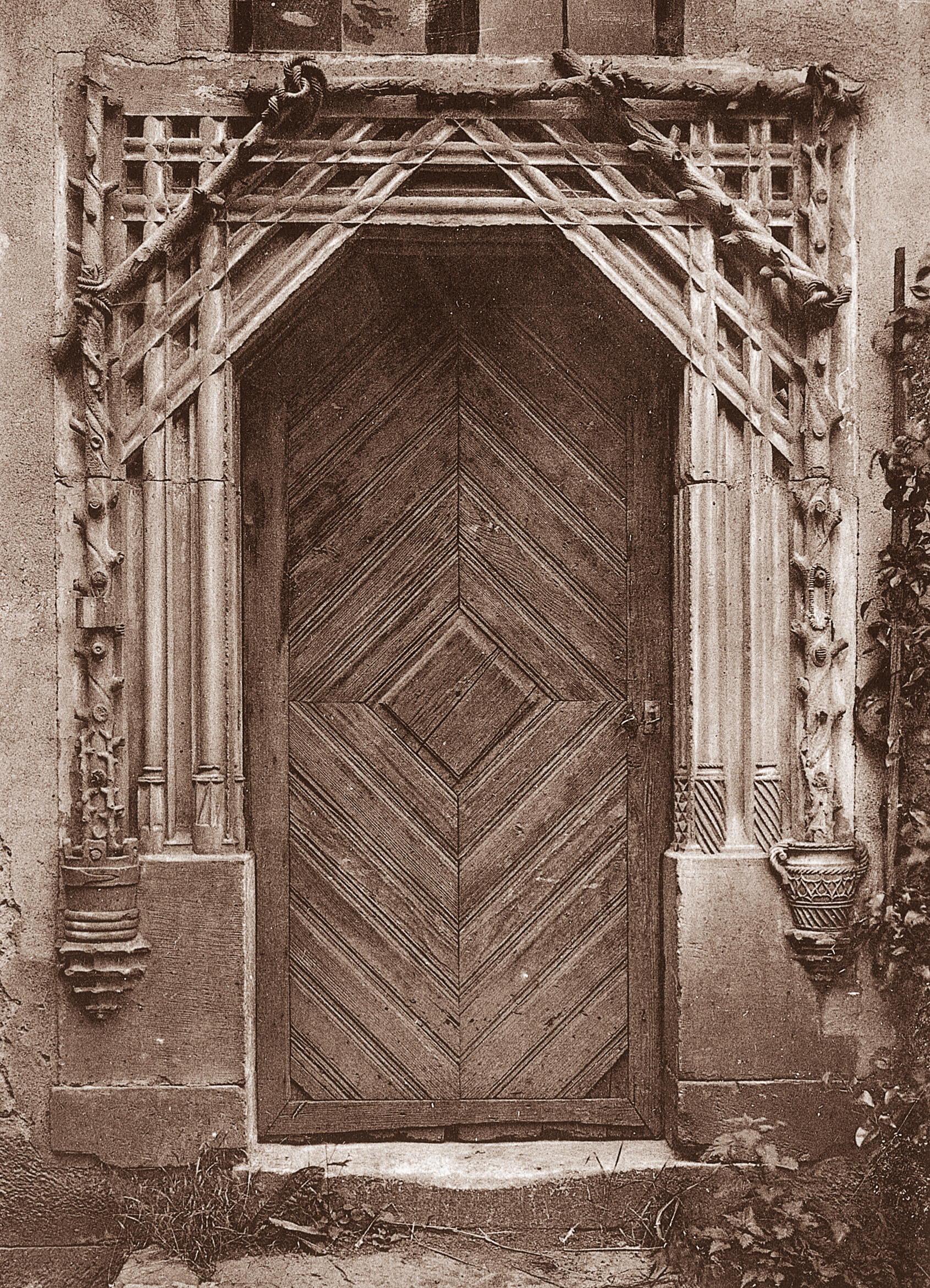
Un des anciens portails gothiques de la chartreuse de Koenigshoffen, puis de Molsheim, en style Astwerk.
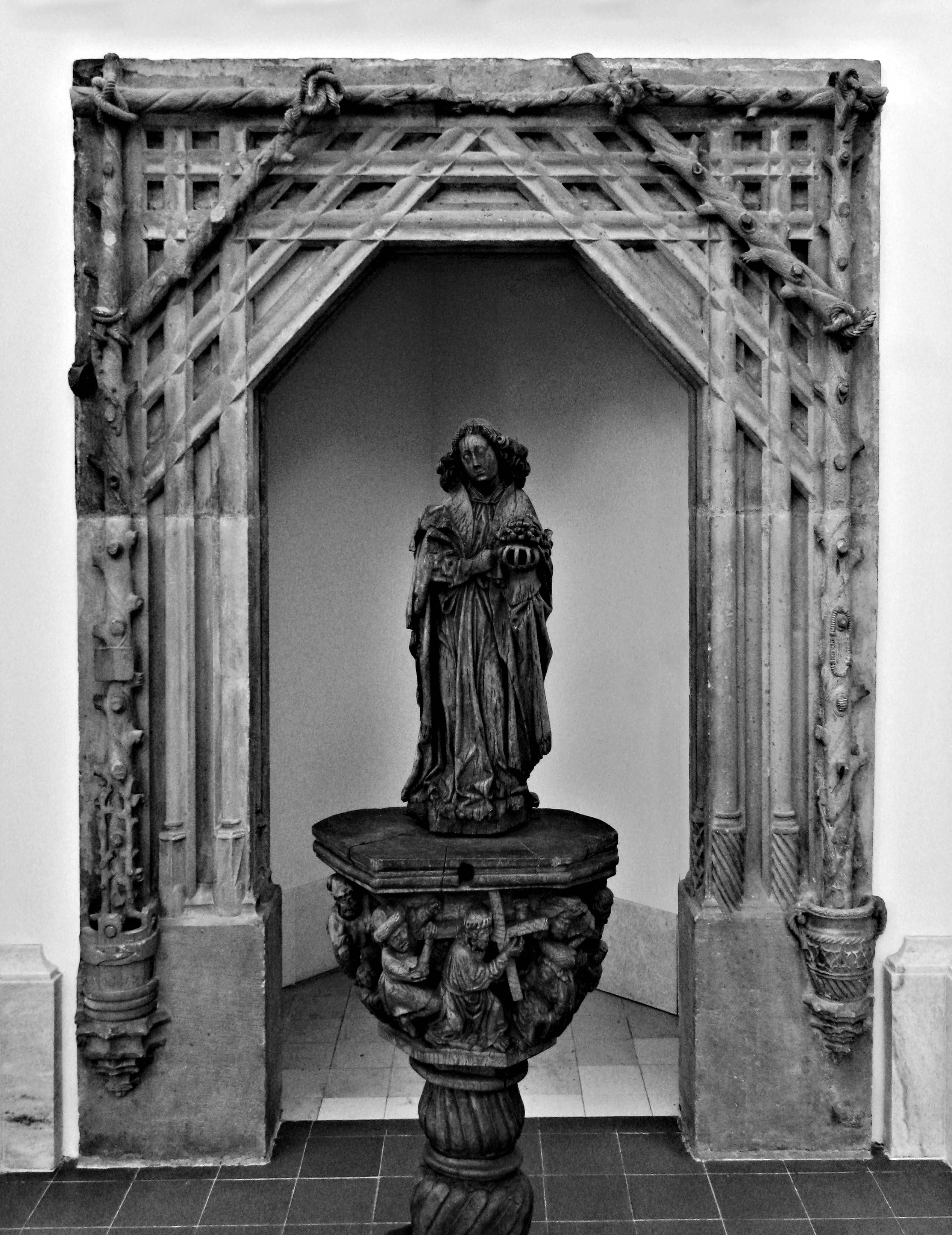
Le même portail conservé désormais au Bode-Museum de Berlin.
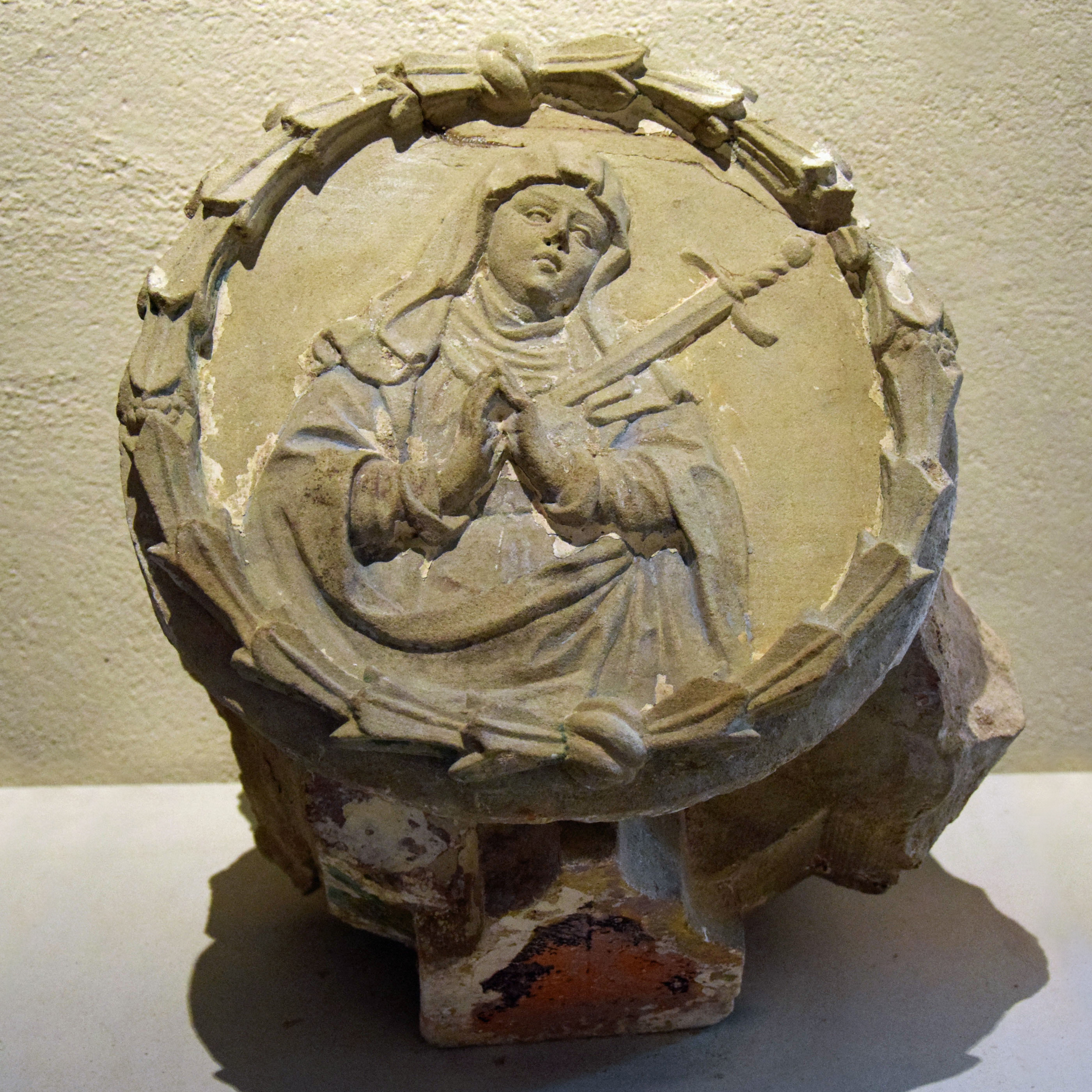
Une clef de voûte de l'église décorée d'une Vierge de douleur.
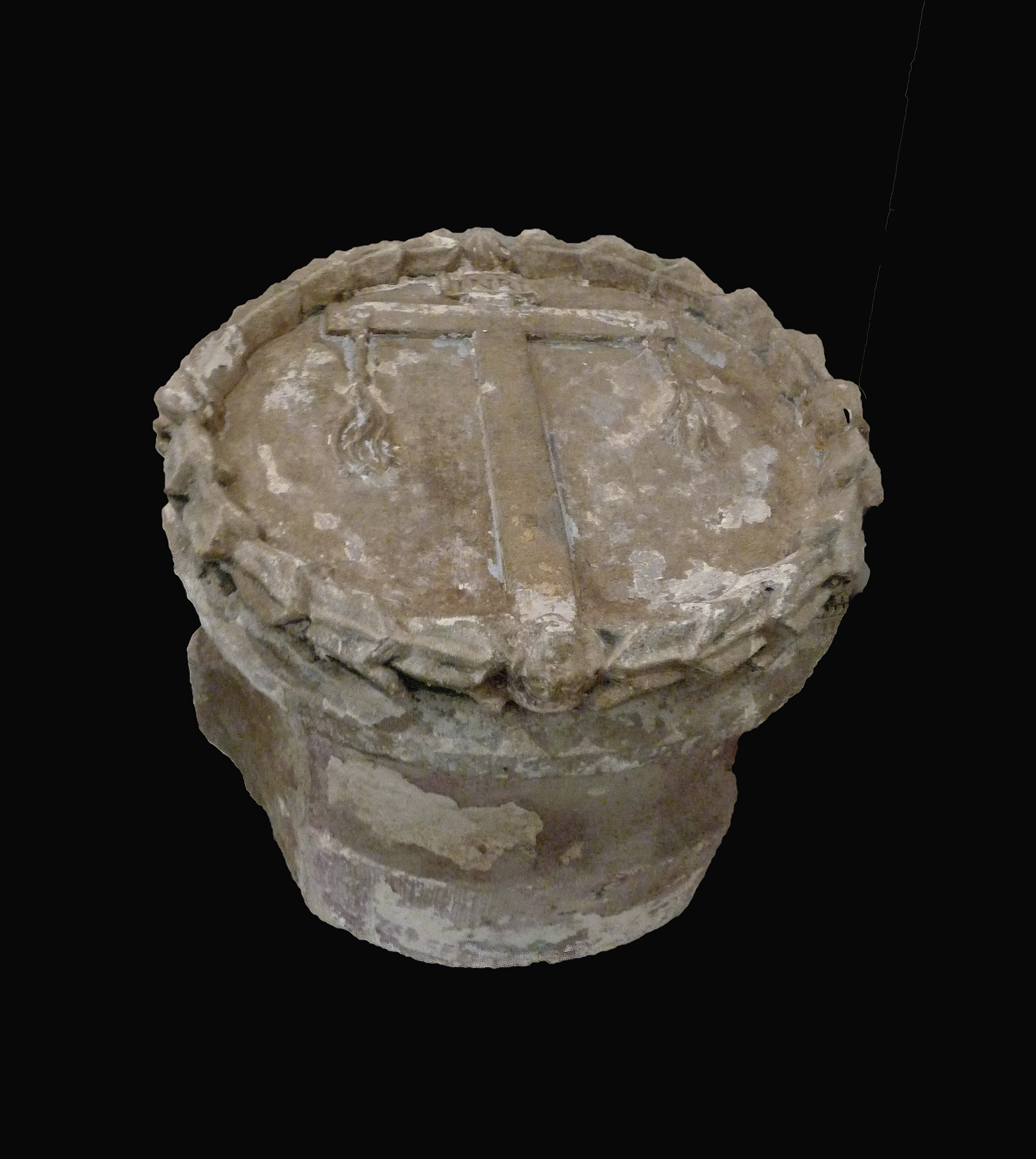
Une autre clef de voûte de l'église, frappée d'une croix.
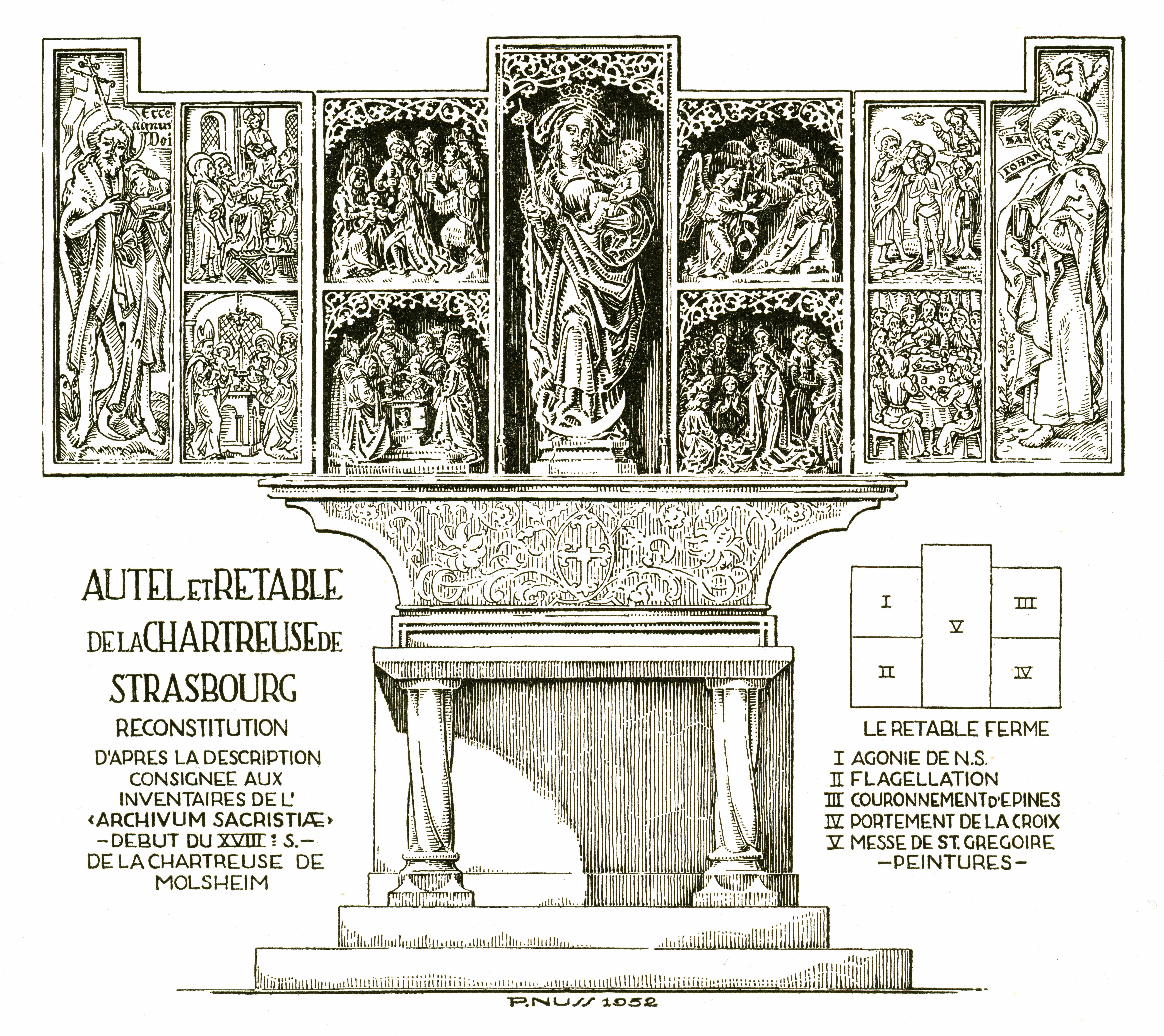
Le retable de Koenigshoffen, de style gothique tardif, représentant la vierge entourée de l'adoration des mages, la Circoncision, l'Annonciation et la Nativité.
Les quatre statues monumentales de saint Bruno, saint Jean-Baptiste, saint Pierre et saint Paul.

#### Le préau et ses bâtiments
Sur trois côtés, l'église conventuelle était entourée du préau délimité par le cloître des pères ; à l’ouest seulement, elle venait buter contre la maison du prieur. Ce préau était également l'emplacement du cimetière des moines, de la sacristie et de la salle capitulaire. La sacristie, bâtiment assez bas et de forme carrée, épousait l'abside de l'église. Bâtie à la même époque que le sanctuaire, elle intégrait les contreforts du chœur. Deux autels secondaires étaient installés dans cette sacristie, le premier consacré à saint Bruno, saint Anthelme, saint Hugues, le second à Hugues de Grenoble, aux trois archanges Michel, Gabriel et Raphaël, ainsi également qu'à saint Anthelme et Hugues de Lincoln.
La salle capitulaire était également attenante à l'église, touchant à l'abside et à la sacristie du côté méridional du chœur des pères. En cohérence avec le nombre assez faible de pères, la salle capitulaire est une pièce de dimensions très réduites, plus petite qu'une cellule de moine (environ 6 × 4 mètres). Les murs de faible épaisseur prouvent l'absence de voûte. Malgré ces dimensions réduites, la pièce accueille tout de même un autel dédié à la sainte Croix. En outre, le frère Martin de Freiburg réalise les peintures de cet autel, qui s'enrichit de surcroît d'un crucifix offert en 1648 par l'abbé d'Altorf. En 1688, estimant peu la décoration précédente, le prieur Conrad Odendal fait recouvrir les murs de la salle de lambris peints, ainsi que d'une fresque représentant le Jugement dernier, encadrée elle-même de tableaux. Près de l'autel, deux autres toiles sont placées, l'une représentant la Grande Chartreuse, l'autre le premier emplacement de cette dernière.

La cour de la chartreuse et le cimetière
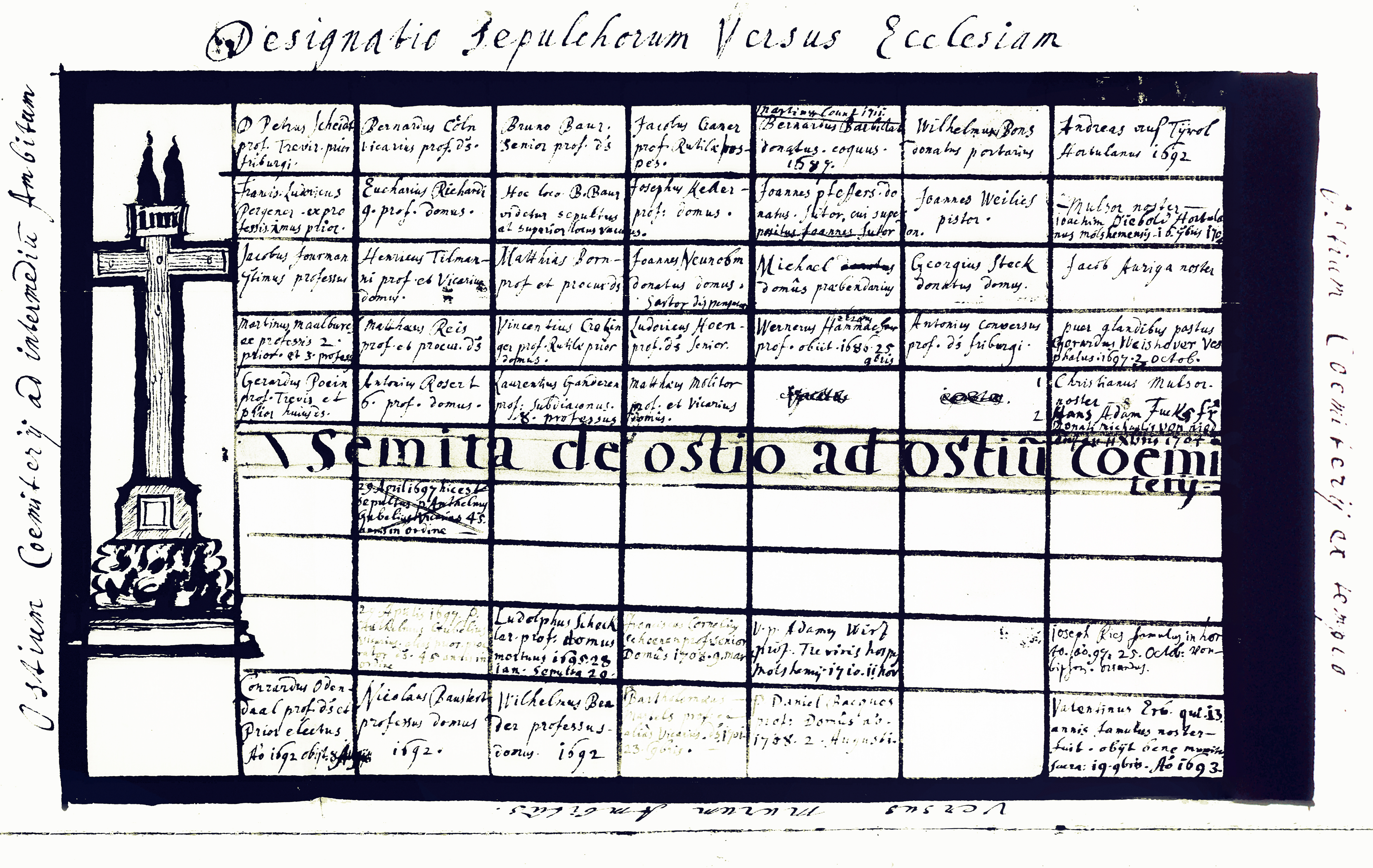
Plan du cimetière des chartreux de Molsheim, indiquant les tombes occupées et les emplacements encore disponibles.
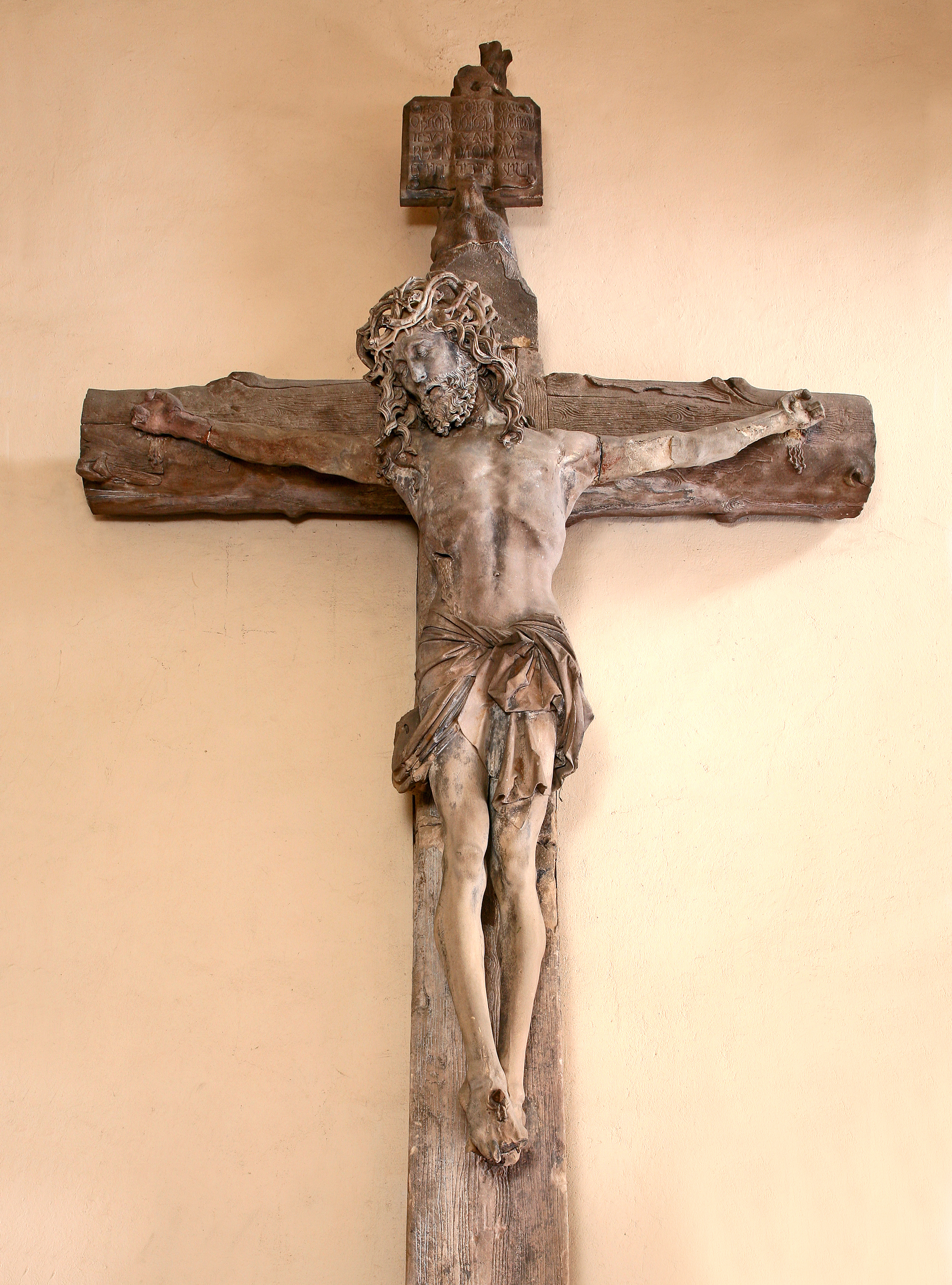
Vue générale de la grande croix du cimetière des chartreux, provenant du monastère de Koenigshoffen
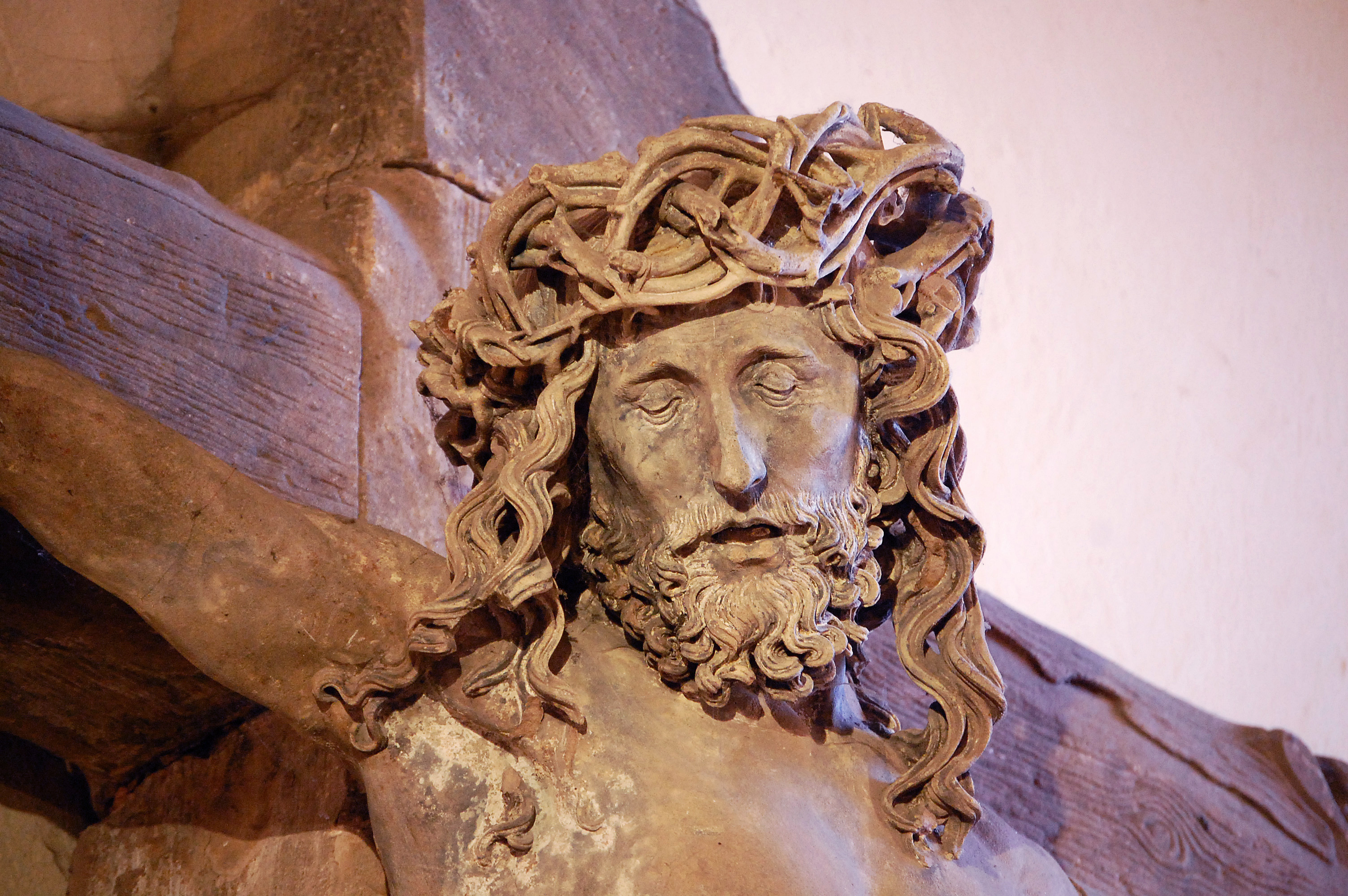
Détail de la grande croix du cimetière, désormais placée dans l'église des Jésuites.

Le préau accueillait également le cimetière des moines, qui s'étend à partir de l'angle nord. Les tombes cartusiennes sont réduites à leur plus simple expression, c'est-à-dire une simple croix de bois ne portant pas le moindre nom ; le moine défunt ne dispose pas de cercueil, mais est simplement enveloppé dans sa bure, les mains croisées sur la poitrine. Les tombes sont placées sans ordre particulier, de part et d'autre de l'allée centrale. Les prieurs de la seconde moitié du XVIIe siècle sont tous regroupés dans les trois premières rangées à partir de la grande croix ; les suivantes regroupent des tombes de pères et de donnés ; les dernières rangées, du côté occidental, étaient celles des tombes de frères et de domestiques. La croix qui ornait le cimetière du côté oriental est dressée le 26 septembre 1626 ; elle provient de Koenigshoffen. On a longtemps cru qu'elle était l'œuvre d'un frère convers, mais l'hypothèse désormais généralement retenue est celle d'un sculpteur strasbourgeois de talent. La croix, taillée dans un bloc de grès rose des Vosges de près de vingt tonnes, haut de quatre mètres cinquante pour deux mètres dix de largeur, est datée d'environ 1480, selon Walter Hotz, qui apparente cette croix au crucifix de Baden-Baden sculpté par Nicolas Gerhaert de Leyde. De manière classique, la branche supérieure de la croix porte l'inscription INRI en latin, grec et hébreu.

#### Le cloître des pères
Le cloître proprement dit est construit à partir de 1614, et achevé avant 1626 ; l'aile septentrionale est la plus ancienne. Contrairement à un cloître d'abbaye, bien qu'il forme aussi un rectangle allongé, les ailes nord et sud se prolongent au-delà des galeries est et ouest, afin de desservir toutes les cellules des pères. Cette disposition n'est pas commune aux chartreuses, mais spécifique à Molsheim. Ainsi, l'aile nord du cloître était longue de trente-quatre travées, soit cent neuf mètres ; l'aile sud, plus courte du côté occidental, limitée par le logis du prieur, ne mesurait que vingt-neuf travées, soit un peu plus de 90 mètres. Les ailes orientale et occidentale, plus courtes, ne mesuraient que dix travées, soit trente-deux mètres environ. Enfin, les deux galeries d'accès au chœur des pères mesuraient trois travées,. La forme des consoles supportant les nervures, ainsi que la complexification de l'ornement des clefs de voûte, plus abouties dans la galerie méridionale, montrent que cette dernière est postérieure à la galerie nord. Dans la galerie méridionale, en particulier à proximité de la croix du cimetière, les motifs ornant les consoles présentent des scènes de la Passion. Plus à l'ouest, les motifs sont végétaux, feuilles ou fruits ; dans toute la galerie sud, les clefs de voûte, par opposition aux anneaux plats de la galerie nord, comportent des motifs floraux, étoilés, ou encore des rosaces.
Le sol des galeries est couvert de dalles de grès des Vosges, de forme quadrangulaire. Du côté de la cour, les murs du cloître sont percés de baies géminées et de portes d'accès au cimetière, toutes ces ouvertures étant incluses sous des arcs surbaissés. En revanche, le long des prolongements de la galerie au-delà de la cour, l'éclairage n'est assuré que par des oculi en partie haute des murs. Les baies géminées accueillaient des vitraux très renommés, au nombre de 115 ou 116,. Les vitraux sont l'œuvre de Lorentz et Barthélemy Linck ; sans plus de précision, il n'est pas possible de définir si ce dernier est le premier du nom, père de Laurent, ou le second, frère de ce dernier, quoique l'historiographie moderne tend à privilégier cette deuxième hypothèse. Par ailleurs, le cloître était un espace très coloré, un enduit ocre jaune recouvrant les murs, mettant en valeur les encadrements de fenêtre par un jaune plus clair, les voussures de baies en gris, les consoles en rouge, leurs motifs en jaune, et les nervures des voûtes en bleu.

Le cloître du monastère
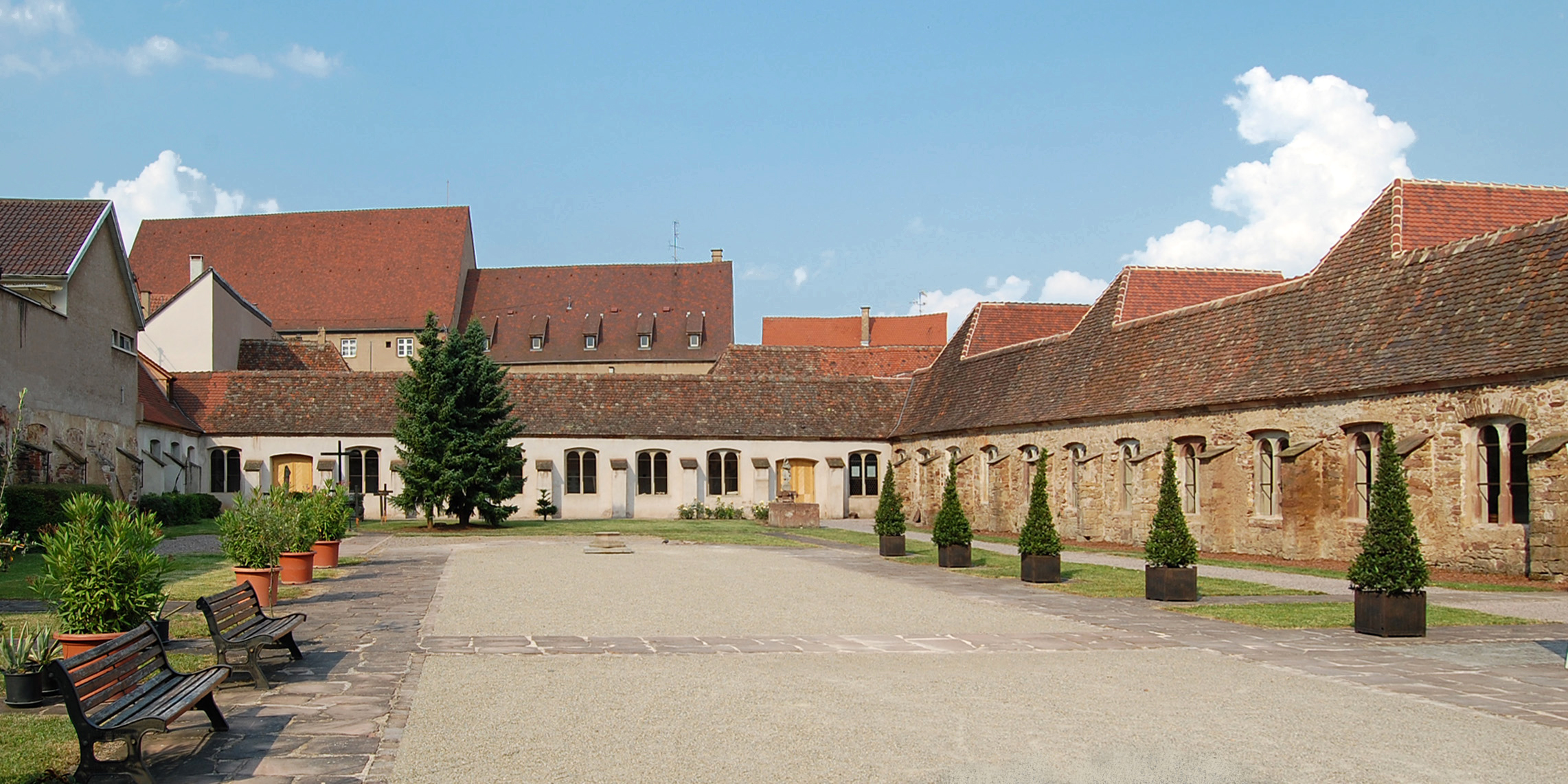
Le cloître de la chartreuse en 2010.
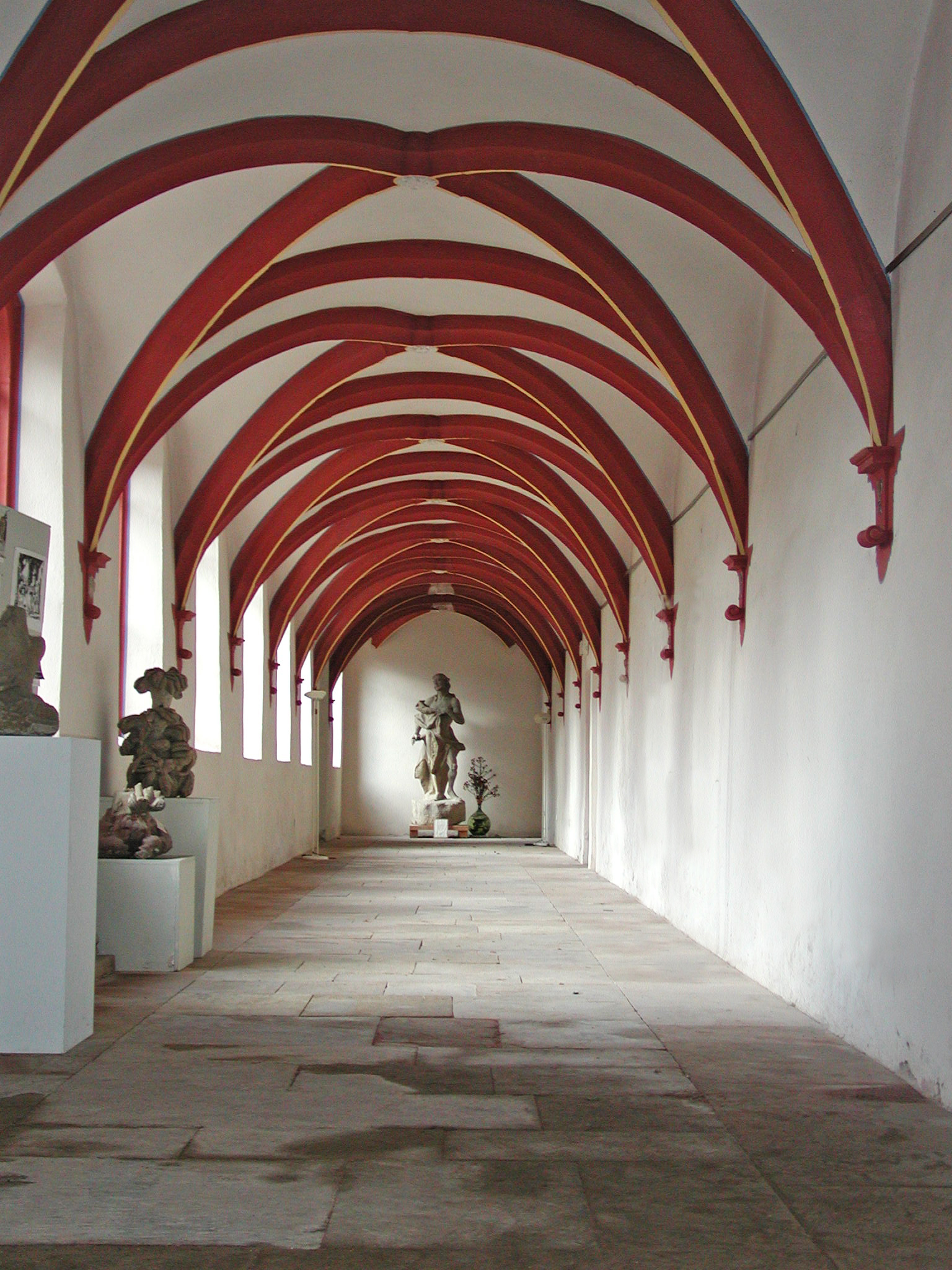
La galerie orientale du cloître.
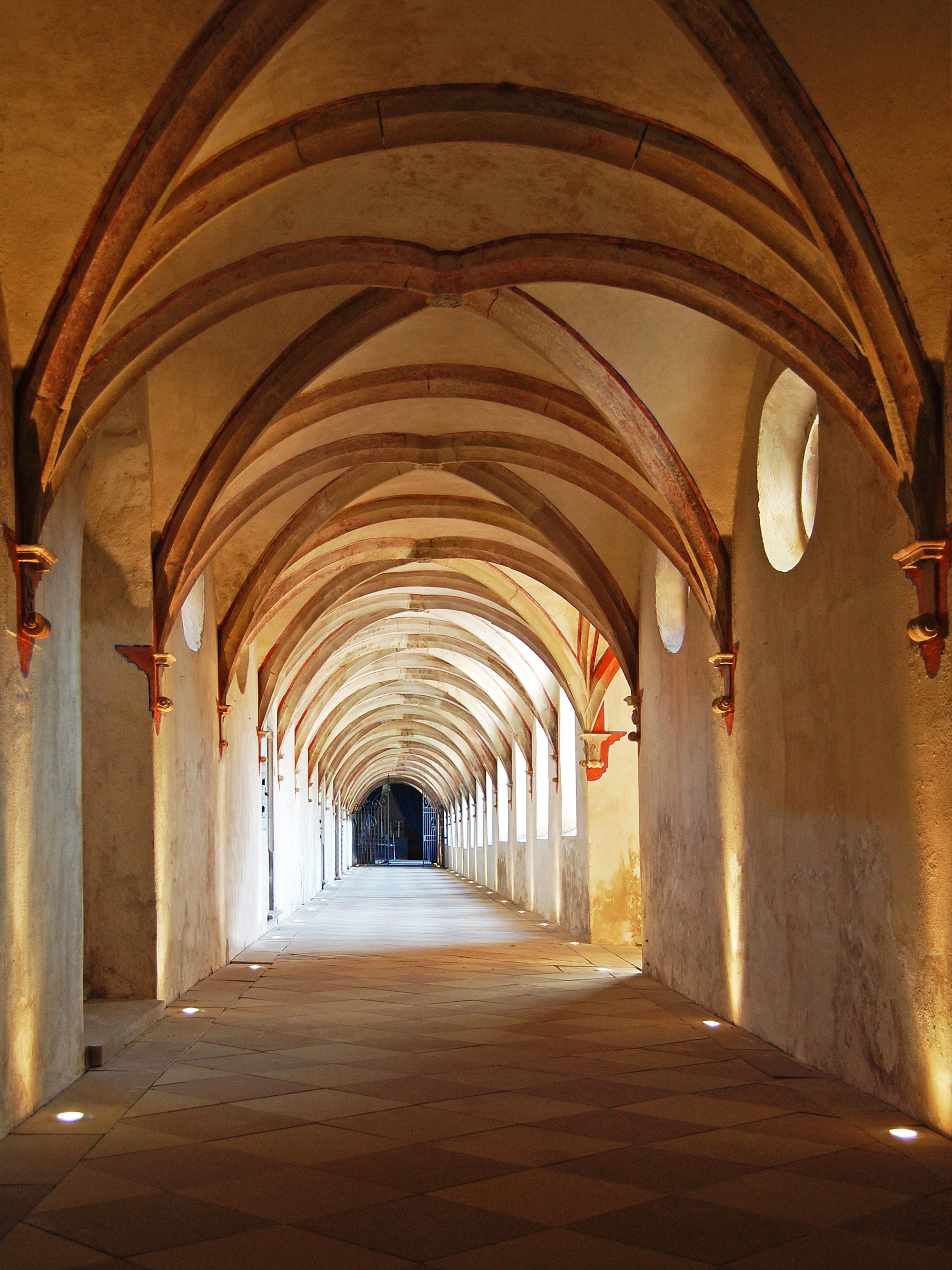
La galerie méridionale du cloître vue depuis l'orient, avec ses deux styles d'ouvertures.
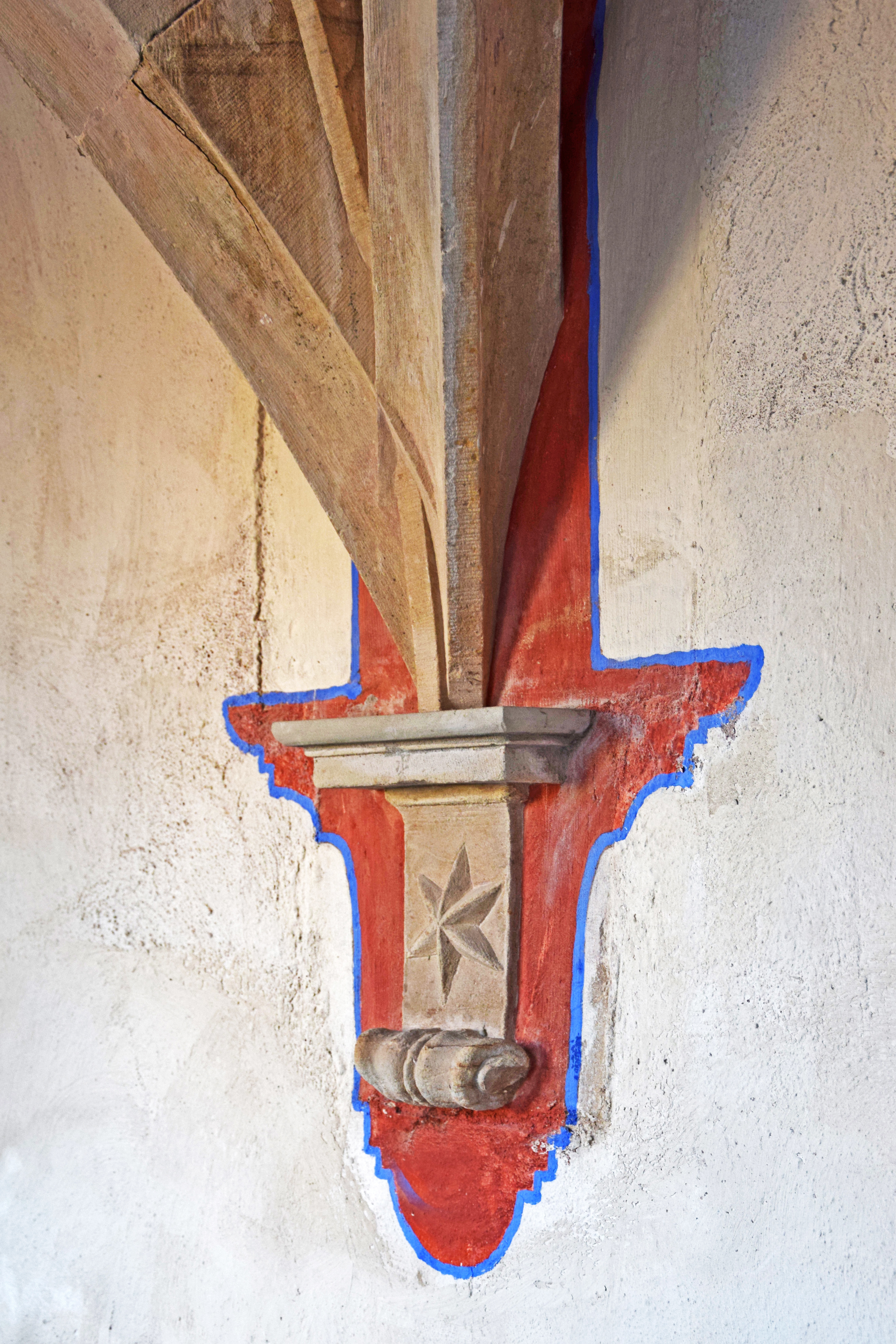
Exemple de console visible dans le cloître sud.

#### Les vitraux du cloître
Les vitraux constituaient de loin le principal élément décoratif du cloître, ce qui est corroboré par plusieurs témoignages. Jean-Gaspard Bernegger les mentionne dès 1675, craignant les dommages que la guerre de Hollande et ses débordements en Alsace pourraient faire subir à ces œuvres. Antoine Ruinart s'extasie en 1696 sur les vitraux « peints avec une telle délicatesse et un tel fini que l'on ne saurait rien imaginer de plus parfait dans ce genre ». Jean André Silbermann, jeune facteur d'orgue, en visite à Molsheim pendant que son père André installait l'orgue de l'abbatiale d'Altorf, « ne [pouvait se] rassasier d'admirer notamment des belles fenêtres peintes dans le couvent des chartreux ». Le moine bénédictin Philippe-André Grandidier admire « ces belles et fraîches peinture sur verre dont le cloître est décoré dans tout le contour des cellules ». Enfin, en 1771, Johann Wolfgang von Goethe, qui n'évoque de son voyage alsacien que cet unique monument, rappelle brièvement que « dans le cloître de l'abbaye [sic] de Molsheim, nous admirions les vitraux peints en couleur ».
Les révolutionnaires, malgré leur volonté de destruction, ne sont pas non plus indifférents à la qualité des vitraux. Joseph Klein suggère de passer une annonce dans The London Gazette, assurant que « des connaisseurs anglais » ont estimé l'ensemble de la collection à cent mille livres. En 1790, alors que le pillage a déjà commencé, 95 vitraux sur 114 comptés par Silbermann sont encore recensés dans le cloître ; puis les verrières sont démontées et transportées à Strasbourg. Le 15 février 1796, 89 panneaux sont recensés par le conservateur des monuments des arts du Bas-Rhin, Léopold Keil. Un nouveau transfert à la bibliothèque de la Ville, alors placée dans l'ancienne église des Dominicains (l'actuel Temple Neuf) a lieu en 1800, mais seuls 83 vitraux sont comptabilisés. En 1842, l'historien Charles Schmidt signale ces vitraux dans sa Notice sur la ville de Strasbourg, et les attribue à Lorentz Linck, ainsi qu'à « Léonard » (et non Barthélémy). Pour lui, la principale inspiration picturale des maîtres verriers est à chercher chez Maarten de Vos. Lors du congrès archéologique de 1859, les 77 vitraux subsistants sont exposés dans quatorze présentoirs par Pierre Rielle de Schauenbourg. Ferdinand Charles Léon de Lasteyrie reproduit pour sa part deux panneaux en 1853, dans son ouvrage Note sur les vitraux d'Alsace. A posteriori, il affirme que « la plus admirable collection de vitraux de ce genre que j'aie jamais vue était celle de l'ancienne abbaye de Molsheim […] C'était une incomparable collection […] Les vitraux de Molsheim portaient au suprême degré les caractères de l'art suisse ».
Dans la nuit du 24 au 25 août 1870, durant le siège de Strasbourg, la bibliothèque municipale de Strasbourg brûle. Tous les vitraux qui y sont alors conservés sont détruits ; seuls sept sont sauvés en l'état, un autre, celui de la Crucifixion, ayant été restauré, et deux autres étant connus par des gravures aquarellées de Lasteyrie.

#### Les cellules monastiques
La chartreuse de Molsheim était d'une taille intermédiaire, comptant dix-neuf cellules, ce qui est plus qu'une chartreuse dite « simple » (douze cellules) mais moins qu'à la Grande Chartreuse (trente-cinq cellules) ou Aula Dei, près de Saragosse (trente-six). La numérotation des cellules se faisait par les dix-neuf premières lettres de l'alphabet, de A à T, dans le sens de rotation horaire, en partant de l'ouest. Les huit premières cellules, numérotées de A à H, sont réalisées par le maître d'œuvre Ulrich Tretsch ; les sept premières sont financées par les dons de Léopold V d'Autriche-Tyrol, la huitième par Tretsch lui-même. Les dates de construction des autres cellules sont inconnues, à l’exception des cellules O et P, bâties en 1670.
Comme dans toutes les chartreuses, les cellules A et B sont traditionnellement réservées au prieur et au vicaire ; de surcroît, à Molsheim, la cellule E était celle du sous-sacristain. Les cellules sont repérées sur le plan et rappelées en lettres capitales noires au-dessus de chaque porte de cellule. En 2017, les lettres D, E, F, M, P et T visibles au-dessus des portes sont celles d'origine. Certaines cellules, comme la E, portent juste une lettrine. D'autres, M et P par exemple, montrent deux états successifs du lettrage. Les montants de portes d'accès aux cellules sont parfois décorés de motifs végétaux, comme pour les portes D et E. Les deux portes des cellules E et G ont en outre conservé leurs ferrures anciennes martelées à froid. Chaque porte est en outre juxtaposée à un passe-plat, dit « guichet », qui permet au père chartreux de recevoir sa nourriture sans contact humain.
Chaque cellule était composée d'une maisonnette de plain-pied. Cette maisonnette, adossée au mur de séparation d'avec la cellule voisine, était couverte d'un toit à croupes perpendiculaires à l'église, à l'exception de celui de la cellule A qui était dans l'axe Est-Ouest. Les maisonnettes situées à l'extrémité orientale du cloître étaient groupées par deux sous un même toit : H avec L, I avec K, M avec P et N avec O. Chaque maisonnette était dotée d'un petit jardin que cultivait le moine ; le long de ce dernier était construit un promenoir, galerie longeant le jardin, qui permettait au père chartreux de se promener, en particulier durant l'hiver alsacien, et aussi d'accéder aux latrines, simples fosses dont la vidange était dévolue au bourreau de Molsheim. Une cellule, hors promenoir, mesurait environ huit mètres sur neuf, ce qui, compte tenu de l'épaisseur des murs, donnait une surface intérieure utilisable d'environ 56 mètres carrés.
Deux plans de cellules coexistaient à Molsheim : le premier se retrouve notamment dans la cellule E (voir ci-dessous), mais aussi D, F ou G. La principale caractéristique de ce plan est la présence d'un couloir d'environ un mètre de largeur séparant les espaces d'habitation du cloître. Ce couloir se termine à une extrémité par la porte du jardinet, à l'autre par l'escalier d'accès aux combles de la cellule. L'autre plan, simplifié, est par exemple reproduit dans les cellules K, L, M, P ou Q (ci-dessous, cellule L) : le long couloir servant de sas en est absent, et la porte d'entrée de la cellule donne directement dans la grande pièce, ainsi que l'escalier des combles. Dans la plupart des chartreuses, la bipartition de la vie du moine se concrétise dans un étagement : le travail manuel en bas, au rez-de-jardin, la prière, l'étude et l'habitation à l'étage. À Molsheim, cette disposition n'est pas mise en place et le travail manuel est localisé dans le laboratoire,.
Quel que soit le plan, passé l'éventuel sas, la cellule est divisée en trois pièces. La plus grande, côté mur, est éclairée par une seule fenêtre. Dite « atelier » ou « laboratoire », elle servait au père pour son travail manuel : peinture, tournage sur bois, pour certaines des activités identifiées à Molsheim. Les deux autres pièces sont situées du côté du jardinet. La plus proche du cloître constitue la chambre à coucher ou cubiculum du père, qui lui sert également d'oratoire pour la récitation des offices. Elle comprend pour tout mobilier un lit, une armoire et une stalle avec prie-Dieu. Le dernier petit local côté jardinet et à l'opposé du cloître, est le studium. Chauffé par un poêle (initialement poêle en faïence, puis poêle en fonte à la fin du XVIIIe siècle), il constitue la salle d'étude, de copie des manuscrits et de reliure. Il comprenait à cet effet une table et quelques rayonnages de bibliothèque. Une tablette placée dans l'embrasure de la fenêtre permettait au moine de prendre ses repas,.
Enfin, le jardinet, à peu près de la même surface que la maisonnette, était cultivé principalement en plantes médicinales et en fleurs. Des treilles et des espaliers, visibles sur la représentation de 1744, atténuaient l'aspect minéral du lieu.

Les cellules des moines chartreux de Molsheim
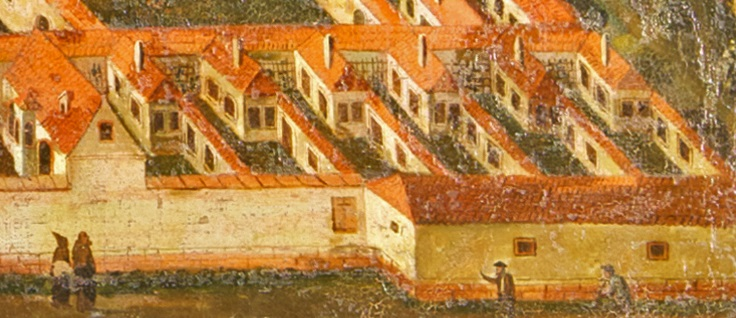
Extrait de la toile de 1744 : les cellules de la partie méridionales (de T à O, en allant de la gauche vers la droite).
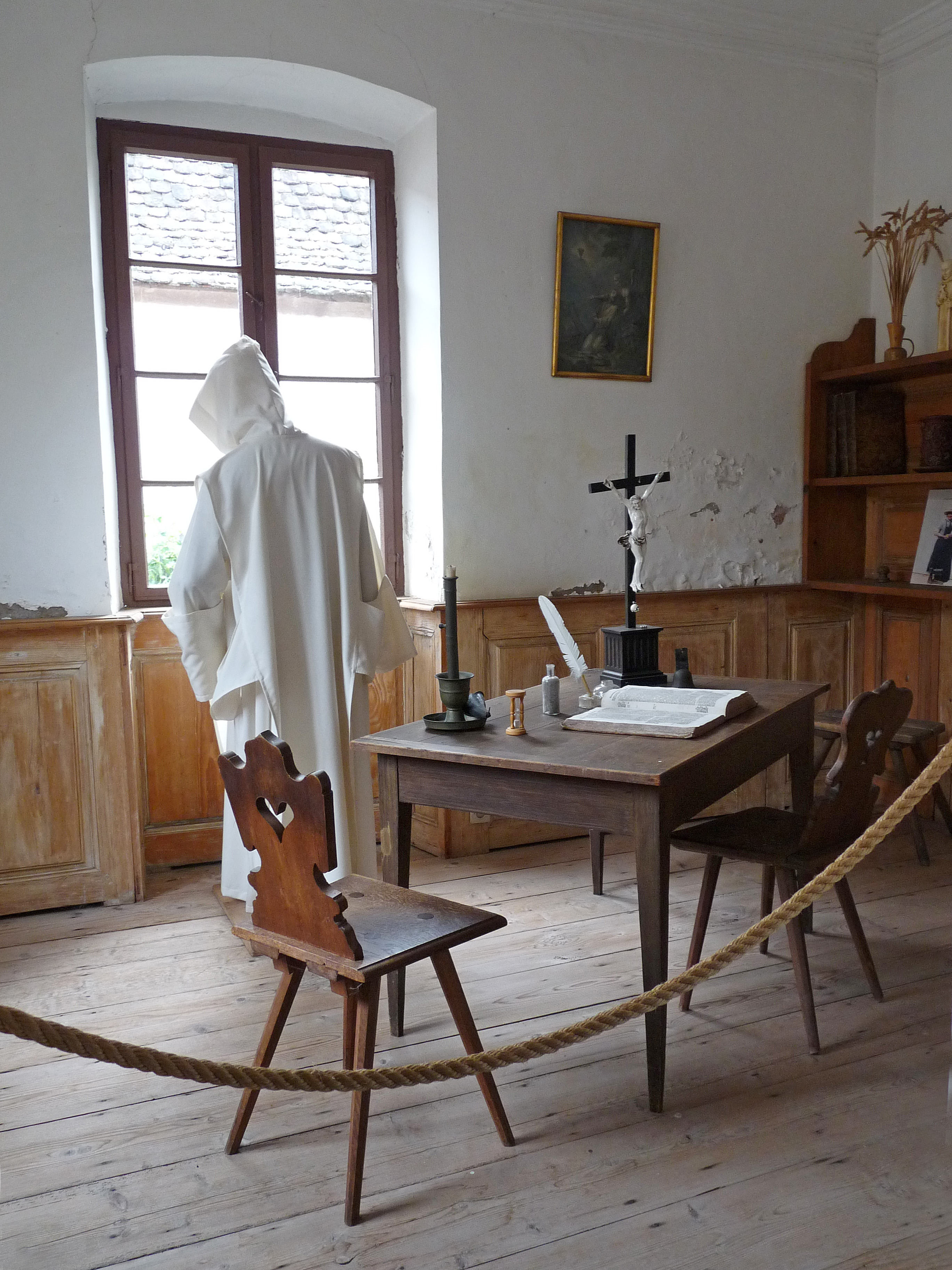
Intérieur de la cellule L de la chartreuse de Molsheim.
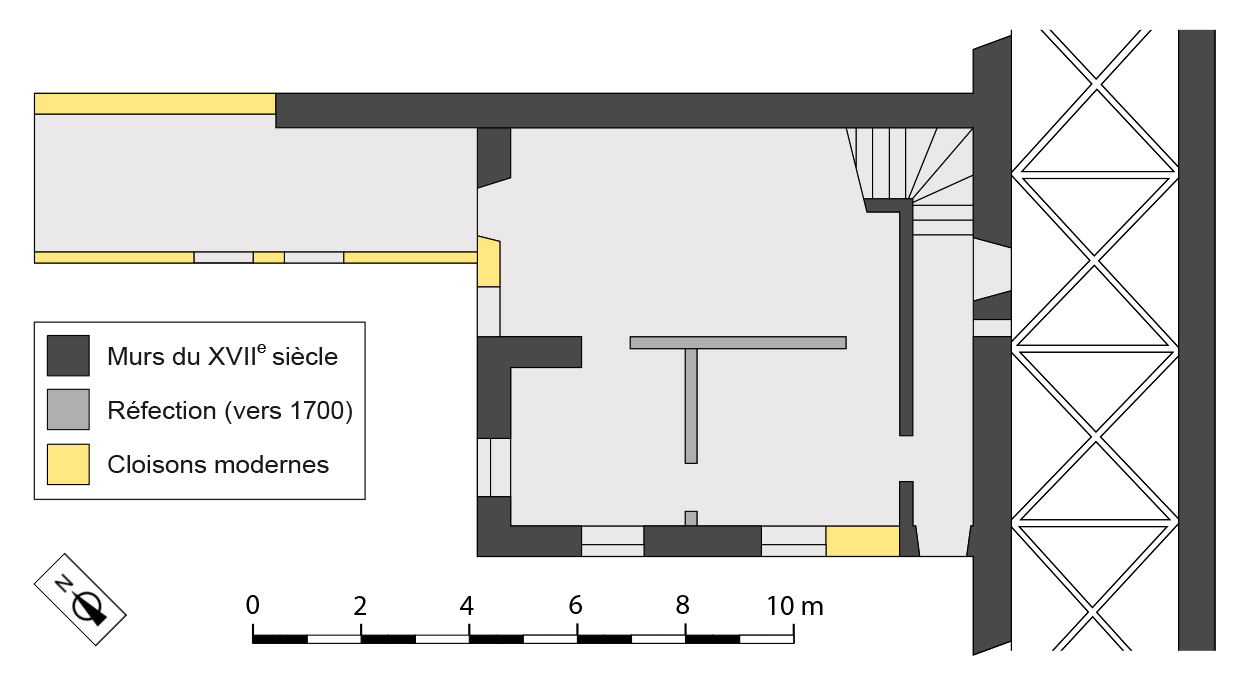
Un des deux plans-types de cellule à la chartreuse de Molsheim (cellule E).
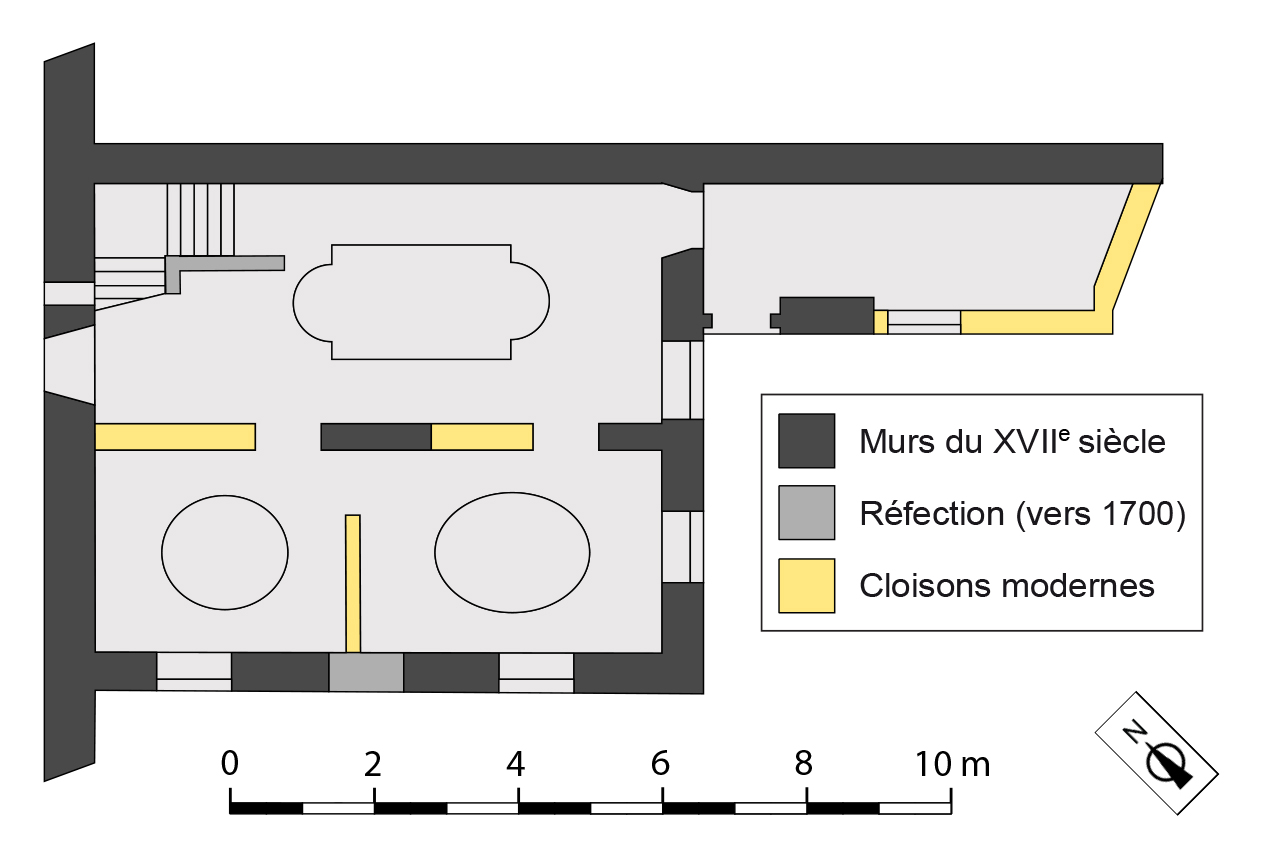
Un des deux plans-types de cellule à la chartreuse de Molsheim (cellule L).
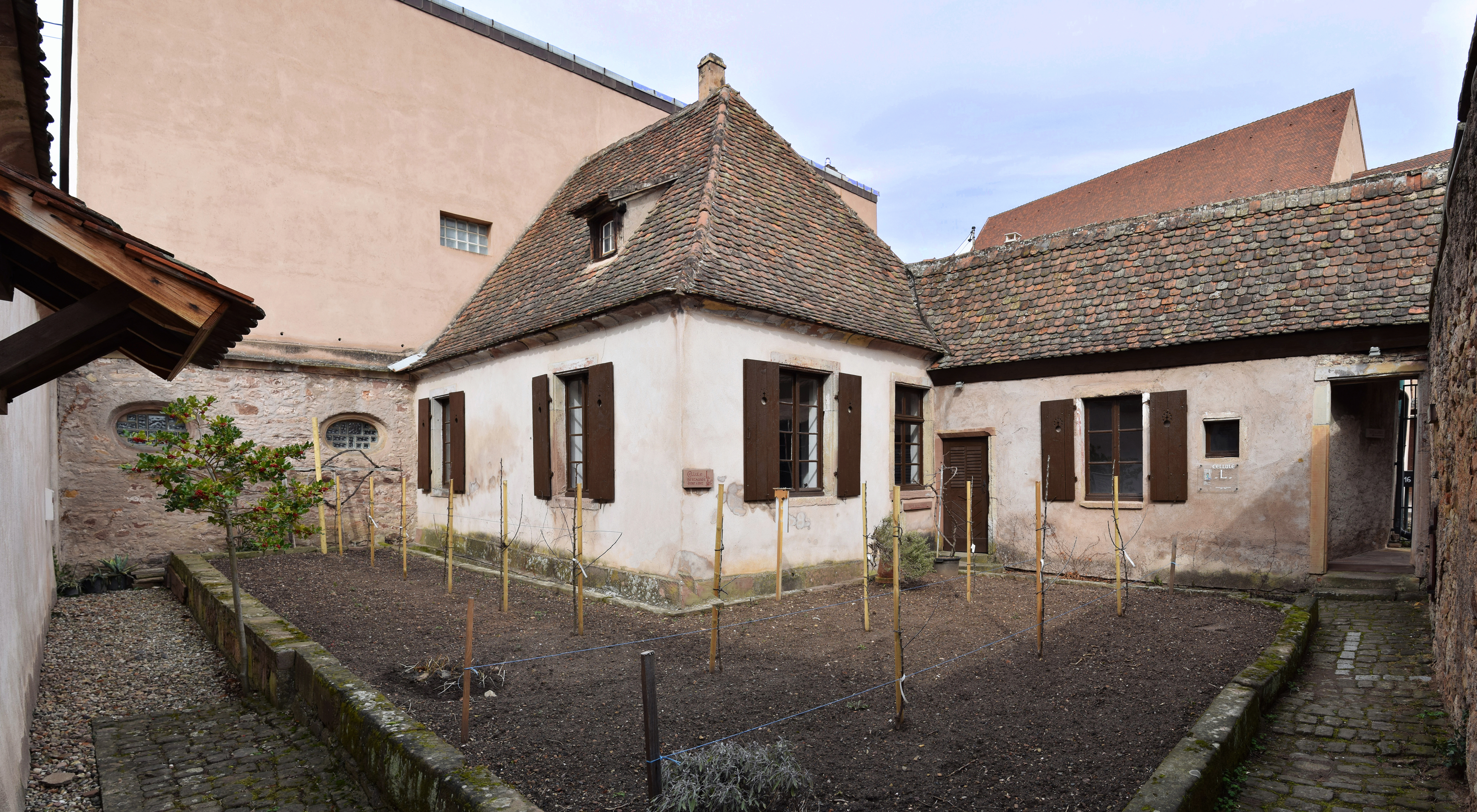
La cellule L en 2017, après réhabilitation.

#### La maison du prieur
La maison du prieur, dite ensuite « prieuré de la Chartreuse », forme un bâtiment longiforme sur lequel donnait l'extrémité méridionale de la façade ouest de l'église. La partie principale, plus large, donnait sur la cour d'honneur, devenue ensuite « cour des Chartreux ». Au sud, le bâtiment se prolongeait par une partie plus étroite, et sans doute plus récente, probablement postérieure à 1744. Le traitement plus qualitatif de la première partie du bâtiment se manifestait en particulier dans celui de la façade, ornée d'un fronton qui représentait Marie de Magdala, à l'entrée d'une grotte et la main posée sur un crâne. Elle est en effet considérée par l'historiographie chrétienne, et notamment cartusienne, comme la première des ermites, et jouit à ce titre d'une grande considération dans l'ordre.
Le prieuré avait été voûté par Odendal, qui craignait les risques d'incendie. Le rez-de-chaussée est organisé autour d'un vestibule, des deux côtés duquel étaient situés la chapelle et le « poêle ». Ce vestibule débouche à l'est sur le cloître, qui est intégré à l'édifice. À l'époque monastique, l'accès au premier étage de la maison du prieur se fait par un escalier à vis placé entre cette dernière et l'église. Au premier, l'appartement du prieur est composé de quatre grandes pièces en enfilade qui donnent sur la cour d'honneur et de deux pièces donnant sur le préau. La seconde partie du bâtiment correspond à une grande cave voûtée au rez-de-chaussée, surmonté à l'étage par trois grandes pièces en enfilade lambrissées et marquetées. La plus grande est en outre dotée d'un plafond à motifs de stucs de style rococo. Les aménagements de cette partie datent du milieu du XVIIIe siècle.
L'aile de la cuisine comprenait, en réalité, les cuisines au rez-de-chaussée et les chambres des frères à l'étage supérieur. Ce bâtiment, repris lors de la période monastique, remonte cependant à une époque antérieure. Un escalier hélicoïdal de facture Renaissance y permet en effet d'accéder à l'étage. Cette construction précédente se révèle également par deux cheminées attestées en 1673. En 1690, le prieur Conrad Odendal fait améliorer le système d'adduction d'eau de ce bâtiment afin que le frère cuisinier dispose d'eau courante pour conserver les poissons.

#### L'hôtellerie
La construction de l'hôtellerie est projetée en remplacement du « Böcklerhof » dont la destruction commence le 21 octobre 1698. Les visiteurs provinciaux ainsi que le général de l'Ordre approuvent ce projet. La rencontre entre le prieur Philippe Zell et l'architecte italien Giovan Betto, qui travaille sur la chartreuse de Bosserville est déterminante, mais les moines préfèrent initialement un projet qui permette la réutilisation des anciennes fondations, alors que Betto propose un bâtiment plus éloigné, dont le recul mette en valeur la façade de l'église. Le surcoût de ce projet est compensé par une moindre hauteur prévue.
Les voûtes de la cave de la recette sont construites en 1700 ; l'atrium et le cloître des frères, ainsi que chacune des pièces de la nouvelle hôtellerie, sont bénis le 31 août 1701. Le même jour, un Te Deum est chanté en remerciement à l'église, puis la première pierre de l'escalier monumental de la recette, œuvre de Jean Rockuz, est posée. La façade de la nouvelle hôtellerie est en outre ornée d'un grand cadran solaire, toujours en place au XXIe siècle,.
Le bâtiment en L comprend au nord une hôtellerie à neuf travées de fenêtres au premier étage, traversé au rez-de-chaussée par un passage charretier, fermé à ses deux extrémités par des portes à deux battants. Deux portes latérales donnent dans ce passage et permettent l'accès, de part et d'autre, aux caves voûtées. Le cellier oriental comptait deux nefs de six travées chacune, le cellier occidental quatre travées. À l'intérieur, du côté oriental, un escalier daté de 1699 à trois volées, doté d'une rampe de fer forgé à décor de rinceaux permettait de relier les caves à l'étage. En haut, un long couloir central desservait les douze pièces, réparties de part et d'autre. Ces dernières sont décorées en style XVIIIe siècle, présentant en particulier des plafonds ornés de moulures.
L'aile située du côté ouest de la cour d'honneur, quoique faisant partie du même ensemble que l'hôtellerie septentrionale, avait une fonction bien différente et était nommée « la recette » : c'était le logis du procureur. Contrairement à ce que la façade régulière de quinze travées de fenêtres laisse supposer, l'aménagement intérieur était assez irrégulier, ce qui traduit très probablement un réemploi de murs ou de fondations plus anciens. Comme dans l'hôtellerie, un large passage divise en deux l'aile. D'un côté de ce passage étaient situées une boulangerie, deux cuisines, une chambre et des pièces chauffées ; de l'autre une tonnellerie, une chambre, une antichambre et une cave. Le premier étage, auquel on accédait par l'escalier monumental de Jean Rockuz, était divisé en onze chambres, desservies par un étroit couloir médian. Les combles étaient divisés par deux murs de grès coupe-feu, dont les pignons s'élevaient en gradins.

#### Les jardins du monastère

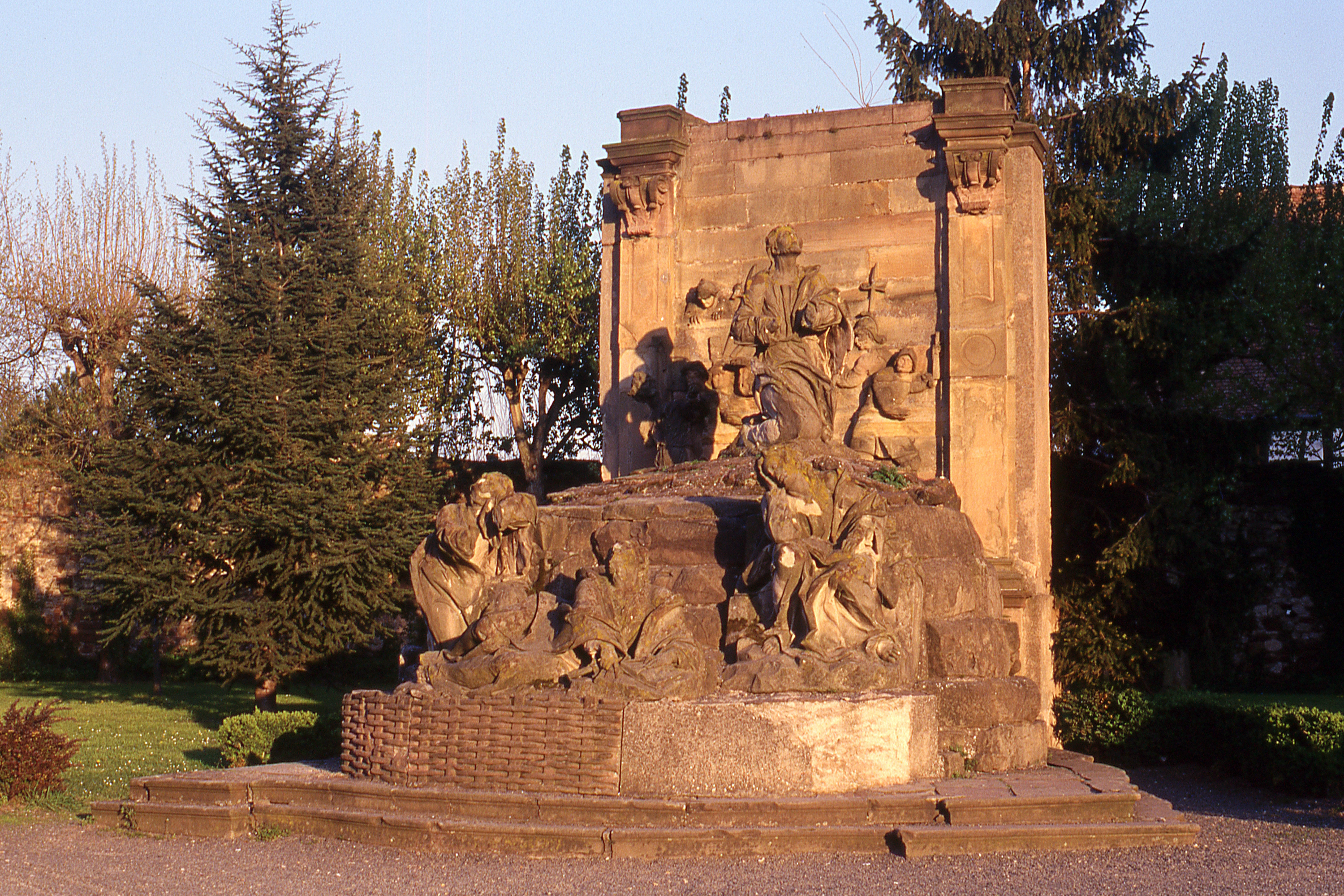
Le Mont-des-Oliviers de Molsheim, situé jadis dans les jardins orientaux de la chartreuse et désormais à proximité de l'église des Jésuites.

Le monastère compte deux espaces verts à ses deux extrémités. Le premier est situé à l'ouest. Son acquisition se fait par morceaux à partir de 1599, principalement par l'achat de propriétés sises dans la « Berggasse », une ruelle parallèle aux remparts occidentaux de la ville. En 1653, alors que les moines ont acheté toutes les propriétés de la rue, la municipalité vend la rue elle-même aux moines. Durant le XVIIe siècle, le jardin est un lieu d'agrément. Mais, avant 1714, il est peu à peu transformé et acquière une fonction principalement vivrière. Il comprend un potager, un vivier à poissons, ainsi qu'une serre de pierre adossée au rempart comprenant des arbres exotiques.
Le second jardin, situé au nord des cellules des pères, donc à l'est du monastère, était plus particulièrement voué à l'oraison et était en particulier orné d'un grand Mont-des-Oliviers. Ce monument s'apparentant à un Calvaire mais représentant un autre épisode de la Passion du Christ était très utilisé pour des moments d'oraison silencieuse. La proximité de l'espace urbain, et notamment de la porte orientale du couvent, donnant juste au nord de la Dîme, faisait que les religieux y étaient souvent perturbés dans leurs dévotions par les cris des enfants. Le Mont-des-Oliviers lui-même est démonté et transporté à proximité de l'église des Jésuites au début du XIXe siècle.

### Après les moines
Le principal changement dans l'organisation spatiale concerne la destruction des bâtiments. En particulier, l'église conventuelle a été arasée jusqu'aux fondations. Ces dernières, mises au jour par les fouilles de 1983, ont été restituées dans l’espace de l'ancien préau. Depuis 1985, le musée historique de Molsheim, précédemment situé à la Metzig, a déménagé dans la chartreuse, plus précisément dans le « prieuré », c'est-à-dire le logis du prieur entre 1684 et 1792. En 1986, la fondation Bugatti met en place dans l'ancienne aile de la cuisine une salle mémorielle dédiée à la famille ainsi qu'à la marque automobile Bugatti. Depuis 1991, cette même aile abrite, encore plus à l'ouest, la médiathèque de la ville.
La Société d'histoire et d'archéologie de Molsheim et environs, fondée en 1952, siège à la chartreuse où elle organise régulièrement conférences et expositions. De même, depuis 2006, l'association Arts et Cloître propose des ateliers et des conférences. Enfin, depuis 1987, l'association Les Vendredis de la Chartreuse propose des concerts et spectacles,,.
- L'utilisation du site aux XXe et XXIe siècles

L'utilisation du site aux
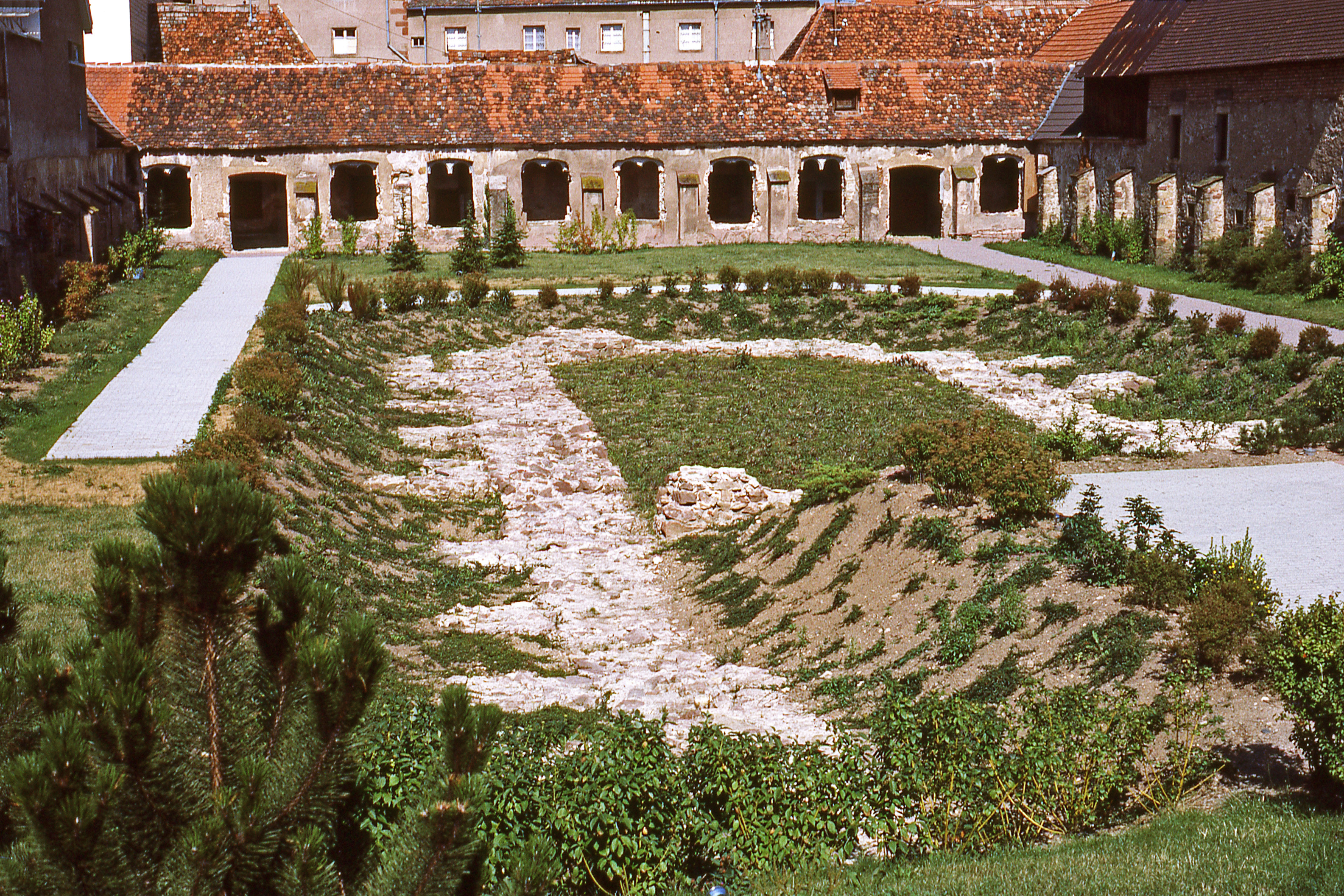
Le cloître en 1985, montrant les fondations de l'église conventuelle.
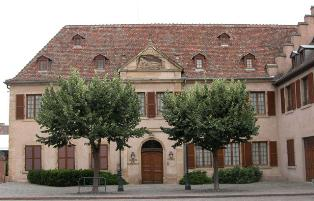
Le logis du prieur, devenu musée de la Chartreuse.
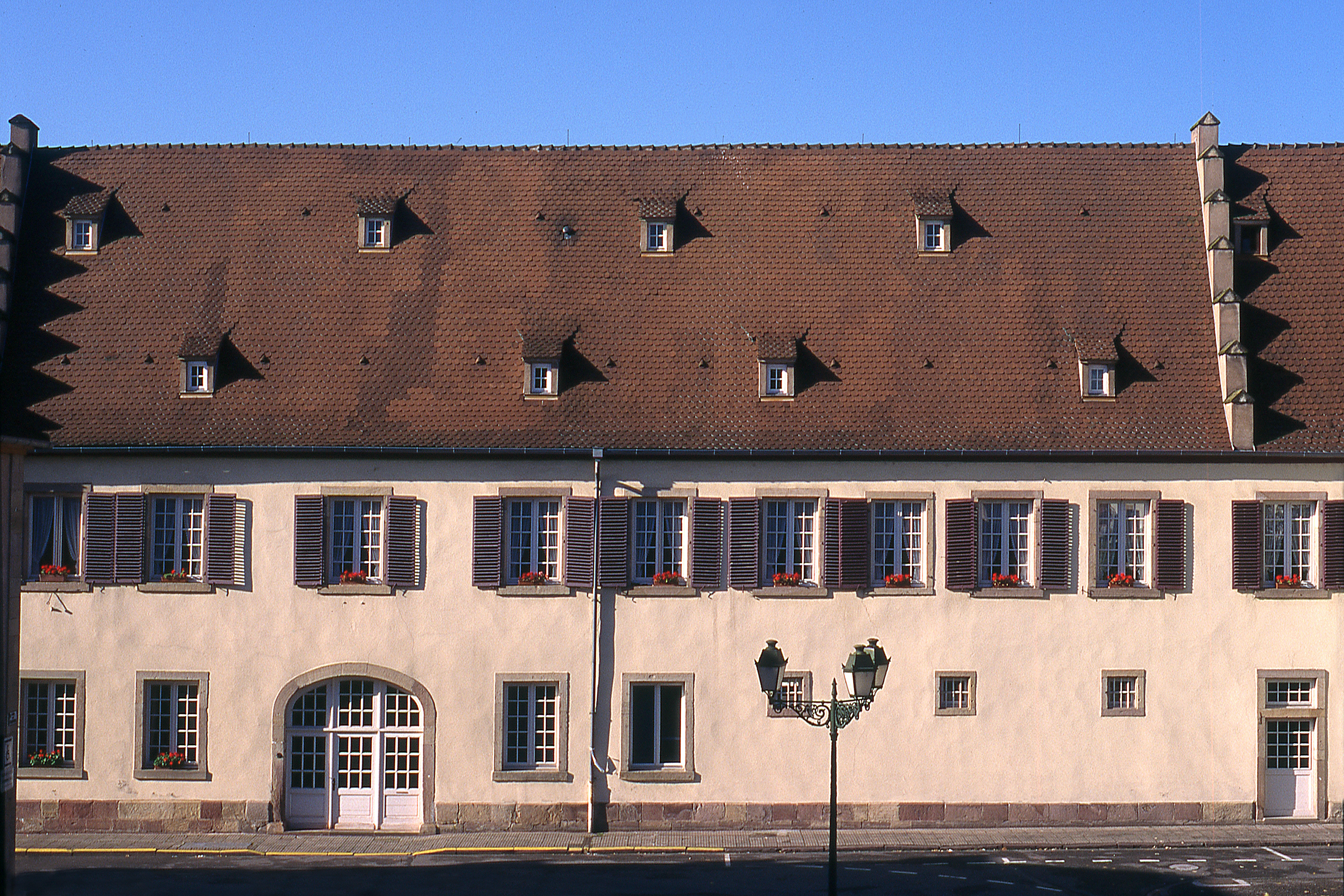
L'ancienne aile de la recette, convertie en hôpital.
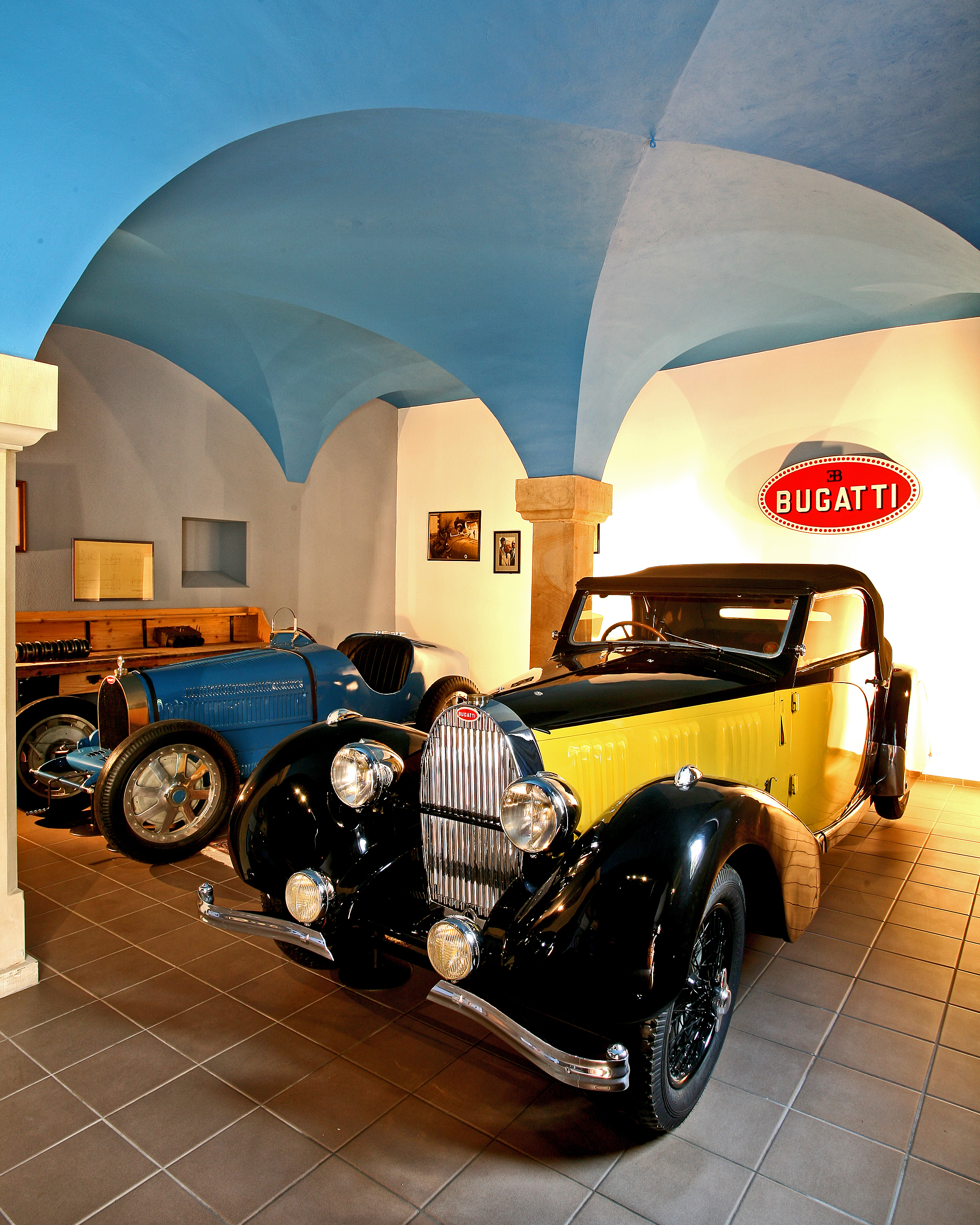
La fondation Bugatti dans l'ancienne aile de la cuisine.

Tous les bâtiments « profanes » du monastère sont propriété de l'hôpital local qui les a reconvertis pour ses propres besoins. Le plan général et l'aspect extérieur ont été globalement respectés. En revanche, de lourds travaux entrepris en 1987 ont bétonné l'escalier de l'aile des hôtes jusqu'aux combles, nonobstant la protection au titre des Monuments historiques, ce qui a éliminé la rampe de fer forgé. Le cellier oriental a été reconverti en chapelle. Le cloisonnement d'origine des chambres a disparu à ce moment-là, ainsi que la plupart des décorations. L'aile de la recette était prolongée au nord par un petit bâtiment, daté du XVIIIe siècle, qui venait buter sur les remparts de la ville.
À l'ouest de la « recette » était encore située la ferme. Les annales du monastères de 1702 y comptent huit chevaux, dix-sept vaches, quatre bœufs, six cochons et 90 volailles. La représentation de 1744 confirme la vocation agricole de la partie occidentale. À l'autre extrémité du monastère, complètement à l'est, la chartreuse était dotée d'une « cave de derrière » située dans le prolongement de la Dîme, et comprenant trois niveaux, plus les deux niveaux de combles, au-dessus de caves voûtées de trois nefs de trois travées.